# Vif (Isère)
Vif est une commune française située dans le département de l'Isère en région Auvergne-Rhône-Alpes.
Située sur les contreforts orientaux du massif du Vercors, à 16 km au sud de Grenoble, la commune est rattachée depuis 2004 à la communauté d'agglomération Grenoble-Alpes Métropole, devenue métropole en 2015, en même temps que les communes du Gua, de Saint-Paul-de-Varces et de Varces-Allières-et-Risset.
Ville-centre de l'unité urbaine de Vif (dont Le Gua est la banlieue) et ancien chef-lieu du canton de Vif jusqu'en 2015, la ville est désormais rattachée au canton du Pont-de-Claix dont le bureau centralisateur est situé au Pont-de-Claix depuis le nouveau découpage territorial.
Géographiquement, la commune tient une place spéciale au cœur de la vallée de la Gresse, à la frontière entre le parc naturel régional du Vercors à l'ouest et le massif du Taillefer à l'est. Sa position importante dans la liaison entre Grenoble, le Trièves et Sisteron est matérialisée par le passage sur son territoire de la Départementale 1075 ainsi que de l'autoroute A51, depuis 1999, qui modifia profondément son environnement.
Habitée dès le Néolithique sur Uriol, la commune est rattachée à la principauté puis province du Dauphiné au Moyen Âge, et durablement marquée par les guerres de religion à la Renaissance. Son économie, historiquement basée sur la viticulture et l'élevage, évolue à partir du XIXe siècle, notamment grâce à la création de la ligne des Alpes, et voit l'apparition de plusieurs industries : celles du ciment (berceau de la société Vicat), mais aussi de la poterie, de la ganterie et de la soie. Lieu considérable de villégiature au XXe siècle puis de résistance durant la Seconde Guerre mondiale, la ville est aujourd'hui principalement connue pour son lien intime avec les frères Jacques-Joseph et Jean-François Champollion, matérialisé aujourd'hui par le musée Champollion.
Ses habitants sont dénommés les Vifois et Vifoises, ainsi que les Picabans (terme vernaculaire).

## Géographie

### Localisation
La commune de Vif se situe dans la vallée de la Gresse, à 16 kilomètres à vol d'oiseau au sud de Grenoble, à 65 kilomètres au nord-ouest de Gap et à 65 kilomètres au nord-est de Valence.
Elle est cernée à l'ouest par la montagne d'Uriol et le massif du Vercors (qui la séparent de la vallée du Lavanchon), à l'est par les montagnes du Petit Brion et du Grand Brion (qui la séparent de la vallée du Drac), au sud par la plaine de Reymure (qui la sépare de la ville de Varces-Allières-et-Risset) et au nord par le village du Gua.

### Communes limitrophes
|                      | Varces-Allières-et-Risset | Champ-sur-Drac            |
| Saint-Paul-de-Varces | Vif                       | Saint-Georges-de-Commiers |
| Le Gua               | Saint-Martin-de-la-Cluze  | Notre-Dame-de-Commiers    |

### Géologie et relief
D'un point de vue altimétrique, la commune possède une amplitude importante puisque le point le plus bas se situe à une altitude de 274 mètres au lieu-dit du Gros Chêne et le point le plus haut à près de 1 270 mètres sur la montagne d'Uriol. Cependant la quasi-totalité des habitations se situent à 300 mètres d'altitude. Les principaux reliefs se trouvant sur la commune sont par ordre croissant le Petit Brion (537 m), le Grand Brion (926 m), le Pieu (ou le Bémont) situé sur la montagne d'Uriol et culminant à 1 270 mètres sur la commune de Saint-Paul-de-Varces.

### Climat
Pour des articles plus généraux, voir Climat d'Auvergne-Rhône-Alpes et Climat de l'Isère.
En 2010, le climat de la commune est de type climat océanique altéré, selon une étude du Centre national de la recherche scientifique s'appuyant sur une série de données couvrant la période 1971-2000. En 2020, Météo-France publie une typologie des climats de la France métropolitaine dans laquelle la commune est exposée à un climat de montagne ou de marges de montagne et est dans la région climatique Alpes du nord, caractérisée par une pluviométrie annuelle de 1 200 à 1 500 mm, irrégulièrement répartie en été.
Pour la période 1971-2000, la température annuelle moyenne est de 11,2 °C, avec une amplitude thermique annuelle de 19 °C. Le cumul annuel moyen de précipitations est de 1 094 mm, avec 9,9 jours de précipitations en janvier et 6 jours en juillet. Pour la période 1991-2020, la température moyenne annuelle observée sur la station météorologique de Météo-France la plus proche, « Villard-de-Lans », sur la commune de Villard-de-Lans à 9 km à vol d'oiseau, est de 8,0 °C et le cumul annuel moyen de précipitations est de 1 270,0 mm,. Pour l'avenir, les paramètres climatiques de la commune estimés pour 2050 selon différents scénarios d'émission de gaz à effet de serre sont consultables sur un site dédié publié par Météo-France en novembre 2022.
| Mois                                  | jan.            | fév.          | mars           | avril            | mai           | juin            | jui.           | août            | sep.            | oct.          | nov.           | déc.             | année    |
| ------------------------------------- | --------------- | ------------- | -------------- | ---------------- | ------------- | --------------- | -------------- | --------------- | --------------- | ------------- | -------------- | ---------------- | -------- |
| Température minimale moyenne (°C)     | −4,8            | −4,9          | −1,9           | 1,1              | 4,9           | 8,1             | 9,7            | 9,5             | 6,3             | 3,7           | −0,6           | −3,8             | 2,3      |
| Température moyenne (°C)              | −0,3            | 0,3           | 3,8            | 6,8              | 10,8          | 14,5            | 16,7           | 16,5            | 12,6            | 9,3           | 4              | 0,5              | 8        |
| Température maximale moyenne (°C)     | 4,3             | 5,4           | 9,5            | 12,6             | 16,8          | 20,9            | 23,7           | 23,4            | 18,8            | 15            | 8,6            | 4,7              | 13,6     |
| Record de froid (°C) date du record   | −28 07.01.1985  | −22 05.02.12  | −22 07.03.1971 | −14,9 06.04.1970 | −6 05.05.1991 | −5,5 01.06.1963 | 0,2 06.07.1965 | −0,3 31.08.1995 | −4 29.09.1993   | −9,7 30.10.12 | −17 23.11.1988 | −21,7 25.12.1962 | −28 1985 |
| Record de chaleur (°C) date du record | 17,6 06.01.1999 | 21 28.02.1960 | 22,7 17.03.04  | 24 21.04.1968    | 29,7 22.05.22 | 33,6 26.06.19   | 35 31.07.1983  | 34,7 12.08.03   | 31,2 14.09.1987 | 26,9 07.10.09 | 22 03.11.1981  | 18,7 25.12.1983  | 35 1983  |
| Précipitations (mm)                   | 100,6           | 76,6          | 90,8           | 109,6            | 117,2         | 95              | 93,5           | 95,4            | 121,3           | 120,1         | 138,1          | 111,8            | 1 270    |

### Hydrographie

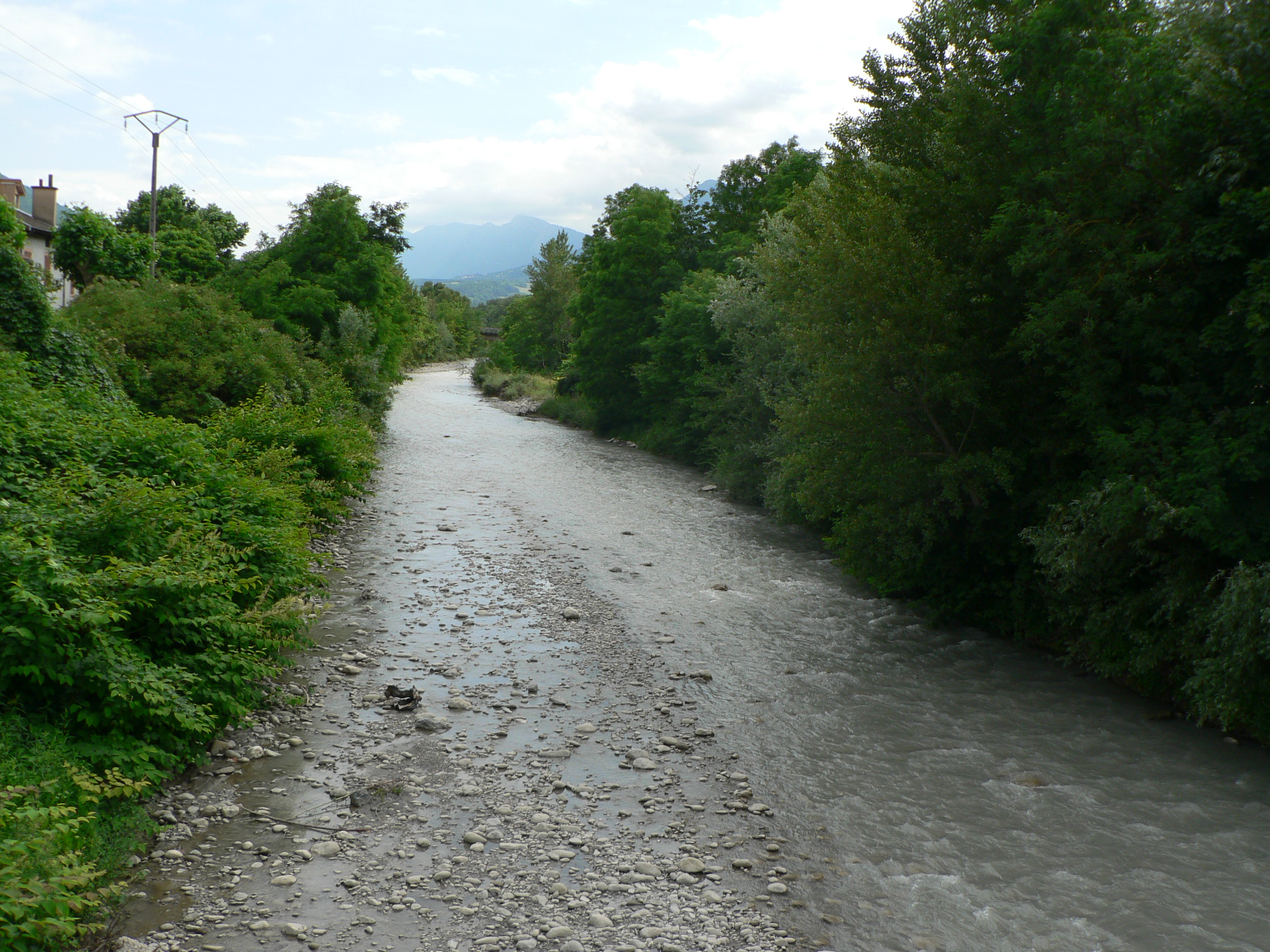
La Gresse (au niveau du pont de pierre).

Côté hydrographie, Vif est longée à l'est par le Drac qui la sépare des communes de Notre-Dame-de-Commiers, Saint-Georges-de-Commiers et de Champ-sur-Drac. À l'ouest s'écoule la Gresse, tout le long de la montagne d'Uriol, qui traverse le centre-ville puis la plaine de Reymure avant de se jeter dans le Drac au niveau de Varces-Allières-et-Risset et Champagnier.
Plusieurs autres ruisseaux serpentent sur le territoire communal, parmi lesquels : le ruisseau des Rossinants, le ruisseau de Charlet, le ruisseau des Caves, le ruisseau de la Merlière, le ruisseau du Poyet, le ruisseau du Bruyant…
Différents étangs se trouvent aussi sur le territoire de la commune, dont les étangs Barbier (aux Vouillants), les étangs de La Rivoire (à la frontière avec Saint-Georges-de-Commiers) ou encore l'étang Noiret située au sein de la réserve naturelle régionale des Isles du Drac (plaine de Reymure).

### Voies de communication et transports

#### Voies routières

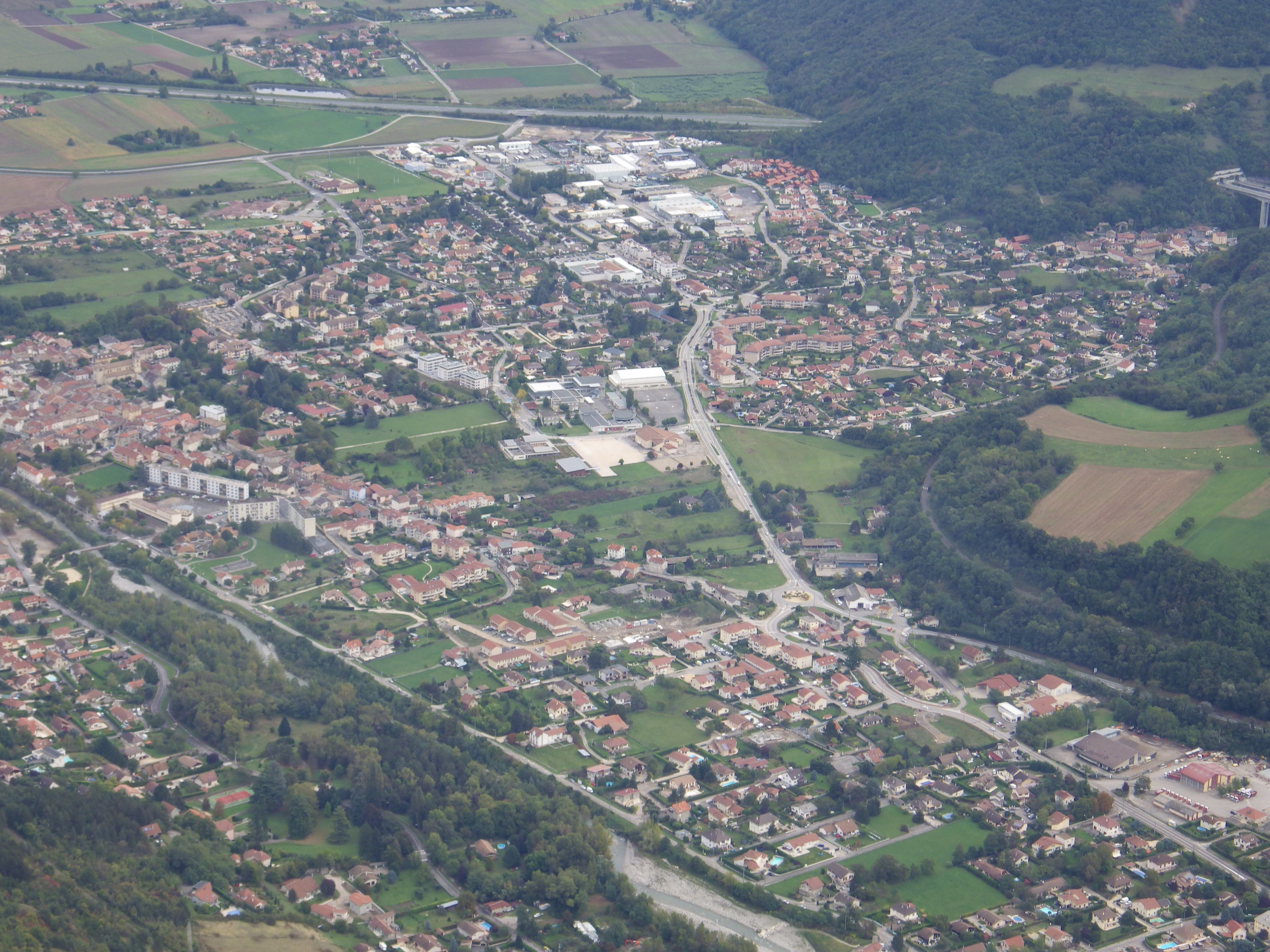
Vue aérienne de Vif en 2013 : à droite le plateau du Crozet, à gauche la rivière de la Gresse. En haut : l'autoroute A51 et le commencement de la plaine de Reymure.

La ville de Vif voit passer sur son territoire le bras d'autoroute A51 (du Pont-de-Claix au col du Fau) ainsi que la route européenne 712 : elle dispose d'une desserte sur cette autoroute par la sortie no 12, que ce soit en direction nord-sud ou sud-nord.
La commune est aussi traversée par l'ancienne route nationale 75 (actuelle RD 1075, qui relie Grenoble à Sisteron) ainsi que par la RD 63, qui permet la liaison entre la RD 1075 et la route départementale 529 (qui relie Champs-sur-Drac à la Mure).

#### Voie ferroviaire
La ville abrite une gare SNCF reliée au réseau TER Rhône-Alpes par la ligne 905 000 de Grenoble à Gap, de la ligne Lyon-Perrache à Marseille-Saint-Charles via Grenoble. La Ligne des Alpes (partie centrale de la ligne 950 000 qui traverse les Alpes et Vif) possède des correspondances à Veynes pour Laragne, Sisteron, Manosque, Aix-en-Provence et Marseille.

#### Transports urbains et interurbains
Transport urbain via le réseau M Réso (anciemment la TAG, transports de l'agglomération grenobloise), Vif est desservie par les lignes 25, C14, 45 et 73.
Transport interurbain est assuré le réseau Cars Région dépendant du conseil régional Auvergne-Rhône-Alpes et rassemblant tous les transporteurs, Vif est ainsi desservie par les lignes suivantes :
- Ligne T95 : Mens ↔ Monestier-de-Clermont ↔ Grenoble (5 arrêts sur la commune)
- Ligne MEN04 : Mens ↔ Grenoble (1 arrêt sur la commune)
- Ligne MUR15 : Varces-Allières-et-Risset ↔ Vif ↔ La Mure (4 arrêts sur la commune)
- Ligne VIF02 : Saint-Martin-de-la-Cluze ↔ Vif (collège) (11 arrêts sur la commune)
- Ligne VIZ01 : Vif ↔ Saint-Georges-de-Commiers ↔ Vizille (Lycée) (3 arrêts sur la commune)

## Urbanisme

### Typologie
Au 1er janvier 2024, Vif est catégorisée petite ville, selon la nouvelle grille communale de densité à sept niveaux définie par l'Insee en 2022.
Elle appartient à l'unité urbaine de Vif, une agglomération intra-départementale regroupant deux  communes, dont elle est ville-centre,,. Par ailleurs la commune fait partie de l'aire d'attraction de Grenoble, dont elle est une commune de la couronne,. Cette aire, qui regroupe 204 communes, est catégorisée dans les aires de 700 000 habitants ou plus (hors Paris),.

### Occupation des sols

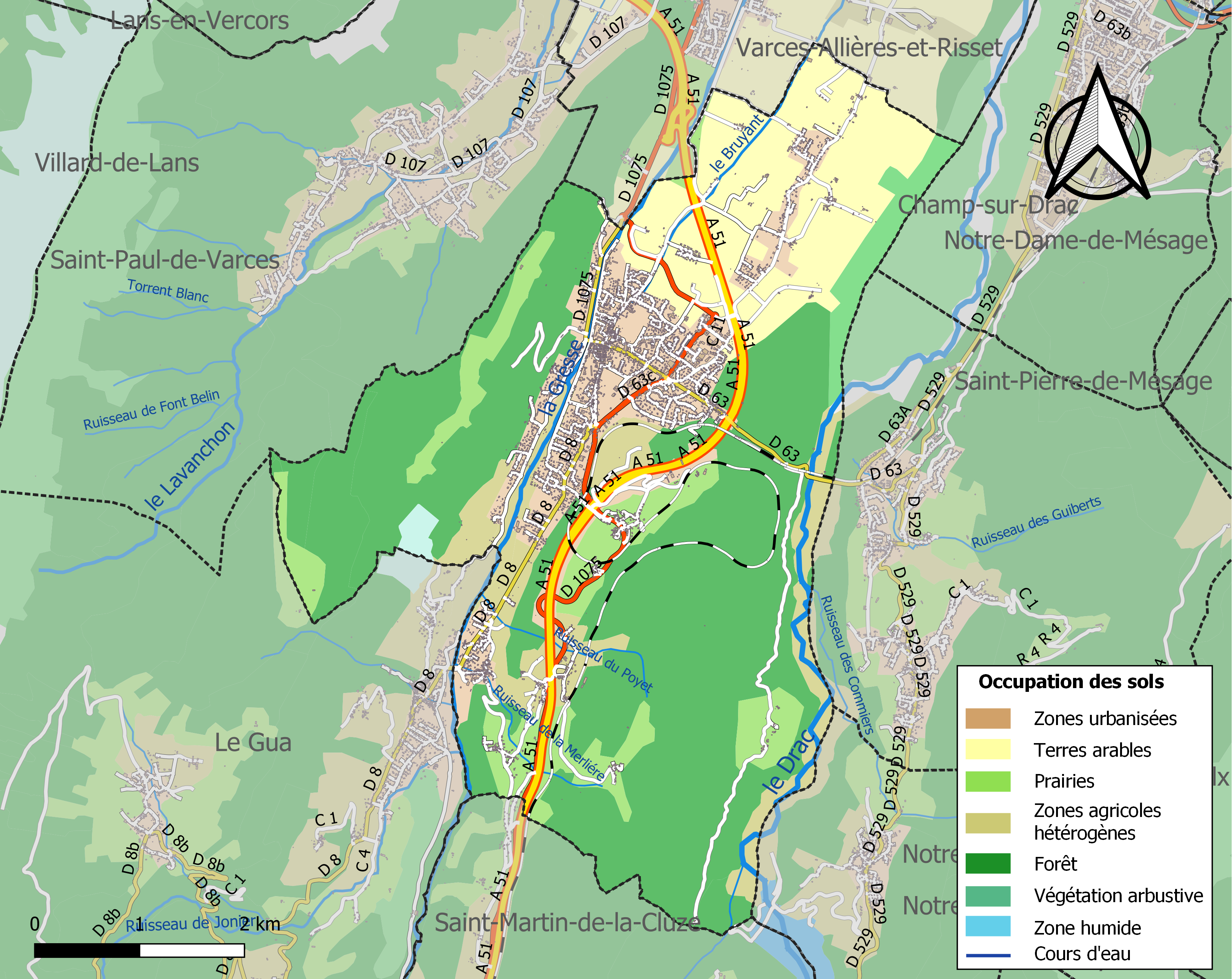
Carte des infrastructures et de l'occupation des sols de la commune en 2018 (CLC).

L'occupation des sols de la commune, telle qu'elle ressort de la base de données européenne d’occupation biophysique des sols Corine Land Cover (CLC), est marquée par l'importance des forêts et milieux semi-naturels (50,4 % en 2018), une proportion sensiblement équivalente à celle de 1990 (50,5 %). La répartition détaillée en 2018 est la suivante : forêts (47,4 %), terres arables (15,4 %), zones urbanisées (11,5 %), zones agricoles hétérogènes (10,1 %), prairies (10 %), zones industrielles ou commerciales et réseaux de communication (2,6 %), milieux à végétation arbustive et/ou herbacée (2,4 %), espaces ouverts, sans ou avec peu de végétation (0,6 %).
L'IGN met par ailleurs à disposition un outil en ligne permettant de comparer l’évolution dans le temps de l’occupation des sols de la commune (ou de territoires à des échelles différentes). Plusieurs époques sont accessibles sous forme de cartes ou photos aériennes : la carte de Cassini (XVIIIe siècle), la carte d'état-major (1820-1866) et la période actuelle (1950 à aujourd'hui).

### Lieux-dits, quartiers et écarts
- Le Breuil : quartier situé au pied de la montagne d'Uriol au bord de la Gresse, entre la montée d'Uriol et la Mairie. C'était au Moyen Âge un grand parc clos, coupé en 1646 par l'arrivée de la Gresse dans cette partie de la vallée (dont quelques maisons gardent en façade les galets roulés du lit de la rivière). La trace visible du Breuil actuel est le site de l'ancien couvent des Dominicains, aujourd'hui couvent de la Visitation (dit le « domaine du Breuil »).
- Chabottes : situé à l'est de la commune et du Grand Brion, ce lieu-dit culmine entre 478 et 486 mètres d'altitude dominant ainsi le Drac de plus de 160 mètres. Seule la route de Chabotte accessible depuis la route départementale 63 permet d'y accéder. Sur ces lieux se trouve une chapelle en ruine.

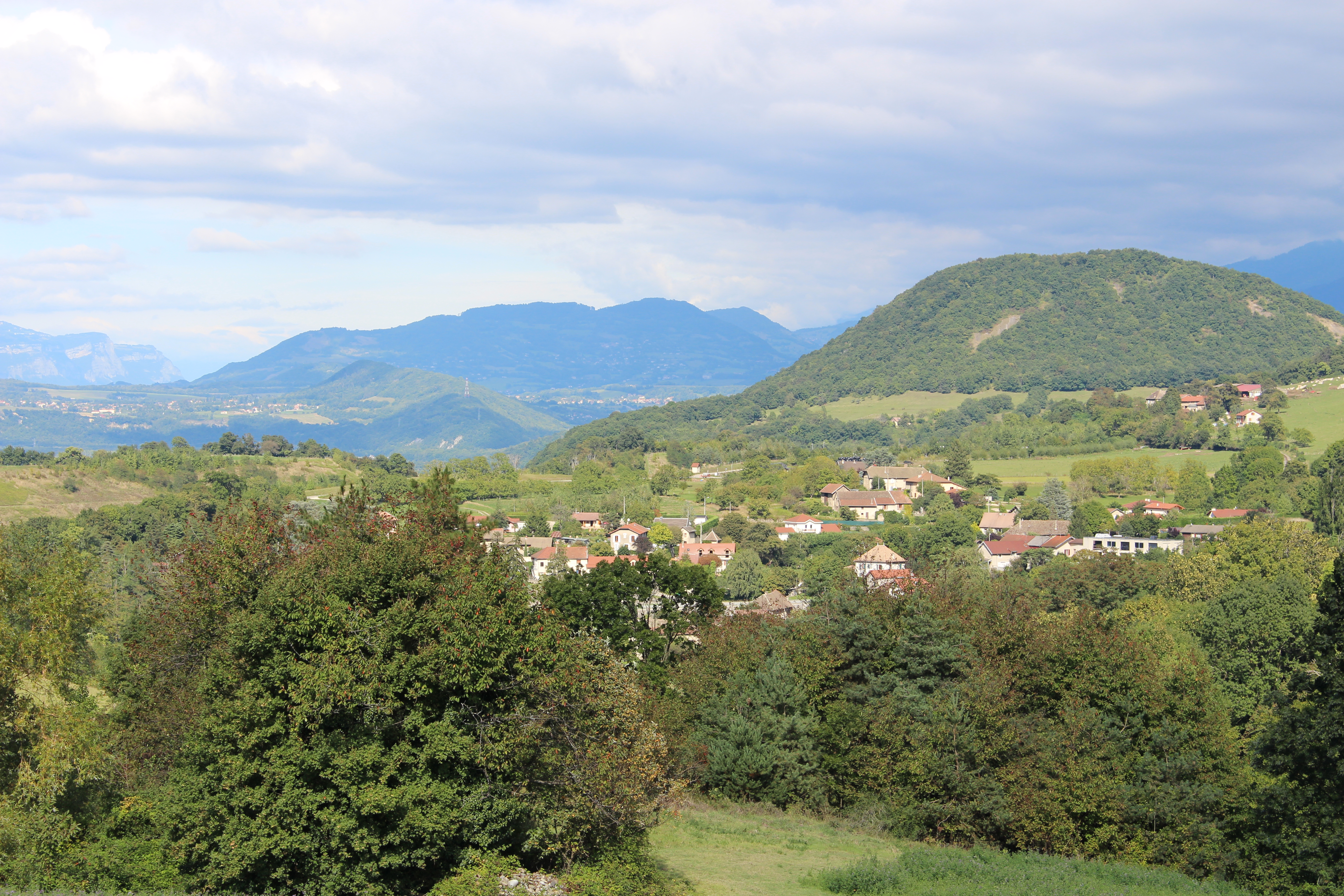
Hameau du Crozet avec, à droite, le Petit Brion.

- Hameau du Crozet avec, à droite, le Petit Brion.Le Crozet (ou Croset d'après l'IGN - 400 m) : hameau de la commune situé sur la route de Sisteron, ce lieu-dit héberge les deux viaducs (viaducs du Crozet)[16] d'une longueur de 325 mètres, qui permettent le passage du l'autoroute A51 au-dessus de l'avenue du Maréchal Leclerc, du chemin du Crozet et de la rue du viaduc, et qui doublent par l'intérieur[17] le viaduc ferroviaire amorçant la courbe du long tunnel hélicoïdal du Grand Brion (1 175 m).
- Les Garcins : quartier situé le long de la rivière de la Gresse, entre le Breuil et l'extrémité nord de la ville. En grande partie pavillonnaire, on retrouve dans ce quartier le Pont des Garcins, édifié par les cimentiers de la région en 1890.

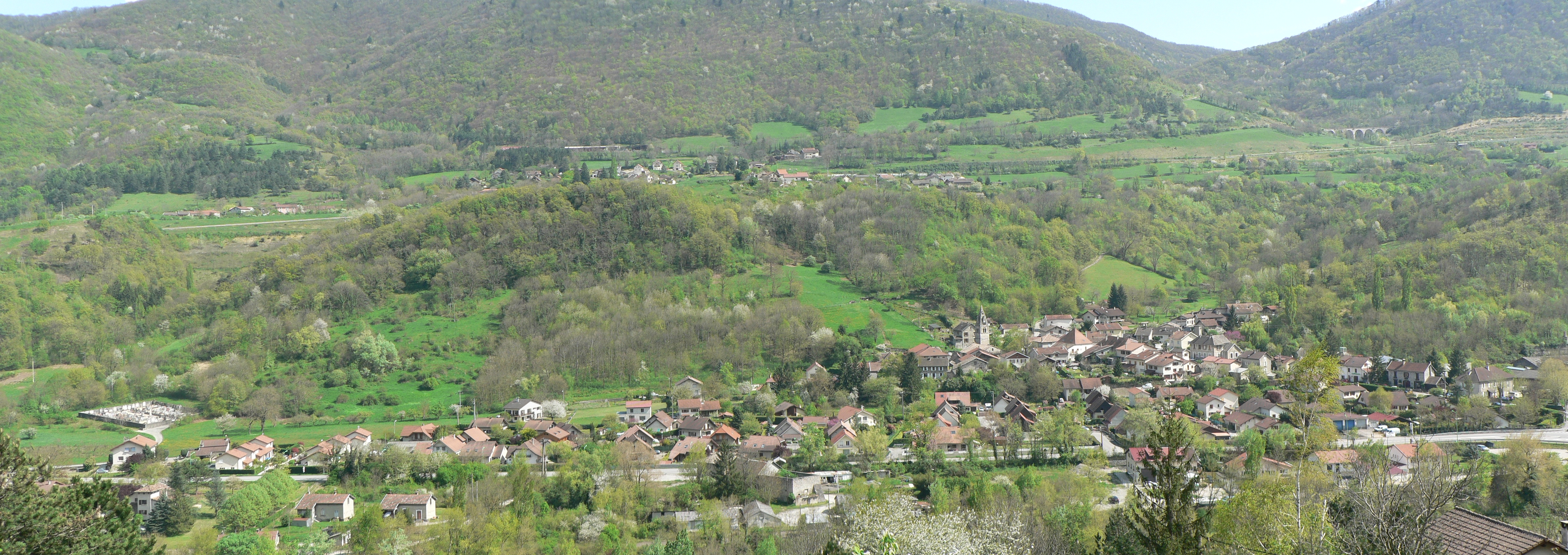
Hameau du Genevrey vu depuis les Saillants-du Gua.

- Hameau du Genevrey vu depuis les Saillants-du Gua.Le Genevrey (345-358 m - aussi orthographié Genevray) : situé au sud de la ville, le long de l'avenue du Général-de-Gaulle, ce lieu-dit a longtemps été indépendant de la commune de Vif avant d'être rattaché à cette dernière entre 1790 et 1794[18]. Le Genevrey est au nord du hameau de la Girardière et borde la Gresse : c'est sur ces lieux que Joseph Vicat, fils de Louis Vicat, créa sa cimenterie industrielle dont les « fours biberons » se dressent toujours de nos jours.
- La Girardière (458 m) : traversé par le ruisseau de la Merlière, ce petit hameau situé à l'extrême sud-ouest de la commune est limité à l'est par l'autoroute A51.
- La Grange : se trouve entre le Genevrey (au sud) et le Tête du Bourg (au nord). À ne pas confondre avec un autre lieu-dit de Vif « les Granges », situé au nord du Pied du Bourg.
- Le Gros Chêne (275 m) : petit écart situé au nord de Reymure, le Gros Chêne est le hameau le plus au nord de la commune et est donc voisin de la commune de Varces-Allières-et-Risset.
- Malissière (326 m) : sur la rive gauche de la Gresse, cet écart se situe au pied de la montagne d'Uriol.
- La Merlatière : Hameau (jadis dépendant de la paroisse du Genevrey) situé au-dessus de la Rivoire, sur le flanc ouest de la montagne du Grand Brion.
- La Merlière : hameau situé au sud-est de la commune, sur le versant sud du Grand Brion. Il est traversé par le viaduc de la Merlière, long de 110 m et haut de 26 m.
- Le Pied du Bourg : est la partie du bourg se trouvant au nord de l'avenue de Rivalta. C'est dans cette partie que se trouve la mairie et la place de la Libération, l'église Saint-Jean-Baptiste, l'école de musique, l'école Jean-François-Champollion, le supermarché…
- La Rivoire : Les premières traces de ce hameau remontent à 1330. La Rivoire se situe dans la gorge entre les montagnes du Grand et du Petit Brion, et relie la vallée de la Gresse à celle du Drac. On y trouve la gare ferroviaire de Vif, la déchèterie, les viaducs de La Rivoire (A51) ainsi que le pont routier et le pont de La Rivoire traversant le Drac en direction de Saint-Georges-De-Commiers.
- Reymure (282 m) : est au centre de la plaine éponyme. Reymure possède sa propre école primaire.
- Les Rossinants : situé à l'extrême sud-est de la commune, une seule route permet aux voitures d'y accéder en passant par la Chabotte. Le hameau se situe à proximité du Drac et du déversoir du barrage de Notre-Dame-de-Commiers qu'il surplombe. Le barrage étant à une altitude de 367 mètres, le hameau si hissant lui à 507 mètres.
- Le Serf de Vif (ou Le Sert) (529 m) : ce hameau se situe à l'est de l'autoroute A51 et voit passer sur son territoire le train TER Rhône-Alpes de la ligne Grenoble-Gap.
- La Tête du Bourg (311 m) : est la partie du bourg se trouvant au sud de l'avenue de Rivalta. C'est dans cette partie que se trouve entre autres la place des Onze Otages, le collège du Masségu, le musée Champollion et son parc, quelques écoles et les commerces.
- La Valonne : quartier majoritairement pavillonnaire situé entre la Tête du Bourg et la gorge de La Rivoire. Il est traversé par l'avenue de la Gare et est coupé au sud par la voie ferrée de la ligne Lyon-Perrache à Marseille-St-Charles (via Grenoble) ainsi que par le plateau du Crozet.

### Risques naturels et technologiques

#### Risques sismiques
L'ensemble du territoire de la commune de Vif est situé en zone de sismicité no 4 (sur une échelle de 1 à 5), mais à proximité de la bordure occidentale de la zone no 3.
| Type de zone | Niveau            | Définitions (bâtiment à risque normal) |
| ------------ | ----------------- | -------------------------------------- |
| Zone 4       | Sismisité moyenne | accélération = 1,6 m/s2                |

## Toponymie

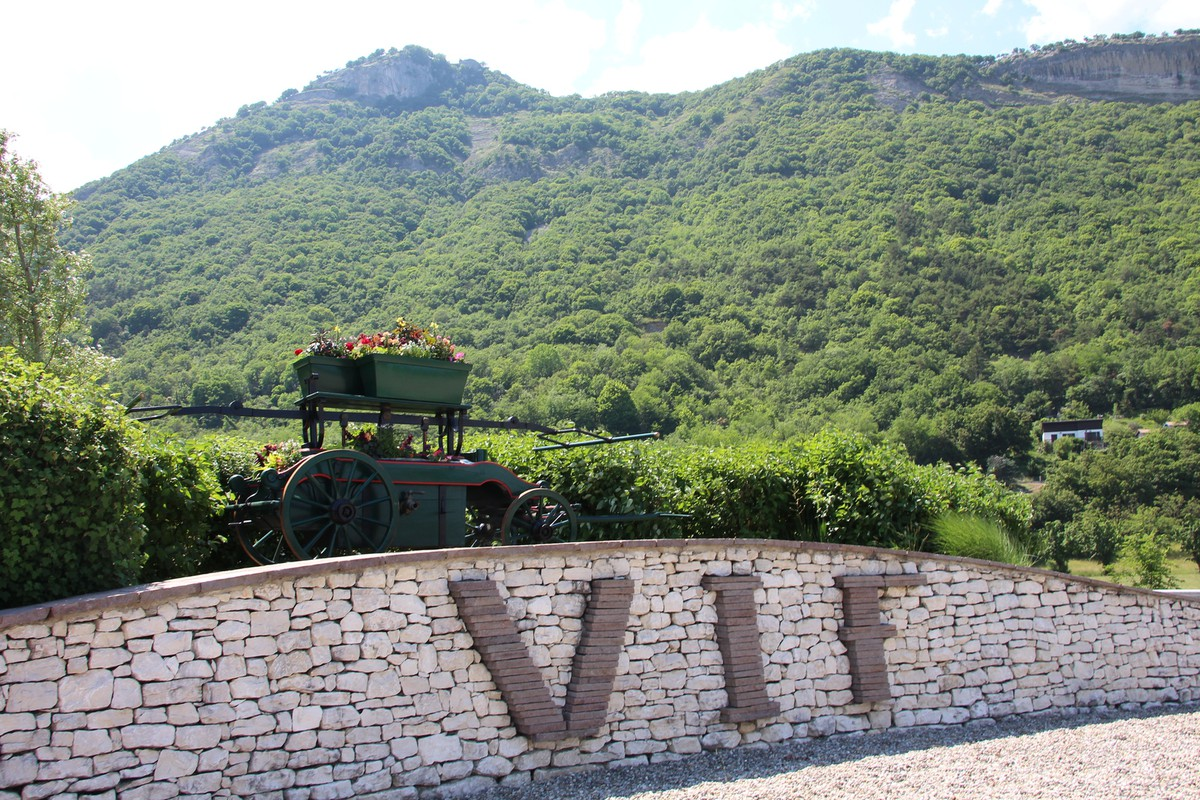
Le rond-point d'entrée de Vif, avec sa pompe à bras de pompier datant du XIXe siècle.

Le nom de la commune dériverait du mot latin Vicus, mot latin qualifiant une petite agglomération dotée d'une organisation municipale mais qui n'avaient pas le statut de ville (municipium, colonia et civitas ou encore villa rustica, un domaine rural). Le village était déjà connu au XIe siècle sous le nom de Viu,. Aux XIIe et XIIIe siècles, on trouve la forme Vivo (1er avril 1236) et Vicum (26 novembre 1247). En 1497, on trouve la forme Vivum et Vif qui prévalu finalement.

## Histoire
L'histoire de Vif, bien que percée par des périodes d'ombre mal connues, possède un historique couvrant près de 8 000 ans d'histoire, de la préhistoire (néolithique) à aujourd'hui. La commune possède une histoire riche et complète sur le plan chronologique et n'a semblablement jamais connu de hiatus. Peu de communes peuvent s'enorgueillir d'une telle continuité historique.

### Préhistoire et protohistoire

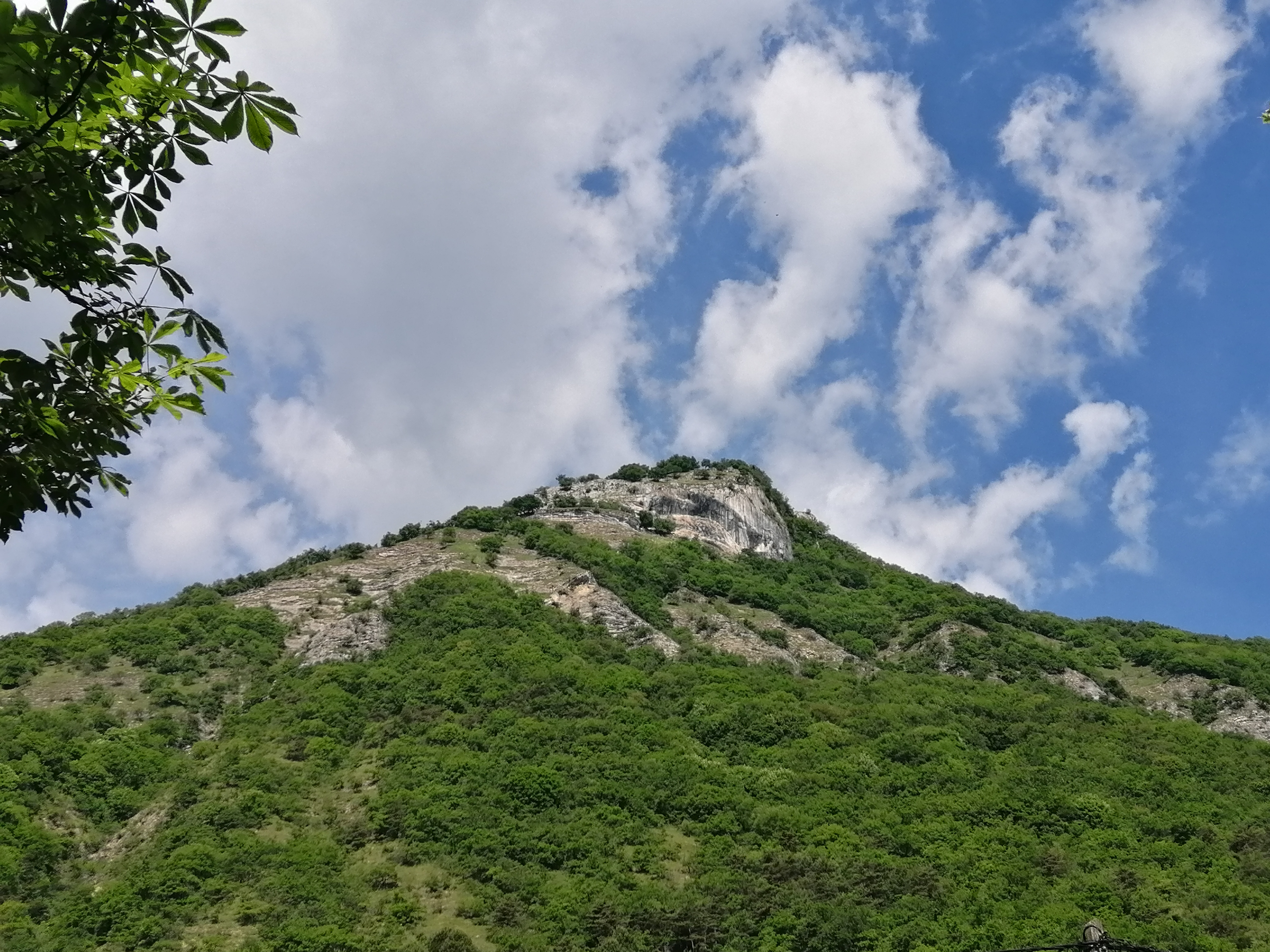
Le rocher de Saint-Loup.

Le rocher de Saint Loup, sur la montagne d'Uriol, possède un habitat de Néolithique moyen (Ve millénaire av. J.-C.) découvert et fouillé en 1904 par Hippolyte Müller, ayant livré cabane, foyer, silex, os, fragments de haches en pierre et céramiques préhistoriques,. On y découvrit un habitat de ce qui semblait être des occupants agriculteurs avec de la vaisselle, quatre marmites, six écuelles, un vase, un bol et des poteries. Cet habitat est très semblable à celle de la civilisation de Fiorano en Lombardie, ce qui signifierait des contacts ou des migrations sur de très grandes distances. C'est le seul exemple de ces contacts dans les Alpes françaises.

### Antiquité
Vif, la vallée de la Gresse et Varces auraient été une frontière entre les territoires des Allobroges et des Voconces, fédération de peuples Gaulois qui fut battue par les légions romaines entre 125 et 118 avant J.C..

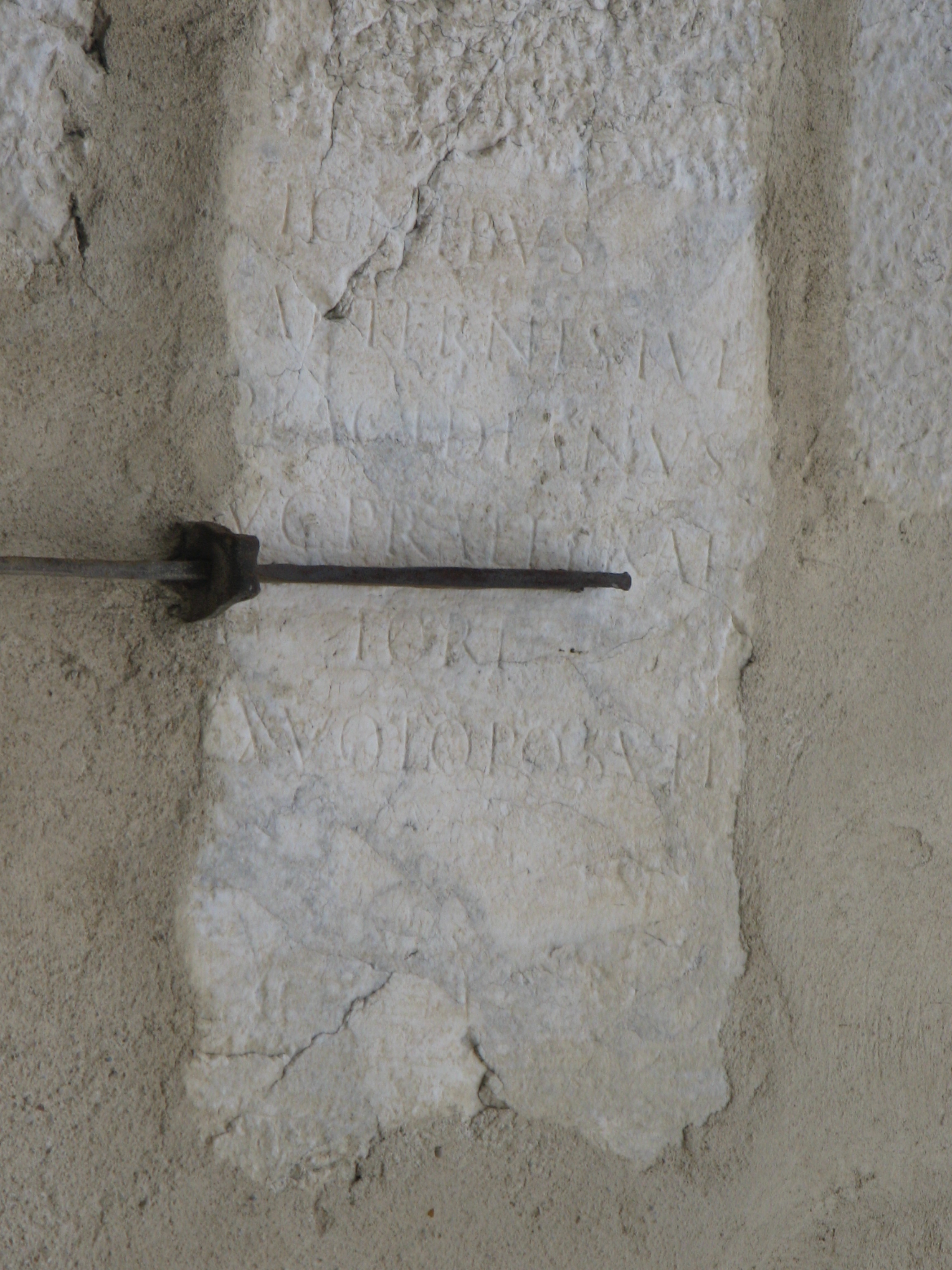
Inscription de Iulius Placidianus sur l'église Saint-Jean-Baptiste.

Une voie romaine trouvée sur le site archéologique de l'agglomération de Lachar (au niveau de la commune de Varces et découverte durant les travaux de construction de l'autoroute A51) se serait prolongée jusqu'à Vif et serait passée par l'actuelle rue de la Colombe (Colombe pouvant provenir du latin columna signifiant colonne et suggérant la présence d'un milliaire disparu). La voie romaine pouvait passer à l'époque vers l'église Saint-Jean-Baptiste.
Le rocher de Saint-Loup possède aussi les vestiges de la présence d'un poste romain attestée par du mortier de chaux, de briques pilées et d'une muraille construite sur la partie est de l'oppidum. Une présence romaine sur ce même rocher est également traduite par la découverte de poteries, d'amphores, de tegulae et de monnaies (une de Claude II et l'autre de Constantin).
La présence d'une inscription latine d'époque romaine en réemploi dans le clocher de l'église Saint-Jean-Baptiste témoigne d'une présence gallo-romaine importante au IIIe siècle et du passage du préfet du prétoire Iulius Placidianus entre l'an 270 et 272. Cette inscription « aux Feux Eternels » (inscription CIL XII 1551) pouvait faire référence à la Fontaine Ardente ou bien à la présence d'un temple romain sur l'emplacement de l'église. La présence d'une population à Vif au VIe siècle est bien attestée par deux inscriptions chrétiennes retrouvées en réemploi dans l'église.

### Moyen Âge

#### Ve–Xesiècles
Deux inscriptions paléochrétiennes ont été retrouvées par Raymond Girard durant des fouilles de l'église Saint-Jean-Baptiste en 1965, prouvant la présence d'un lieu de culte à Vif autour du Ve siècle ou VIe siècle. Les deux épitaphes ont été classées Monument Historique ; la première n'est que fragmentaire mais la seconde, complète, parle d'un prêtre nommé Valérianus mort le 9 mars 577 ou 579, assurant l'existence d'un culte Chrétien primitif d'une certaine importance dans la vallée de la Gresse (sans doute une église paroissiale).

#### XIe–XIVesiècles
Au Moyen Âge, Vif est le siège d'une seigneurie. La présence attestée de l'église Saint-Jean-Baptiste dans le centre du village est faite autour de l'an 1000, et c'est autour de l'an 1035 qu'est fondé le prieuré de Vif par des bénédictins assujettis à Saint-Laurent de Grenoble. Un siècle après, en 1130, l'église Saint-Jean-Baptiste est finalement rattachée au prieuré en prenant la double vocation d'église paroissiale et abbatiale. L'église Sainte-Marie du Genevrey, quant à elle, est mentionnée pour la première fois au début du XIIe siècle dans le cartulaire de Saint Hugues de l'an 1100.
Le bourg et son église paroissiale seront, entre le Xe siècle et le XIIIe siècle, agrémentés d'un petit cimetière médiéval (datant de l'époque carolingienne et mérovingienne) dont la présence a été découverte grâce aux fouilles entreprises par Raymond Girard en 1966.
Ensuite, et à partir de 1317, c'est la présence d'une enceinte fortifiée autour du bourg de Vif, rattachée au château des Dauphins, qui est attestée grâce à l'octroi de la charte de franchises. Jusque dans les années 1960, il était encore possible d'apercevoir les quelques vestiges restants de cette enceinte.

Au XIVe siècle, le mandement de Vif comprend les paroisses de Chabottes, de Vif, du Genevrey et d'Uriol. La juridiction du mandement est alors assurée par trois seigneurs : le Dauphin, le seigneur du Gua et le prieur de Vif. 

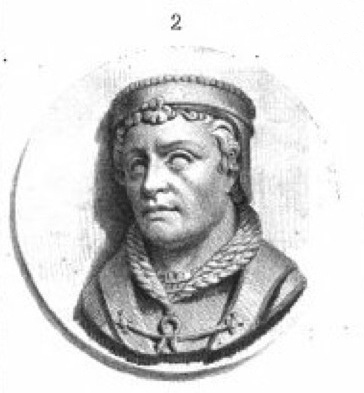
Guigues II d'Albon, dit « le Gras ».

De nombreux châteaux féodaux voient le jour dans la vallée autour de l'an mille : l'enquête de 1339, par exemple, signale l'existence d'une maison forte appartenant au seigneur Jean du Guâ, appelé château de la tour du Gua : « Castrum johannis de vado - Et primo ipsum castrum turrim appelatum est (...) » décrit comme : « fossatis maximis circumdatum » (ADI B 3120, f° 110) et « Castrum turris johannis de Vado  - Dictum vero castrum situatum est (...) » décrit comme : « circumdatum magnis teralliis » (ADI B 4443, f° 80). Jean du Guâ est alors coseigneur de Vif avec le dauphin Humbert II. Ce château se trouvait certainement au niveau de l'actuelle « avenue de la Tour » dans le quartier de la Valonne.
Cette enquête de 1339 offre aussi une description précise du château d'Uriol, plus vieux castel de Vif apparu pour la première fois dans la donation du comte Guigues II d'Albon datée du 10 mai 1070 et qui finira par tomber en ruine autour de 1683. Ce château féodal, situé près du hameau d'Uriol (existant depuis le XIe siècle et à une altitude moyenne de 700 mètres), était composé d'un donjon haut de 16 mètres, d'une enceinte longue de 135 mètres ainsi que d'une chapelle, l'église Saint-Loup et Saint-Michel d'Uriol.
Un autre château fort, le château des Dauphins, se trouvait aussi au cœur du bourg mais, ravagé par les guerres de religion, sera laissé à l'abandon puis remplacé au XVIIe siècle par le château des Chaléon.

#### Sorcellerie à Vif (XVesiècle)

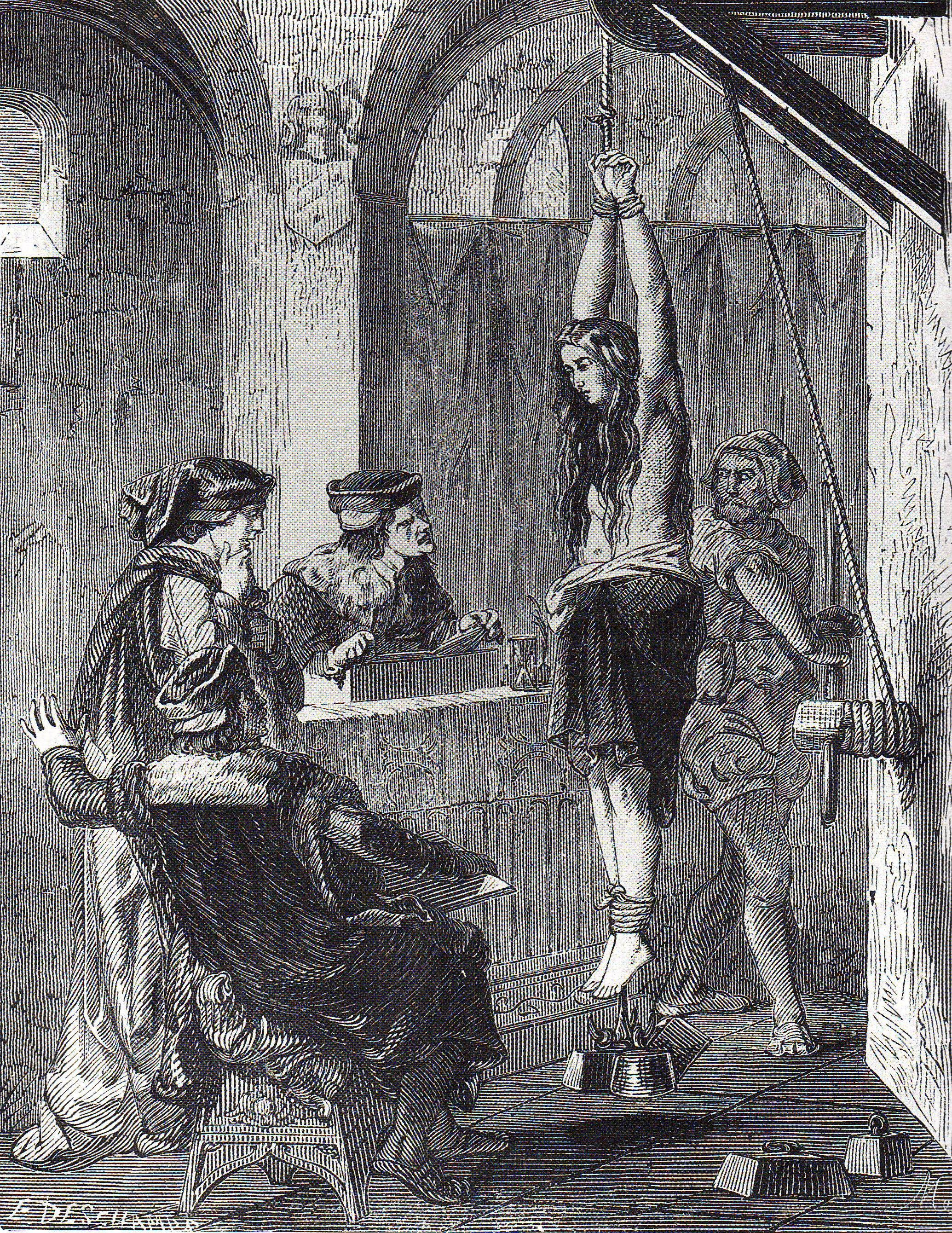
Femme accusée de sorcellerie, gravure d'Émile Deschamps (1822-1893).

La première moitié du XVe siècle est marquée par un effondrement démographique important et de grandes difficultés de vie : en 1440, plus de la moitié de la population de Vif et de la région a été décimée par la famine, les dévastations du torrent de la Gresse, la peste noire et autres épidémies. Sur les 217 feux dénombrés sur le territoire, 99 sont vacants par la mort ou le départ de leurs propriétaires. Les habitants qui ne peuvent plus rembourser leurs dettes ou payer les impôts sont excommuniés et leurs noms sont inscrits sur des listes tenues par les curés du mandement de Varces.
Cette misère générale amène à des recours extrêmes de la part de certains habitants : les cas de « sorcellerie » et d'hérésie apparaissent alors. Les plus nombreux cas de l'époque sont surtout localisés dans le haut-Dauphiné, mais quelques autres régions sont touchées, comme à Vaulnaveys et Vif.
En 1438, Antoinette Chaboud, née Guion et surnommée la « Sorcière de Vif », est jugée coupable de sorcellerie. Elle aurait, entre autres, pactisé avec le diable, eu des relations avec le démon depuis 1418, reniée Dieu et pratiqué des sacrifices rituels dont celui de son enfant de 4 ans, chose qu'elle reconnait. Durant plusieurs décennies, Antoinette Chaboud se rendit au sabbat où elle idolâtra le démon, apprit à faire des poisons et s'engagea à commettre des homicides ; parmi eux le meurtre par empoisonnement de son compagnon, Jean Achard, et l'assassinat d'un enfant du seigneur de Varces. Finalement dénoncée, son procès est instruit par le jurisconsulte Guy Pape : le mercredi 16 juillet 1438, Antoinette Chaboud est déclarée « coupable de sorcellerie » et condamnée à mort. Elle est pendue par ordre du châtelain de Vif au lieu accoutumé des exécutions, dans la plaine de Reymure, lieu-dit des Fourches de Vif, et son corps sera exposé plusieurs jours pour servir d'exemple,.
Même s'il est possible que les aveux d'Antoinette Chaboud (bien que « sponta et gratis », selon le compte-rendu du procès) aient été soutirés par quelques estrapades récurrentes chez l'Église à l'époque, d'autres cas d'hérésies ont été recensé dans la vallée de la Gresse, dont celui de Guigues Olier de la paroisse du Genevrey qui fut pendu comme feyturier (ensorceleur) ou encore celui d'Étienne Guillon, beau-père du jurisconsulte Guy Pape, qui fut exilé hors de la province.

#### La Vierge au manteau du Genevrey

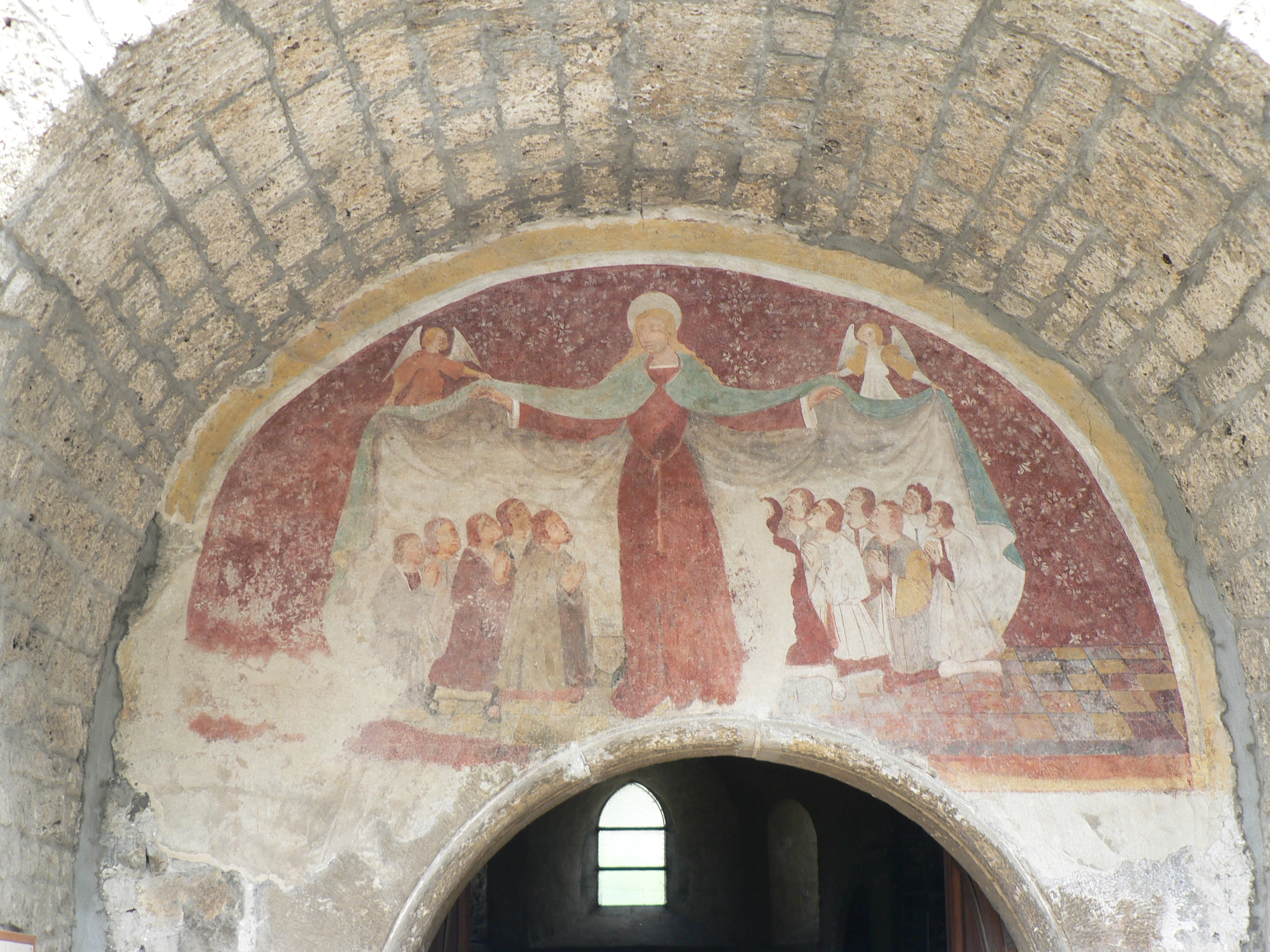
La Vierge au manteau de l'église Sainte-Marie du Genevrey.

C'est entre la fin du XVe siècle et le premier quart du XVIe siècle que la fresque de la Vierge au manteau peinte sur le tympan de l'église romane Sainte-Marie du Genevrey de Vif semble avoir été faite. Elle est, avec la Vierge au manteau de l'église Saint-Étienne de Laval, le seul exemple de la Vierge de Miséricorde connu dans la région.

### Époque moderne

#### Les guerres de Religion (XVIesiècle)
La vallée de la Gresse ne sortit pas indemne des guerres de Religion, et Vif fut surtout touchée par les premier et quatrième conflits de ces guerres, sur une période longue de 26 ans (de 1562 à 1588).
La situation géographique de Vif, à mi-chemin entre les fiefs protestants (Mens, La Mure) et les troupes catholiques du roi cantonnées à Grenoble, participa grandement à sa détresse militaire et civile : le bourg revêtit une importance stratégique pour les catholiques et fut souvent envahi, pillé et saccagé par les huguenots.

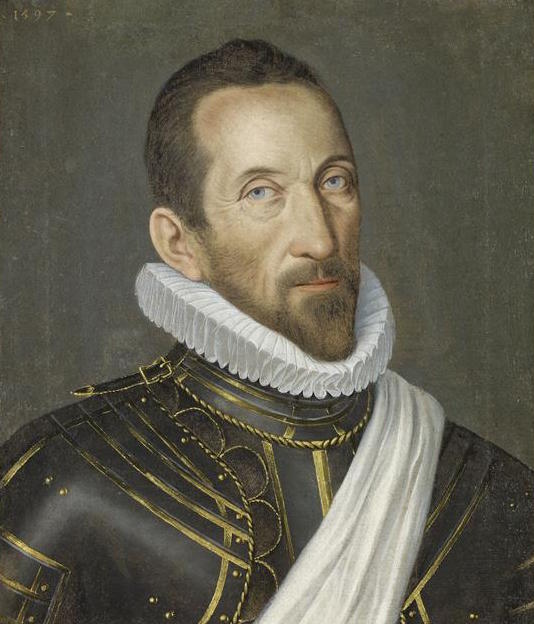
François de Bonne de Lesdiguières.

La première vague d'attaque sur Vif est faite en 1562, au cours de la première guerre de Religion (1562-1563) : le baron des Adrets, chef des huguenots, pille et saccage la ville avec ses troupes. Cet affrontement est suivi d'une période de calme relatif longue de onze ans, et ce jusqu'à la quatrième guerre de Religion (1572-1573). En juin 1573, le duc de Lesdiguières quitte Mens où il était stationné avec ses troupes composées de 3 000 fantassins et 500 cavaliers et marche en direction de Grenoble. Le 5 juin, il atteint Vif : la garnison du bourg se retranche dans le prieuré bénédictin, l'église Saint-Jean-Baptiste et dans le château de Vif (dit « château des Dauphins »). Les troupes des huguenots assiègent le village jusqu'au 6 juin, lorsque le capitaine protestant Patras est blessé par la garnison vifoise. Cet incident provoque la rage chez les troupes de Lesdiguières qui, assoiffées de vengeance, investissent le château, massacrent toute la garnison composée de 200 hommes, puis mettent le feu au château des Dauphins ainsi qu'à l'église Saint-Jean-Baptiste (qui sera abandonnée jusqu'en 1630).
À la suite du court siège et de la prise de Vif, des soldats protestants furent laissés par Lesdiguières en permanence dans le bourg tandis que le gros des troupes se formait à La Mure. La mise en place d'une garnison protestante à Vif permis d'ouvrir des incursions jusqu'à Grenoble, bien que la rivière du Drac formait toujours un trop gros avantage territorial pour les catholiques. Le duc de Lesdiguières prit plusieurs fois logement à Vif lors de ses différents passages : le 10 août 1575, par exemple, c'est de Vif qu'il envoya une lettre à la cour du Parlement du Dauphiné pour tenter de sauver son chef, Charles du Puy-Montbrun, capturé depuis le 4 juillet.
En avril 1578, et après l'infructueuse mise en place de l'édit de Poitiers, Grenoble et le Trièves étaient si solidement défendus par les catholiques et les huguenots que les deux camps décidèrent de se retrouver pour parlementer à Vif. Lesdiguières représenta les protestants et Maugiron les catholiques, mais malgré leurs promesses respectives de se désarmer dans les trois mois qui suivaient avec un arrangement financier, aucun des deux partis ne respecta le pourparlers. Les quelques années qui suivirent cette entrevue furent calmes ; de nouvelles négociations entre le pouvoir royal et protestants se firent à Monestier-de-Clermont en novembre 1579 (mais rendues vaines par les directives de Marie de Médicis) et ce n'est qu'à partir de 1585 que des litiges reprirent dans la vallée de la Gresse.

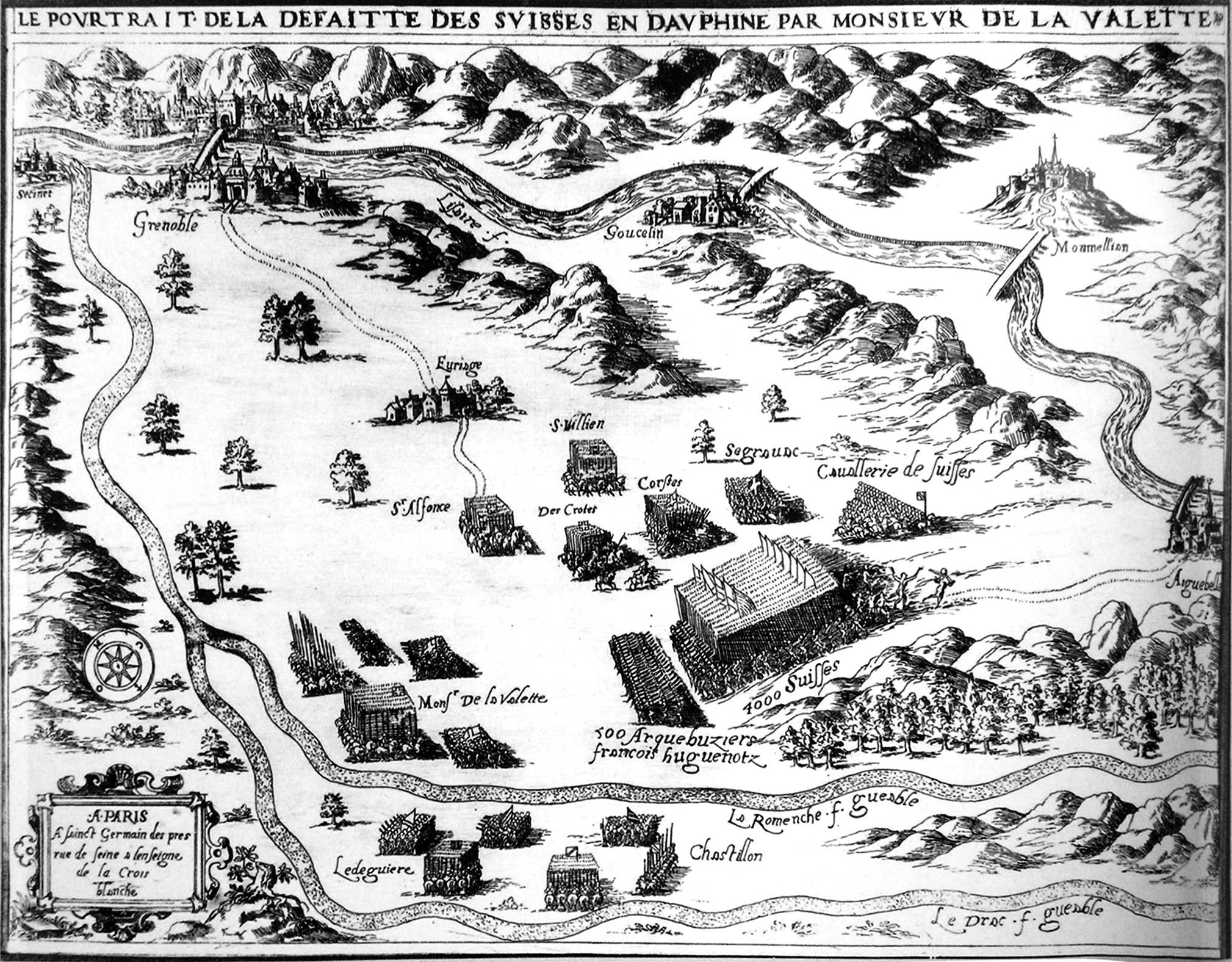
Portrait de la défaite des Suisses durant la bataille de Jarrie par La Valette.

Au mois de septembre 1585, une compagnie huguenote s'aventure jusqu'à Vif et le parlement de Grenoble charge le capitaine Curebource d'aller les reconnaître avec cent arquebusiers et vingt chevaux : dans l'embuscade, une quarantaine de protestants furent tués et les vingt chevaux furent récupérés par les catholiques puis ramenés à Grenoble. À partir de cette date, le bourg de Vif passe sous le contrôle de Bernard de Nogaret de La Valette, nouveau chef des catholiques. La Valette y établit alors 33 gens d'armes, son artillerie et logera personnellement dans le village de mai à juin 1586. Après sa défaite contre Lesdiguières vers Monestier-de-Clermont, dans les gorges de l'Ébron, La Valette décide de se replier sur Grenoble et Vif est « reprise » par Lesdiguières qui y passa la nuit du 5 avril.
Le 12 août 1587, au cours de la huitième guerre de Religion, les troupes de Lesdiguières et François de Châtillon de Coligny, composées de 3 000 fantassins et 600 cavaliers, repassent finalement par Vif et y stationnent avec la volonté d'atteindre et de traverser le pont de Champ, sur la Romanche ; il s'ensuit le 19 août la bataille de Jarrie où les huguenots, écrasés par les catholiques, décident de battre en retraite.

##### Combat de la Gresse (mai 1588)

Blason de la famille Disimieu.

En mai 1588, un nouvel affront se déroule sur le territoire de Vif, connu sous le nom de « combat de la Gresse »,. Lesdiguières, ayant appris qu'une compagnie catholique de 250 arquebusiers commandée par Disimieu s'avançait jusqu'à Vif, envoie la compagnie de Morges dirigée par le seigneur de Chichilianne. Les deux troupes engagent le combat au lieu-dit du « gravier de Gresse » (quelque part dans le lit de la Gresse, entre le Genevrey et Vif) : les protestants, en nombre supérieur (250 cavaliers et 30 salades), écrasent les catholiques. 40 arquebusiers sont tués, 50 chevaux sont capturés, le commandant Disimieu prend la fuite… Depuis cette bataille, plus aucun catholique ne s'aventure jusqu'à Vif, définitivement contrôlée par Lesdiguières, et la ville ne sert plus que de lieu de garnison et de passage pour le chef des huguenots.

##### La peste (1586-1588)
En plus des différents violents affronts apportés par les guerres de Religion, Vif fut durement touchée par la peste durant la fin du XVIe siècle. Cette maladie qui était signalée dans le bourg depuis le mois d'août 1545 provoqua une brusque épidémie longue de deux années, de 1586 à 1588, et, selon les Mémoires d'Eustache Piemond, décima plus de la moitié des habitants de la vallée. Les malades étaient pris en charge à l'hôpital de Vif, qui finira par être réuni avec l'hôpital des Infez de Grenoble en 1695,.

#### Les nouvellesinstitutions religieuses(XVIIesiècle)
Après les nombreux bouleversements provoqués par les guerres de Religion sur l'Église, le XVIIe siècle connaît une volonté générale de renforcement du catholicisme. À Vif, ce sursaut ecclésiastique est moteur de nombreux changements et de nombreuses nouveautés, et malgré la présence importante des troupes huguenotes durant plus de 26 ans, le village reste en majeure partie catholique.
Tout d'abord, en 1630, l'église Saint-Jean-Baptiste est restaurée. Abandonnée depuis que les protestants l'ont pillé et incendié en 1562 et 1573, l'église paroissiale du village est finalement rouverte aux fidèles, le culte est rétabli et les voûtes qui avaient été abattues sont reconstruites.

Sceau des dominicains.

Ensuite, en 1640, c'est l'ordre dominicain qui vient s'installer à Vif : les Jacobins s'implantent dans le domaine du Breuil, un terrain situé aux pieds de la montagne d'Uriol et tout proche du centre-bourg, qu'ils ont acheté au seigneur d'Aspres. Ils y fondent le couvent des Dominicains de Vif et y vivront 150 ans durant, jusqu'à la Révolution française où le domaine sera vendu comme bien national le 11 février 1791. En 1646, un bouleversement naturel touche toute la vallée : le torrent de la Gresse, qui s'écoulait auparavant du côté est de la vallée (au niveau des montagnes du Petit Brion et du Grand Brion) change brusquement de lit après une violente crue et vient s'écouler le long de la montagne d'Uriol, dans l'ouest. Le nouveau lit de la rivière traverse le centre-bourg et entrave le domaine des Dominicains qui se voient dans l'obligation d'ériger des digues et de planter des peupliers pour drainer l'eau.

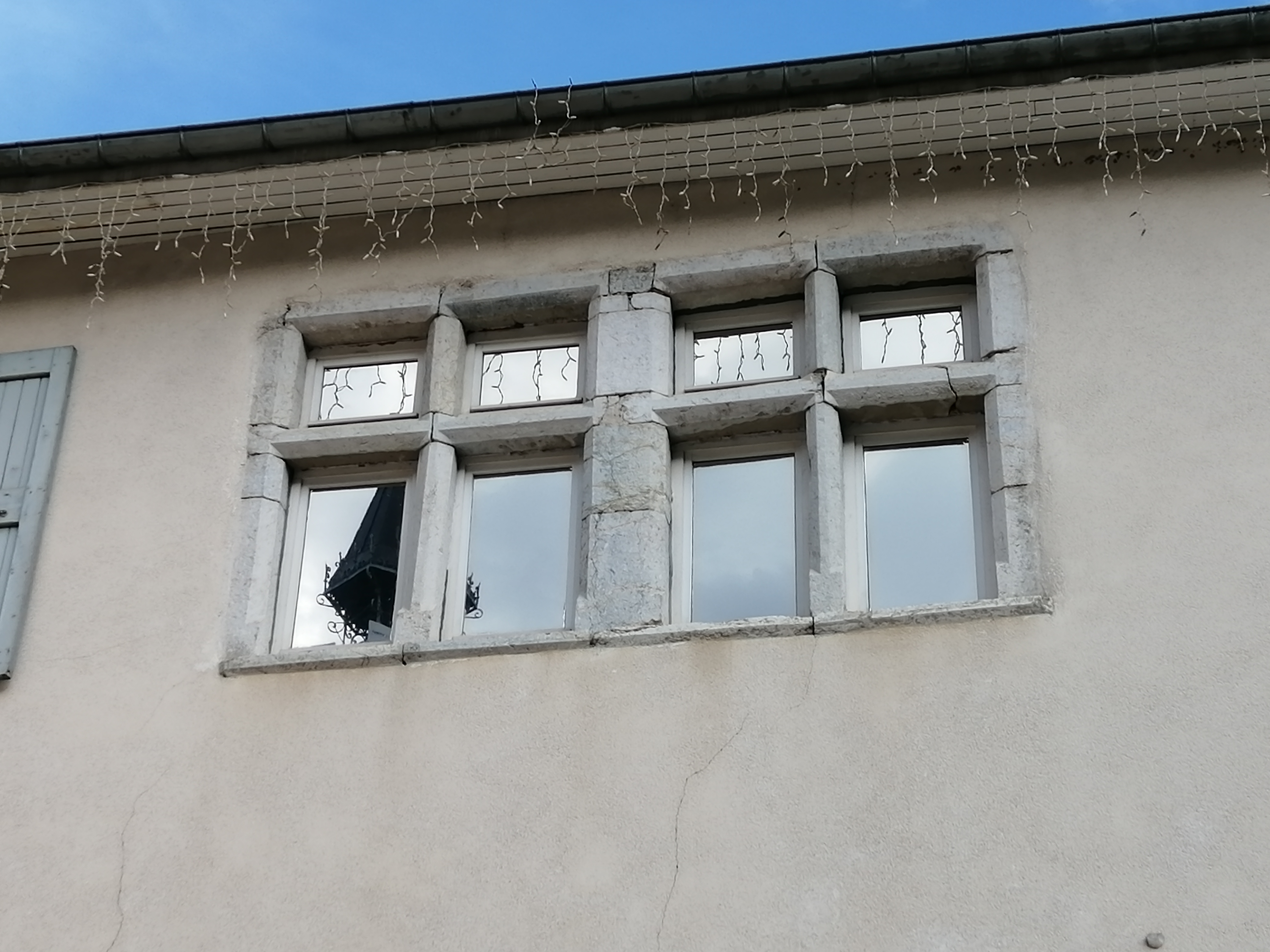
Les fenêtres à meneaux de l'ancien couvent des Ursulines.

La création d'institutions religieuses ordonnées par l'Église amène à l'arrivée d'un nouvel ordre religieux à Vif, l'ordre de Sainte-Ursule. En effet, c'est en 1662 que les premières Ursulines s'implantent dans le bourg en y fondant un nouveau couvent dans le domaine de Madame de la Gâche, à l'emplacement actuel de l'hôtel de ville et de la place de la Libération ; l'acte de vente, lui, est signé le 13 juillet 1662. Ce groupe de religieuses venait du couvent des Ursulines de La Mure qui, composé de bâtiments précaires et vétustes, ne leur convenait plus. S'installer à Vif permis aux Ursulines d'être plus près de Grenoble et d'accueillir plus de pensionnaires, et leur couvent prospéra jusqu'au début du XVIIIe siècle. Aujourd'hui, la seule trace visible qu'il reste de ce couvent des Ursulines sont les deux fenêtres à meneaux apparentes sur la façade ouest du Centre des Finances Publiques de Vif.
La fin de ce siècle, marqué par une certaine « renaissance » du catholicisme dans la vallée de la Gresse, s'achève sur un drame : en 1685, le clocher de l'église Saint-Jean-Baptiste s'effondre. La décision de le rebâtir est rapidement faite, et les travaux de reconstruction commencent dès l'année suivante, en 1686. Le nouveau clocher, établi sur l'ancienne absidiole sud, est achevé en 1709 avec la mise en place de la flèche. Une inscription commémorative de cette réédification est depuis encastrée dans les murs du clocher.

#### Le «siècle des Lumières» (XVIIIesiècle)
Ce nouveau siècle ouvre sur de grands changements dans la vie à Vif, et ces changements atteignent leur apogée avec la Révolution. À l'époque, le bourg ne dépassait guère le millier d'habitants, la plupart travaillant dans le domaine de l'agriculture et plus particulièrement du vignoble.

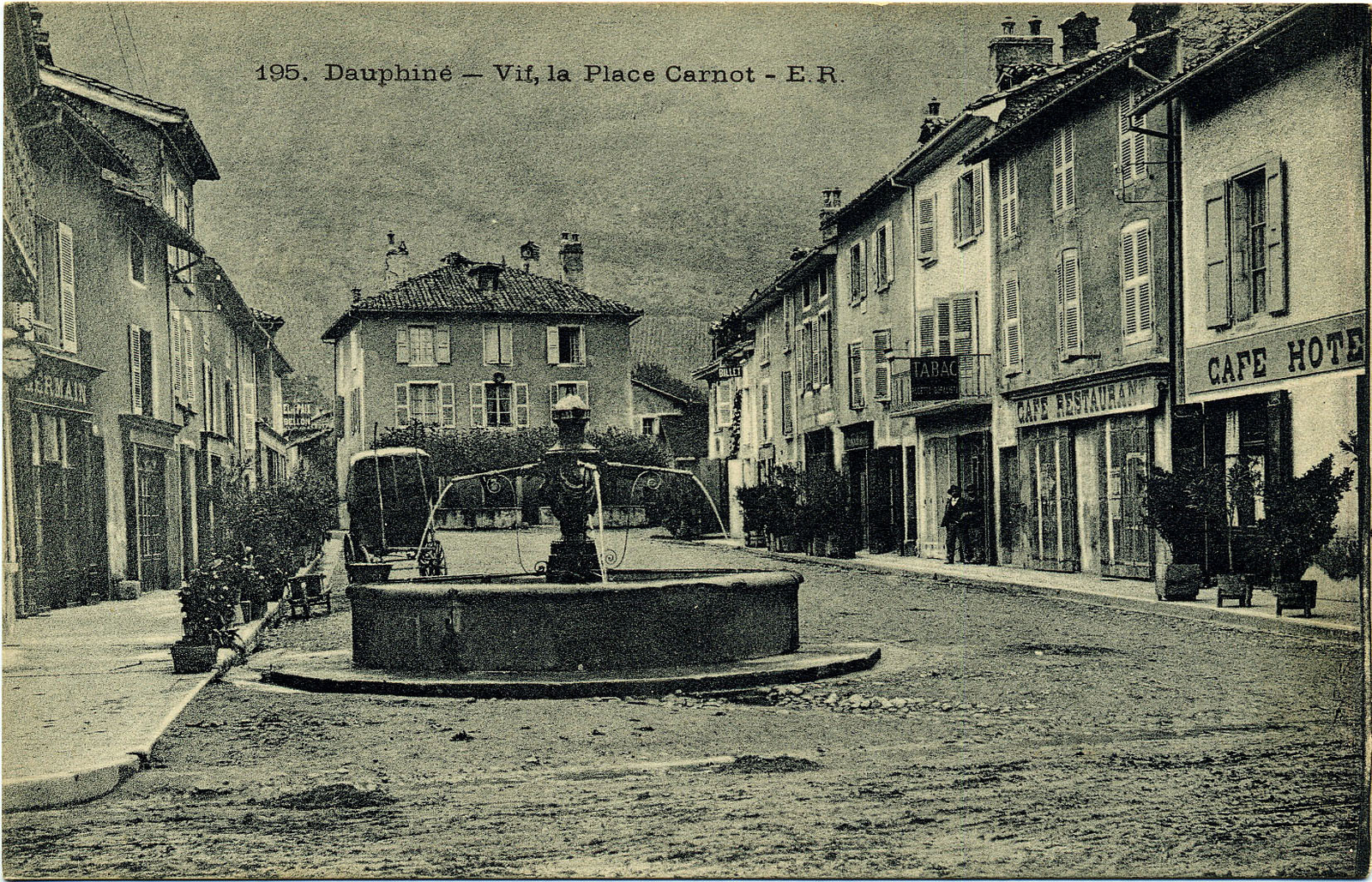
La place des Onze Otages au début du XXe siècle.

Jusqu'en 1715, à défaut de posséder une maison commune, Vif organise ses assemblées consulaires sous la halle de l'actuelle place des Onze Otages (alors appelée place de la Halle).
Le « château des Dauphins », ruiné par les guerres de Religion, est laissé à l'abandon puis reconstruit par la famille Chambrier en 1601 avant de passer ensuite à la famille Chaléon à partir de 1675, lors du mariage entre Laurent de Chaléon et Marguerite de Chambrier qui lui léguera le domaine ; il sera alors renommé le château des Chaléon. Leur petit-fils, le baron Laurent-César de Chaléon-Chambrier, fut la figure des Chaléon la plus importante de l'histoire de Vif : il résidait au château et possédait le dixième des terres du village.
Depuis la grande crue de la Gresse en 1646, le « chemin royal » qui reliait Varces à Vif était coupé et on ne pouvait traverser qu'à gué. C'est en 1710 (soit plus d'un demi-siècle après l'arrivée de la Gresse dans l'ouest de la vallée) qu'un premier pont en bois à trois arches est édifié au-dessus de la rivière, en amont du pont actuel. Le lit de la rivière est par la suite retenu par de nombreuses campagnes d'endiguement, dont celle ordonnée par Justine de la Gache et celle entreprise en 1770 par Joseph Lestelley, entrepreneur du roi.
À partir de 1732, l'évêque de Grenoble Jean de Caulet constate que le cimetière primitif de Vif, celui entourant l'église Saint-Jean-Baptiste, devient exigu et profané par les habitants qui viennent y étendre leur linge ou faire paraître leurs animaux. C'est donc le 27 septembre 1780 qu'est inauguré le nouveau cimetière de Vif, un peu plus loin au nord de l'église : le curé Antoine Guilhermoz en bénit la terre et inhume la première personne, une petite fille du nom de Marie Calet-Ravat.

### Révolution française et Empire

#### LaRévolutionà Vif

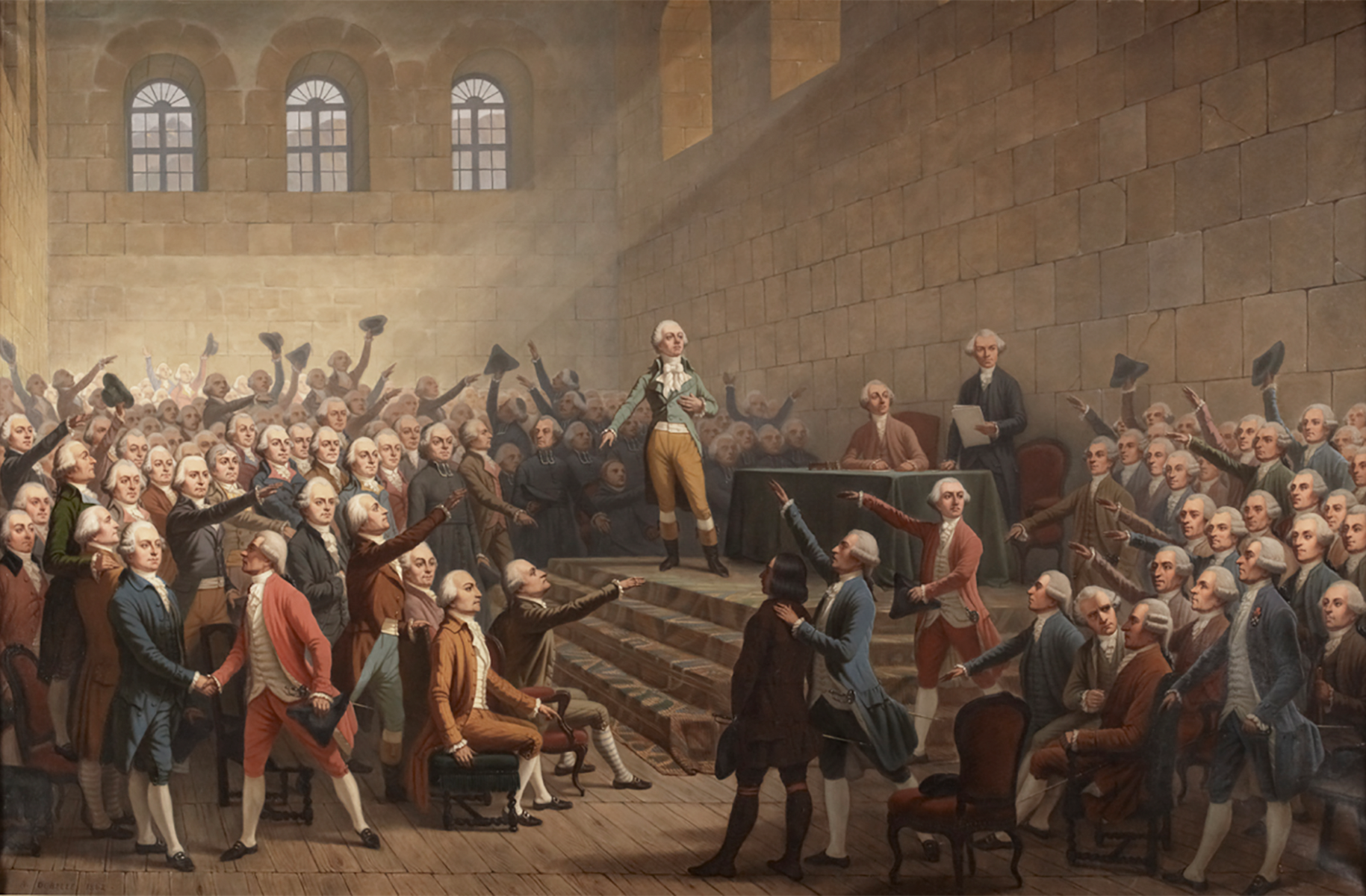
Les états généraux du Dauphiné dans la salle du jeu de paume du château de Vizille.

Le premier signe de révolte à Vif eut lieu au mois de mai 1785, lorsque les vifois refusèrent de se rendre à une réunion où ils devaient remettre à une commission d'avocats toutes leurs contestations et récriminations.
Le 22 juin 1788, l'assemblée consulaire de Vif élit 3 députés prêts à se rendre à Grenoble dès la première invitation faite : le curé Antoine Guilhermoz fut choisi pour le clergé, Jean-Baptiste Garnier de Pélissière pour la noblesse et César Dejean pour le Tiers état. C'est ainsi que, le 21 juillet 1788, les 3 députés vifois se rendirent aux états généraux du Dauphiné à Vizille.
Le 19 juillet 1789, à la suite de la propagation de la Grande Peur, de nombreux Vifois prêtèrent serment de lutter contre les brigands qui incendiaient les châteaux dans le nord-Isère, et une petite milice d'une douzaine d'hommes fut constituée. Une sentinelle surveillait le pont de bois à l'entrée du village mais, heureusement, Vif ne connut aucun pillage ni aucun méfait de ceux qui ravageaient la France. Finalement, en janvier 1789, le baron Laurent-César de Chaléon-Chambrier est désigné comme représentant de la noblesse aux états généraux de Versailles et se rend sur Paris.
Le 15 février 1790, après que d'importantes réformes aient été votées par l'Assemblée nationale constituante, la première municipalité vifoise voit le jour : Jean-Baptiste Bois devient le premier maire de Vif, et Garnier de Pélissière est élu procureur de la commune ainsi que commandant de la garde nationale.

##### Les bien nationaux
Les moines bénédictins du prieuré, bien amoché par les guerres de Religion et périclitant lentement, possèdent à cette époque encore beaucoup à Vif : moulins, vignes, champs… À la fin du XVIIIe siècle, il ne reste presque plus rien du prieuré, tombant en ruine, et c'est après plus de 760 ans d'existence qu'il sera finalement supprimé et vendu comme bien national en 1790,.
À son tour, le couvent des Dominicains sera vendu comme bien national le 11 février 1791, après 150 ans de présence dans le domaine du Breuil. Le couvent des Ursulines, autre lieu ecclésiastique important de Vif, verra le départ de ses dernières religieuses en décembre 1792, où il sera supprimé et à son tour vendu comme bien national.
Entre 1790 et 1794, le village du Genevrey, jusqu'alors indépendant, est supprimé et absorbé par la commune de Vif.

#### Les aristocrates et bourgeois de Vif auXVIIIesiècle
Entre le XVIIe siècle et le XVIIIe siècle, de nombreuses familles vifoises bourgeoises et aristocrates jouent un rôle important dans la vie de la commune : la famille Chaléon (anoblie par le roi Louis XIII en 1655 à travers Just Chaléon, avocat au Parlement du Dauphiné), les Chambrier (présents à Vif depuis le XIVe siècle), les Lestelley, les Sallicon, la famille Clet, la famille de la Gache, la famille Pélissière ou encore la famille bourgeoise des Berriat,.

##### Justine de la Gache

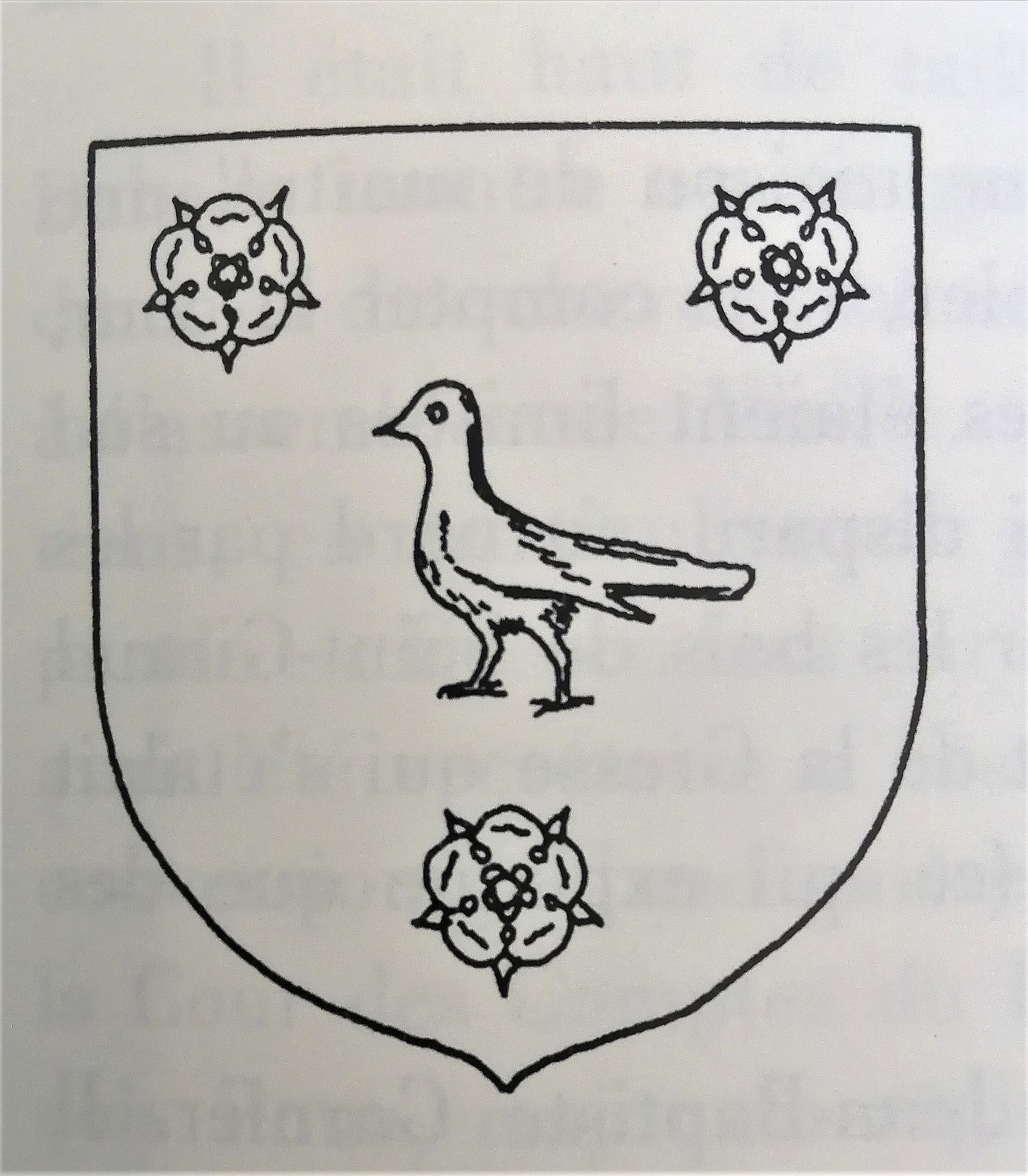
Armoiries de la famille de la Gache.

Parmi ces familles notables, on peut retrouver Justine de la Gache, descendante et dernier membre de la famille de la Gache, implantée à Vif depuis 1640 avec Jacques de la Gache, militaire anobli en 1638 par Louis XIII ayant racheté le domaine du Pré Métral à la famille Laval de Masgarny. Née en 1717, Justine hérite par son père François de la Gache trois domaines sur le territoire de Vif en 1766 : la maison forte de Roussière (plateau du Crozet), Masgarny (plaine de Reymure) et le Pré Métral sur les coteaux de la montagne d'Uriol, dont une partie avait été vendue à l'Ordre de Sainte-Ursule en 1662. Justine de la Gache fera construire la première digue de la Gresse pour protéger sa propriété (au niveau de l'actuel boulevard Faidherbe) et fera aménager une longue allée d'arbres connue sous le nom d'« allée de La Gache » qui existe toujours aujourd'hui. Très appréciée des vifois, elle mourut en 1801, à l'âge de 84 ans, et la lignée de la Gache s'éteignit avec elle.

##### Famille Bonnot-Latour
Les Bonnot-Latour (ou Bonnot-La-Tour), originaires de Briançon, sont reconnus à Vif surtout à travers Étienne Bonnot-Latour qui acheta la propriété des Ombrages à la famille Ambel en 1710 pour la somme de 4 500 livres. Étienne Bonnot-Latour était originellement subdélégué de l'Intendance à Briançon et, à sa mort, passa en héritage à son neveu Jacques-Étienne Bonnot-Duclos, avocat. La propriété de Vif leur servait de résidence secondaire lorsque leurs fonctions les amenaient à Grenoble, et ce jusqu'à sa vente en 1778. Deux autres neveux d'Étienne Bonnot-Latour firent de nombreux séjours à Vif durant leur enfance et jeunesse : Gabriel Bonnot, futur abbé de Mably, ainsi que son frère Étienne Bonnot de Condillac.

##### Pierre Berriat

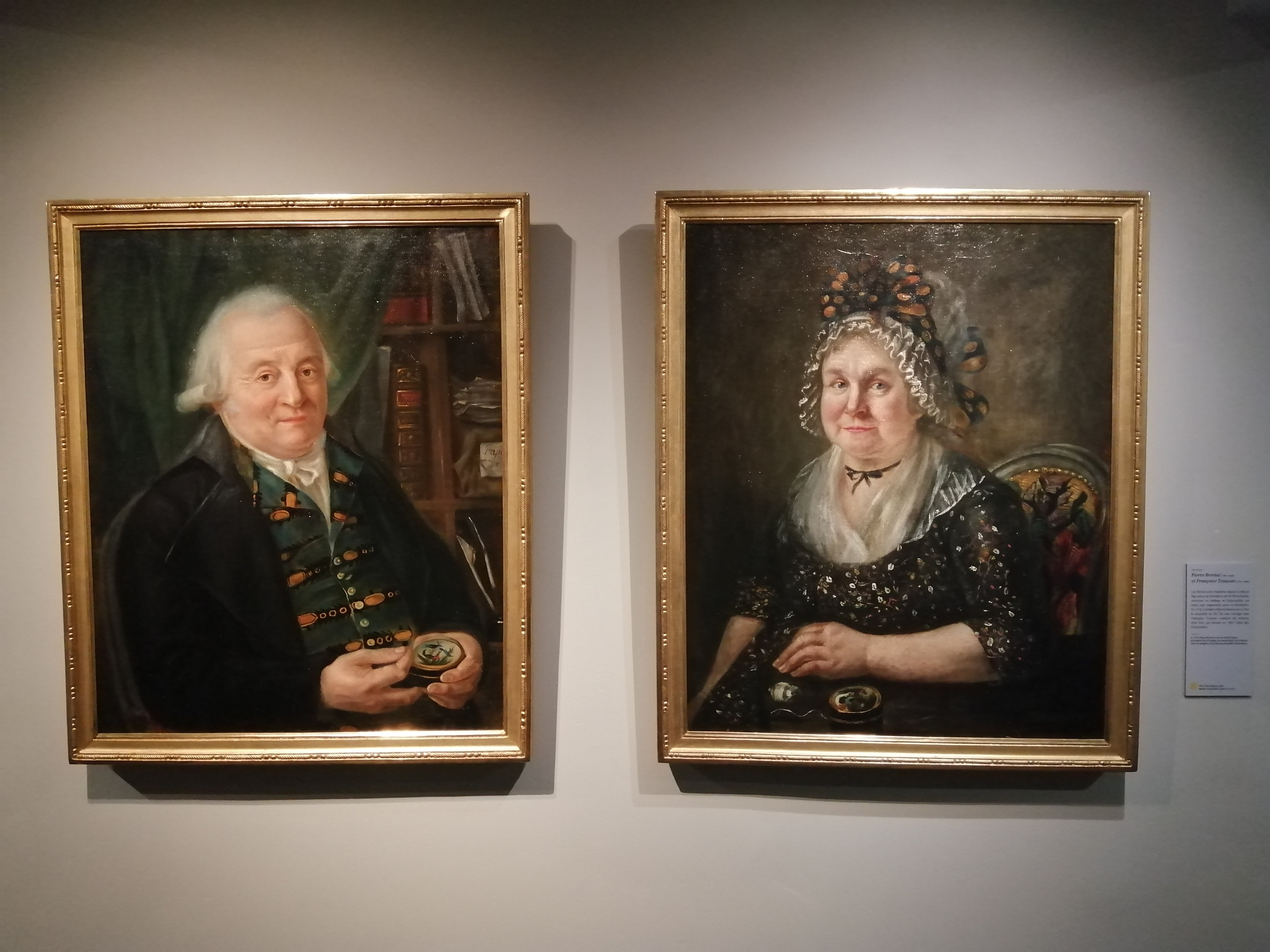
Pierre Berriat et sa femme, Françoise Trousset.

Pierre Berriat, illustre membre de la noble famille des Berriat (dont les trois branches viennent respectivement du Crozet, du bourg de Vif et de Reymure), est un autre personnage important de la bourgeoisie vifoise : né de l'union entre Pierre Berriat, marchand vifois, et Thérèse Sallicon, il épouse à son tour Françoise Trousset en mars 1767. Procureur au Bailliage du Grésivaudan, il est en 1769 l'une des quatre personnes les plus imposées de Vif et participe de manière active aux assemblées consulaires du village. En 1778, il décide de s'approprier une demeure digne de ses privilèges et achète alors la propriété familiale des Bonnot-Latour (actuelle maison Champollion). Le 24 mars 1791, il rachète l'ancien prieuré des bénédictins pour 62 000 livres puis, le 11 décembre 1792, le couvent des Ursulines pour 48 500 livres. Le 13 septembre 1795, l'un de ses dix enfants, Sébastien Berriat, lui rachète une part de l'ancien couvent des Ursulines (actuel bâtiment du Centre des Finances Publiques) et y installe un premier moulinage à soie, prémices de la future filature de soie Berriat et de l'industrie de la soie que connaîtra Vif au cours du XIXe siècle. C'est le fils de Sébastien, Pierre Léon Berriat, qui reprendra la filature jusqu'en 1860.
Pierre Berriat et Françoise Trousset sont aussi les parents d'Honoré-Hugues Berriat (maire de Grenoble), de Jacques Berriat Saint-Prix (romancier et jurisconsulte qui fit se dérouler plusieurs scènes de son roman L'Amour et la Philosophie dans la campagne vifoise), de Pauline Berriat (première amoureuse de Jean-François Champollion) ainsi que d'Agathe Zoé Berriat (épouse de Jacques-Joseph Champollion).

### Époque contemporaine

#### Les Champollion à Vif

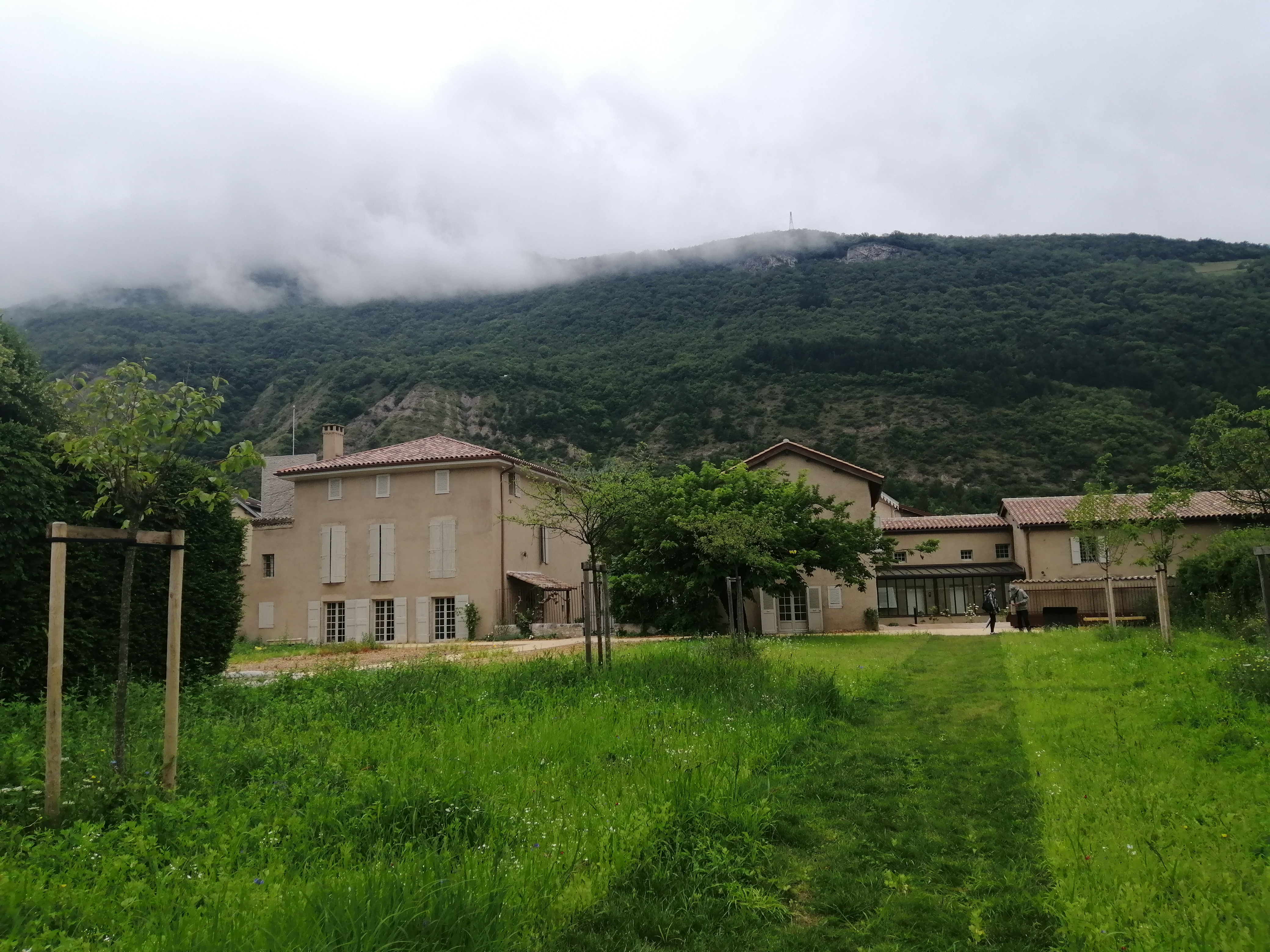
Le domaine des Ombrages.

L'arrivée des frères Champollion à Vif est due au mariage de Jacques-Joseph Champollion et Zoé Berriat (fille de Pierre Berriat) organisé le 1er juillet 1807. Grâce à leurs fiançailles, Zoé apporte en dot la propriété « Les Ombrages », domaine familial acheté par les Berriat en 1778. À la suite de cette union, Jean-François Champollion fera de nombreux séjours à Vif où il appréciait tout particulièrement le « repos et le calme des champs ».
Si les frères Champollion ne résident pas de manière constante aux Ombrages, la maison des champs reste pourtant un point de ralliement important de la famille Berriat : Zoé y vit, s'occupant de son père Pierre Berriat ainsi que de l'élevage de vers à soie, tandis que son frère Sébastien se charge de sa filature de soie implantée sur le site de l'ancien couvent des Ursulines.

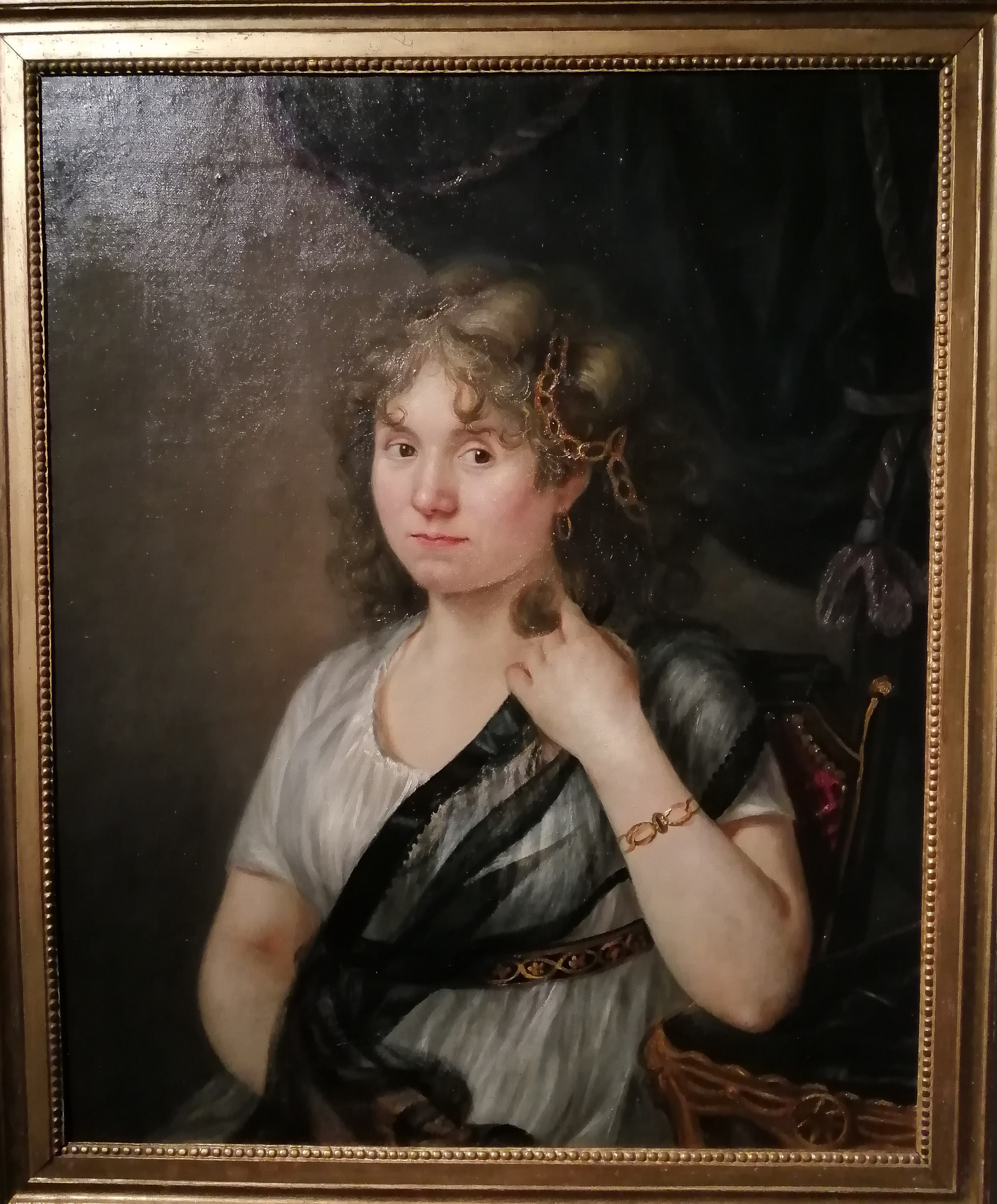
Portrait de Pauline Berriat (Musée Champollion).

Jean-François, lui, se rend souvent à Vif à partir de 1809, alors qu'il est âgé de dix-huit ans. Il s'occupe, entre autres, de l'éducation de ses neveux Aimé, Jules, Paul et Ali lorsque son frère est en affaire à Paris et profite de ses journées au domaine des Ombrages pour se reposer. Il aura un penchant pour Pauline Berriat, sœur de Zoé, qui n'aboutira jamais ; Pauline, de santé fragile, décèdera à l'âge de vingt-neuf ans. Les frères Champollion invitent parfois des amis grenoblois à Vif et vont souvent se balader jusqu'à la Fontaine Ardente ou sur les sentiers du Grand Brion, ; Jean-Paul Didier et Aubin-Louis Millin de Grandmaison furent deux des quelques visiteurs célèbres venus jusqu'aux Ombrages de Vif,.
Pour gagner Vif, dès lors que ses fonctions de bibliothécaire et de professeur d'histoire à la faculté de lettres de Grenoble lui laissent le temps, Champollion le Jeune doit marcher quatre heures durant le long du cours Saint-André et de la « petite route de Provence » (future RN 75). Ces allers-retours entre Vif et Grenoble prennent fin en 1815, lors du retour de Louis XVIII au trône de France : après la bataille de Waterloo et alors que Jean-François se retrouve consigné à Grenoble, Jacques-Joseph permet au comte Jean-Baptiste Drouet d'Erlon de se cacher quelque temps au domaine des Ombrages avant de l'aider à lui faire gagner l'étranger. Durant cette période, un cercle d'aristocrates se forme à Vif appelé « Casino » et se charge d'espionner et de dénoncer les suspects de Bonapartisme ; leur chef, Laurent-César de Chaléon-Chambrier, accompagné de son gendre et futur maire de Vif, Charles de Pujol, contrôlent les allées et venues des frères Champollion qui sont eux aussi soupçonnés.
En 1816, les deux frères Champollion sont obligés de s'exiler à Figeac ; Zoé et ses enfants, Paul, Aimé et Jules, restent vivre à Vif.

Lorsque l'exil prend fin et que les Champollion peuvent revenir sur Grenoble, Jean-François se retrouve seul dans le Dauphiné pour épouser Rosine Blanc, son frère étant parti commencer une nouvelle carrière à Paris. Il décide, en 1818, d'ouvrir une nouvelle école d'enseignement mutuel dans l'ancienne maison du prieuré de Vif et n'a comme proche dans les parages que sa belle-sœur Zoé qui assiste à sa « vie de galérien » ; le Jeune avouera même à un ami par lettre en septembre 1818 : 
« Seul au milieu d'un bourg et n'ayant pour toute conversation que le doux murmure des ruisseaux, ce qui est fort joli lorsqu'on est deux mais très triste lorsque ne se trouve qu'un. »

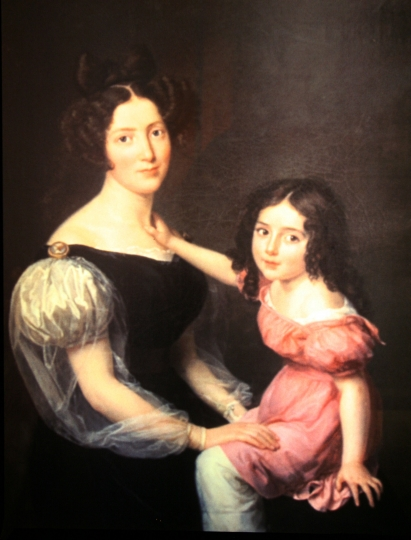
Rosine et Zoraïde Champollion.

En 1821, après avoir pris part à une insurrection à Grenoble, Jean-François revient se cacher quelque temps à Vif avant d'aller se réfugier chez son frère à Paris. Il ne revoit le domaine des Ombrages que par deux fois encore :  à son retour de Turin, en mai 1824, où il fit la connaissance de sa fille Zoraïde âgée de deux mois, puis à son second retour d'Italie en octobre 1826 où il apprit sa nomination au poste de conservateur du tout nouveau musée Charles X. Souffrant d'une crise de goutte, il regagna finalement Paris pour la dernière fois.
Par la suite, Zoé cède à ses enfants le domaine des Ombrages à sa mort, en 1853, mais seul Aimé-Louis restera vivre à Vif. En 1870, il devient maire du bourg et est inhumé dans le cimetière communal en 1894. Ses frères Ali et Jules seront aussi inhumés à Vif.
La descendance d'Aimé-Louis est composée de deux figures encore liées aux Ombrages : son beau-fils, Léon de La Brière, mort à Vif le 12 septembre 1899, ainsi que son petit-fils, Yves de La Brière, né à Vif le 30 janvier 1877. C'est la sœur d'Yves, Chantal de la Brière, qui restera vivre dans le domaine jusqu'à sa mort,.

#### Larévolution industrielle(XIXesiècle)

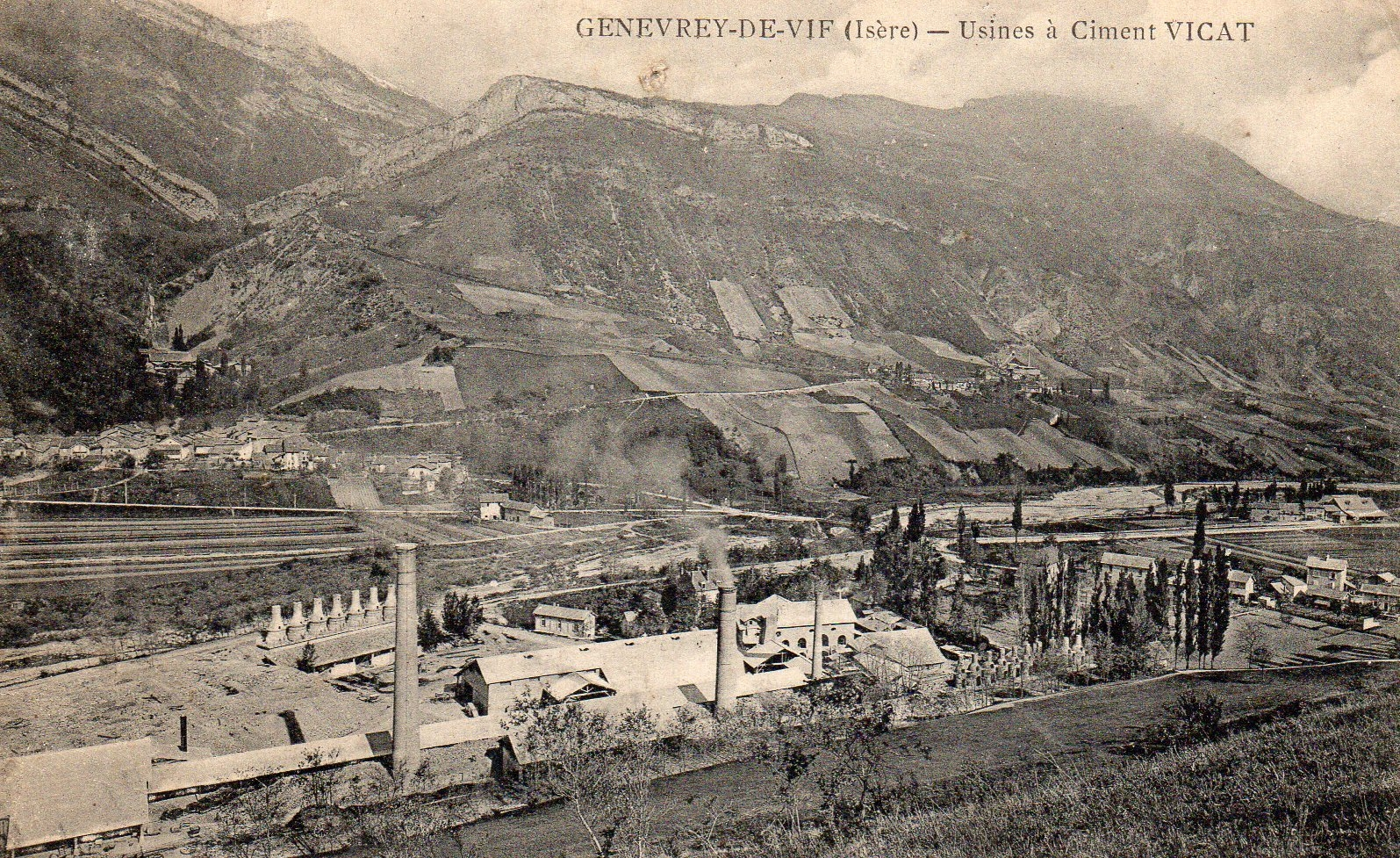
La cimenterie Vicat du Genevrey en 1914.

Le XIXe siècle se traduit principalement par une industrialisation majeure dans la vallée de la Gresse, et ce surtout à partir de la seconde moitié du siècle. Industrie du ciment, de la soie, de la ganterie, de la poterie… Cette industrialisation, toujours accompagnée d'une présence agricole très importante — surtout concentrée autour du vignoble —, pousse la commune à s'accroître et à se développer. De nouvelles populations viennent s'y installer, comme des familles bourgeoises achetant des résidences secondaires ou représentantes de la haute classe industrielle.
À partir de 1853, la « ruée vers l'or gris » attise les cimentiers à Vif. Le premier d'entre eux est Joseph Vicat, fils de Louis Vicat, qui fait construire les premiers fours-biberons au Genevrey puis, en 1857, la toute première usine de ciment de la société Vicat & Cie. Très vite, des carrières et galeries d'extraction sont creusées dans la montagne d'Uriol, plusieurs entrepôts et usines ouvrent comme dans les quartiers des Garcins, de La Grange ou encore au Genevrey. Malgré la forte concurrence représentée par Anatole Berthelot, les Guingat ou encore les Calvat, c'est la cimenterie Vicat qui assoit sa puissance au fil des décennies.
En parallèle, d'autres industries florissent dans toute la vallée. La filature de soie ouverte par Sébastien Berriat (fils de Pierre Berriat) en 1795 est prospère jusqu'au milieu du Second Empire. En 1839, au décès de Sébastien, c'est son fils Pierre Léon Berriat qui reprend la suite, et la filature fonctionnera jusqu'en 1860, employant une trentaine d'ouvrières avant de fermer définitivement au grand dam de la population.

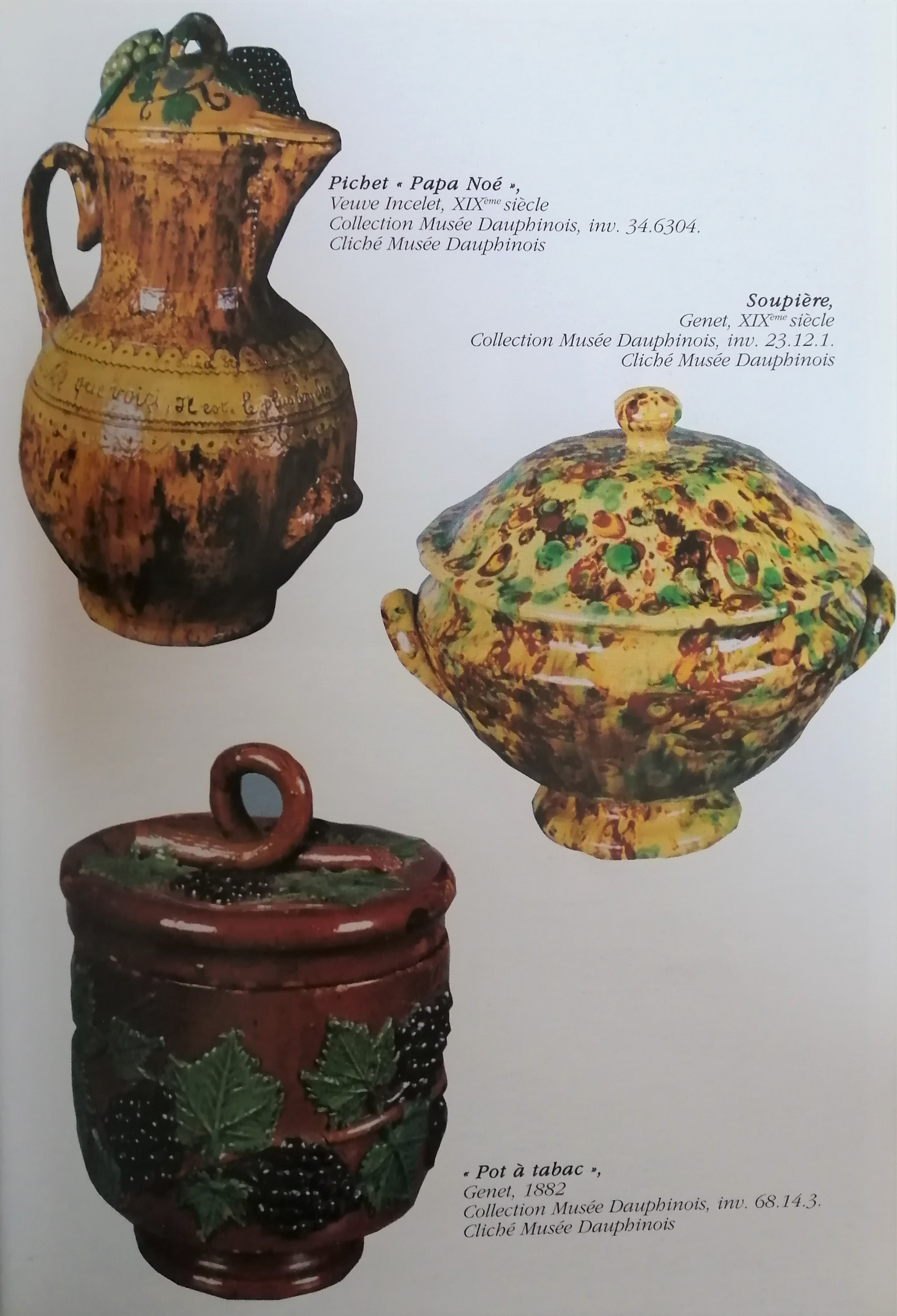
Poteries vifoises de la collection du Musée Dauphinois.

L'industrie de la poterie atteint aussi son apogée durant le XIXe siècle : les potiers et tuiliers vifois pratiquent la terre cuite depuis le XVIIe siècle, et leurs activités s'étendront jusqu'aux années 1920. La terre utilisée pour la poterie est essentiellement extraite des carrières de La Rivoire (qui abritait dès 1773 une tuilerie), du Crozet et de la Valonne, sur les contreforts du Petit et du Grand Brion, et la poterie vifoise connaît une grande renommée dans toute la région ; les potiers fabriquent des pots à vin, des pots à tabac, des soupières, des assiettes, des égouttoirs, ainsi que des vases aux ornements riches représentant des plantes communes de la vallée : feuilles de vigne, raisin, feuilles de chêne, glands. De nombreuses familles vifoises travaillent dans la poterie, les plus grandes étant les Genet, les Incelet, les Petasson, les Bocquet, les Doriol et les Paucher. Aujourd'hui, la plupart des productions de poterie vifoises ont disparu et valent des sommes importantes ; certaines encore intactes sont exposées au Musée Dauphinois. 

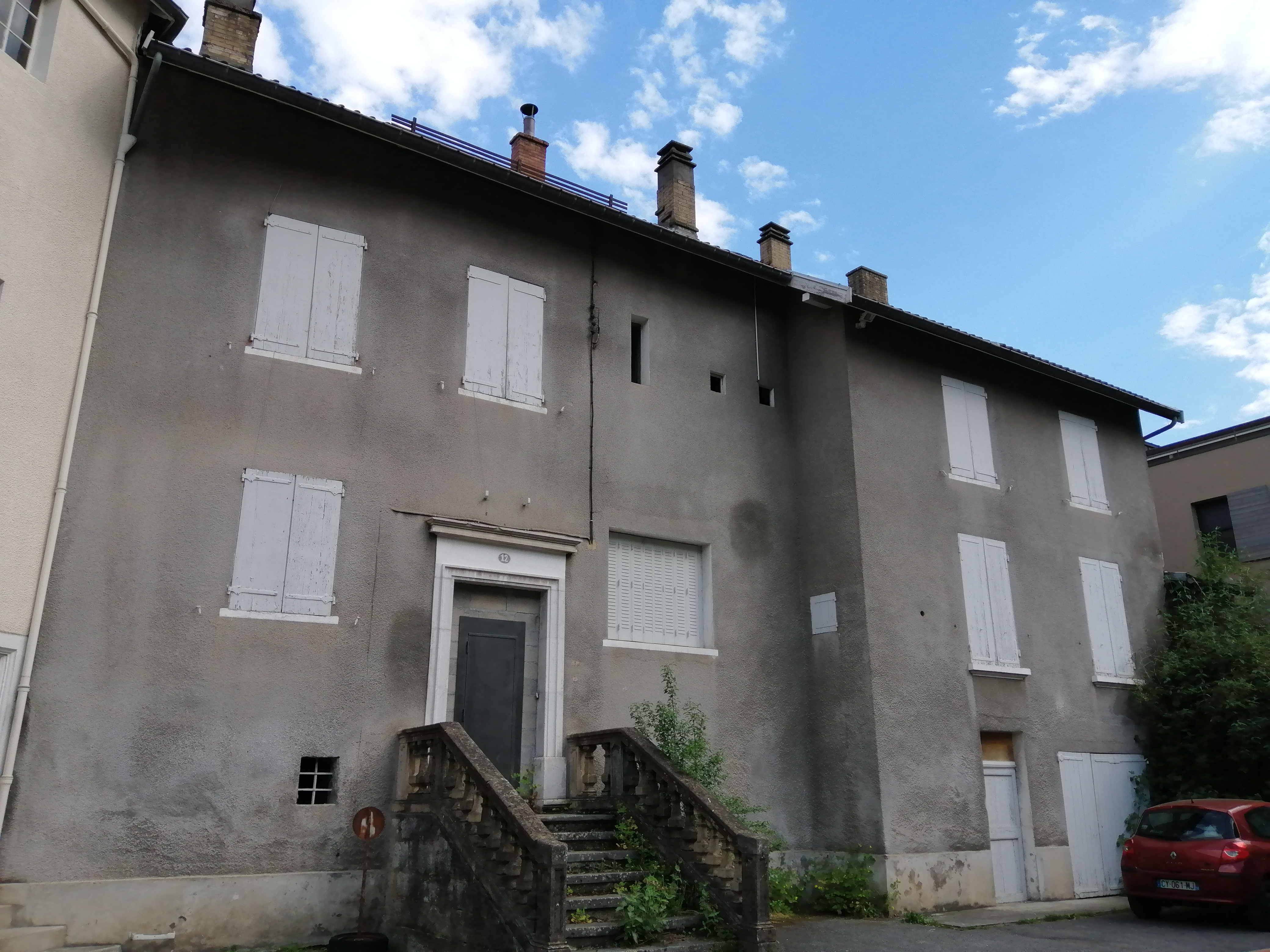
La maison du Prieuré et mairie de Vif jusqu'en 1873.

La croissance de la commune entraîne de nombreux changements : entre 1825 et 1828, le tracé de la « petite route de Provence » (actuelle RN 75) est fait entre Varces et Vif, ouvrant plus facilement la vallée sur Grenoble. En 1829, le premier « Syndicat des digues de la Gresse » est fondé, et de 1830 à 1832, après des siècles d'édification de ponts en bois, le tout premier pont en pierre composé de trois arches est construit au-dessus de la Gresse, au niveau du centre-ville.
En 1837, l'ancienne maison du prieuré est rachetée par la municipalité qui la transforme en mairie en plus de l'école mutuelle fondée par Jean-François Champollion. En 1846, la première compagnie de sapeurs-pompiers de Vif voit le jour, équipée par le Conseil Général et par la commune, et puis en 1851 c'est la première brigade de gendarmerie qui s'installe dans le centre-bourg, sur la place des Chèvres (actuelle place Berriat)

##### Les domaines bourgeois duXIXesiècle
Le XIXe siècle à Vif est aussi synonyme d'une grande présence bourgeoise. De nombreuses personnalités passent par Vif, comme le peintre Diodore Rahoult qui, invité par Mme Eugène Tardy de Montravel (née Anne-Jacqueline-Laurence de Chaléon-Chambrier), fera un séjour au château des Chaléon de Vif en octobre 1844 dans le but de peindre les portraits des châtelains.
Cette présence bourgeoise à Vif se traduit aussi par de nombreux domaines dont il reste encore aujourd'hui des traces, :
Le Pré Métral et la maison Jallat
Originellement propriété de la famille de La Gache, ce domaine situé sur les rives ouest de la Gresse fut habité par les Ursulines puis vendu en 1823 aux Chaléon-Chambrier avant d'être racheté en 1860 par Étienne Rolland, directeur des mines de La Motte-d'Aveillans. La propriété fut offerte en dot à la fille de Mr. Rolland à l'occasion de son mariage avec un banquier lyonnais du nom de Ferdinand Abel en 1880 ; la demeure actuelle, connue sous le nom de « maison Jallat » (du nom de son propriétaire entre 1948 et 1986, Raymond Jallat) date de cette époque.
La Villa Lucie
Villa située dans le quartier des Garcins, elle a été édifiée vers la fin du XIXe siècle, et fut la résidence estivale de la cantatrice Marie-Hélène Brunet-Lafleur qui y passa de nombreux étés à partir de 1892, après son mariage avec Charles Lamoureux. Le domaine, d'abord appelé « villa des Garcins » fut ensuite appelé « villa Lucie ». L'attachement à Vif de Marie-Hélène Brunet vient des origines de son premier époux, le compositeur et critique musical Armand Roux qui est né et mort à Vif. Mme Brunet-Lafleur sera aussi inhumée à Vif,, et sur la tombe familiale du cimetière communal il est possible de lire l'épitaphe suivante :
« Incomparable fut sa voix. Inépuisable sa bonté. »
Le domaine des Allavets

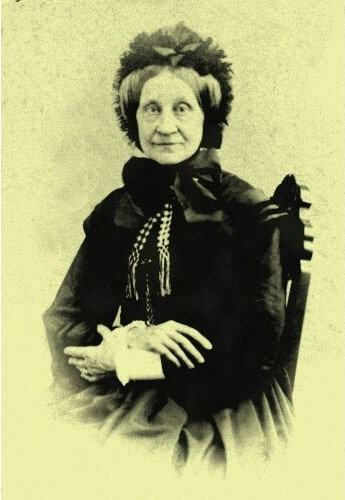
Portrait d'Estelle Dubeuf.

Aujourd'hui complexe sportif Aimé Pariat, le domaine des Allavets était, jusqu'à l'endiguement de la Gresse et au tracé de la petite route de Provence, grandement étendu et dont les terres étaient vouées au vignoble ; le vin des Allavets était vendu jusqu'à Grenoble. Estelle Dubeuf, premier et dernier amour d'Hector Berlioz dont il parle dans son ouvrages Mémoires, fut l'une des maîtresses de ce domaine. Elle arriva à Vif en 1818, à l'âge de vingt-cinq ans, et logeait à l'époque avec son père Louis Dubeuf, nommé receveur de la commune, dans la maison Viallet (en haut de l'actuelle place des Onze Otages). En 1828, elle épousa Casimir Fornier, magistrat grenoblois, et vécut pendant de longues années dans la propriété des Allavets, avec son mari, puis seule, puis en tant qu'usufruitière. Hector Berlioz apprit seulement en 1848 qu'elle était devenue Mme Fornier, veuve depuis trois ans, mais renonça à lui rendre visite en se contentant d'entretenir une correspondance avec elle. Estelle Dubeuf, elle, finira par quitter Vif en 1858, après l'échec d'un projet de distillerie d'alcool de betterave.
C'est aussi dans le domaine des Allavets qu'en septembre 1837 une assemblée présidée par Hugues Berriat décida d'édifier un pont suspendu sur le Drac, à La Rivoire, pour faciliter le commerce avec la Matheysine et le trajet des curistes en route pour La Motte-les-Bains.

#### La Belle Époque
Dans la continuité du reste du XIXe siècle, la Belle Époque à Vif est, dans sa majorité, synonyme de grands changements urbains, techniques et sociaux.

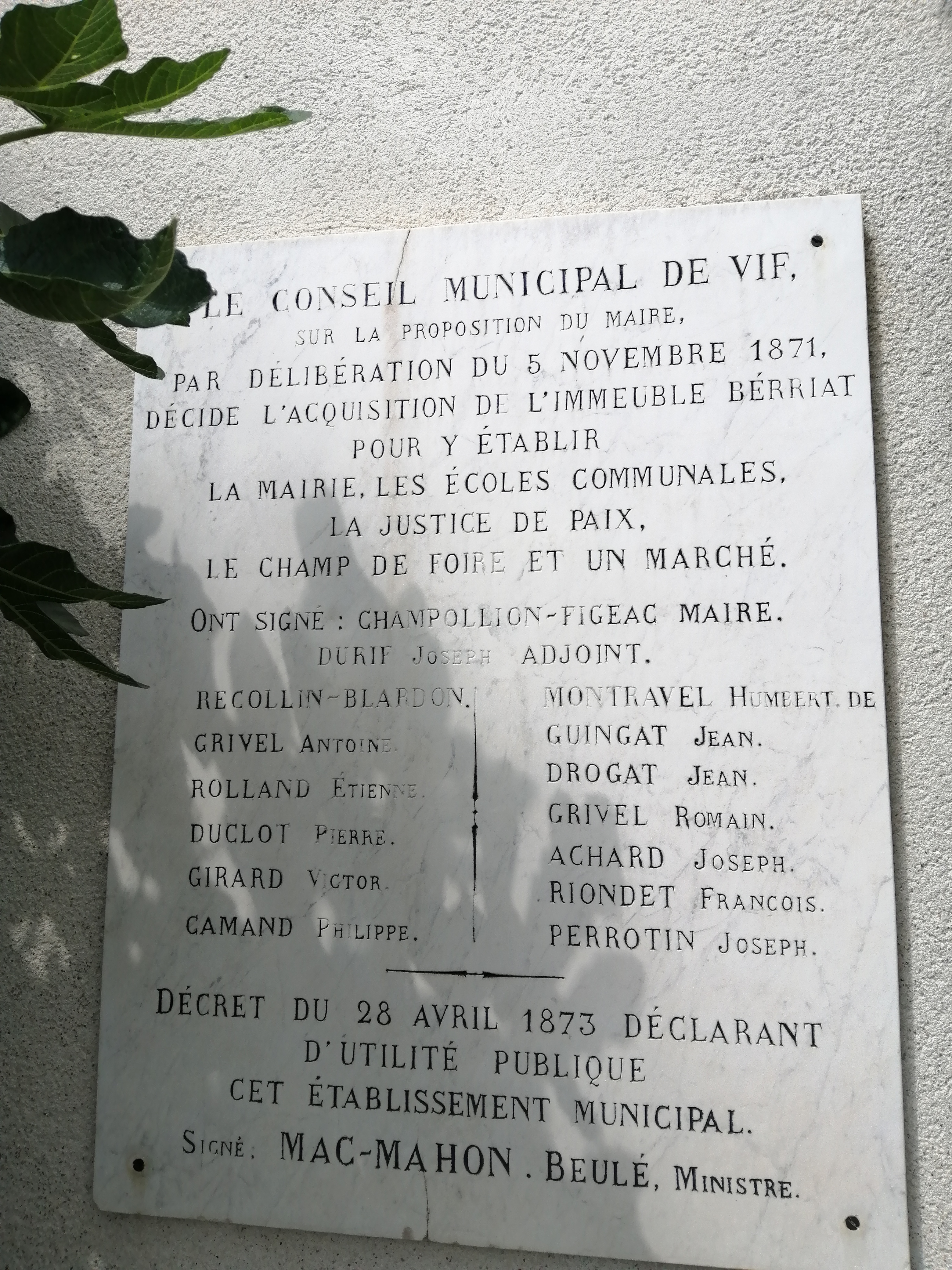
Plaque commémorative du rachat de la filature par la municipalité d'Aimé Champollion.

En août 1870, tout d'abord, l'actuel maire Aimé-Louis Champollion-Figeac est invité à démissionner : une commission provisoire dirigée par le cimentier Jean-Pierre Guingat le remplace, et ce jusqu'à l'écrasement de la Commune de Paris. Le 23 avril 1871, Aimé Champollion retrouve son siège à la mairie et y demeurera jusqu'en 1877. Son mandat sera surtout marqué par le rachat de l'ancienne filature de soie Berriat le 28 août 1873, dans laquelle sa municipalité y fera installer la nouvelle mairie, les écoles, la justice de paix ainsi qu'un champ de foire et une place qui deviendra l'actuelle place de la Libération.
D'autres changements notables marquent la vie quotidienne du village : entre 1879 et 1880, une école est construite au Genevrey et en 1886 c'est un nouveau cimetière qui y est inauguré pour remplacer l'ancien qui cernait l'église Sainte-Marie. Entre 1890 et 1891, c'est l'école de Reymure qui est édifiée. En 1895, le vifois Jules Bois permet la toute première électrification du bourg, et la même année la « Grand'rue » est renommée « rue Champollion » par décision municipale. En 1900, les gendarmes quittent la place des Chèvres pour s'installer sur l'avenue de la Gare, et en 1907 le premier « cours complémentaire » (enseignement primaire supérieur) de la commune est fondé. La même année, l'affaire de la section « J » reprend : querelle à propos du hameau du Champa, sur les contreforts d'Uriol, qui était une possession de Vif (section J du cadastre) mais revendiquée par la commune du Gua. Une pétition adressée au Préfet de l'Isère est faite par les habitants du Gua pour l'annexion et, après l'ouverture d'une enquête qui tranchera en leur faveur, le Champa reviendra au Gua en 1908, ajoutant 950 personnes à la ville voisine de Vif.
Dans le cadre du patrimoine, il n'y eut pas de grandes évolutions entre 1870 et 1914, si ce n'est le classement aux monuments historiques de l'église Sainte-Marie du Genevrey le 1er décembre 1908.
En parallèle, l'industrie cimentière continue de rayonner, et ce surtout avec l'apogée de l'entreprise Vicat & Cie : en 1871, la cimenterie du Genevrey fait construire quatre nouveaux fours-biberons ainsi qu'un mur-canal sur la rive droite de la Gresse, et en 1890 c'est le « Pont des cimentiers » qui est construit au-dessus du lit de la rivière pour faciliter le transport des pierres entre les zones d'extraction sur la montagne d'Uriol et le dépôt de ciment des Garcins.

##### Révolution des transports

###### Le chemin de fer

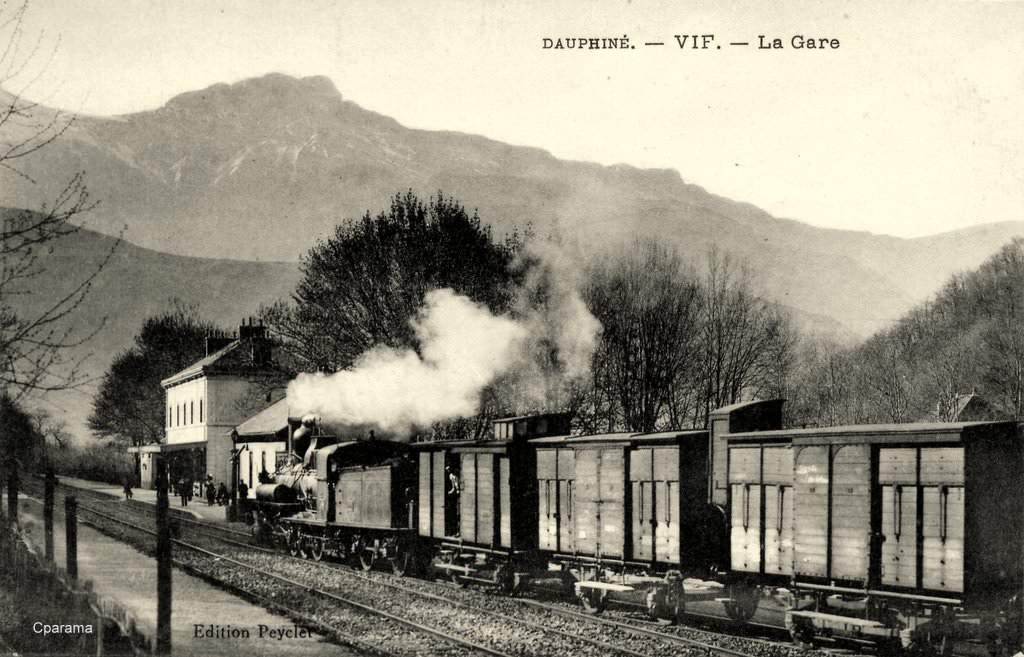
La gare de Vif.

Le chemin de fer fut sans conteste le changement le plus marquant pour le bourg à la fin du XIXe siècle. La compagnie PLM, qui envisageait une ligne à travers les Alpes entre Grenoble et Veynes, étudie plusieurs variantes du trajet ferroviaire possible, et la décision finale de Grenoble-Veynes par Vif est fixée en 1869, approuvée par les cimentières de la vallée. À partir de 1873, la ligne Grenoble - Pont de Claix - Vif (par Saint-Georges-De-Commiers) est fixée, et la gare de Vif est construite dans la gorge de La Rivoire, bien qu'étant jugée trop éloignée par les élus. En 1874, la gare est inaugurée. Entre 1873 et 1877, le tunnel du Grand Brion (long de 1 175 m) est creusé et le viaduc ferroviaire du Crozet édifié puis inauguré en octobre.
La « Ligne des Alpes » est finalement ouverte le 11 décembre 1876 avec l'inauguration du tronçon de chemin de fer Grenoble-Vif. Le second tronçon, jusqu'à Veynes, sera inauguré le 29 juillet 1878.

###### Le tramway

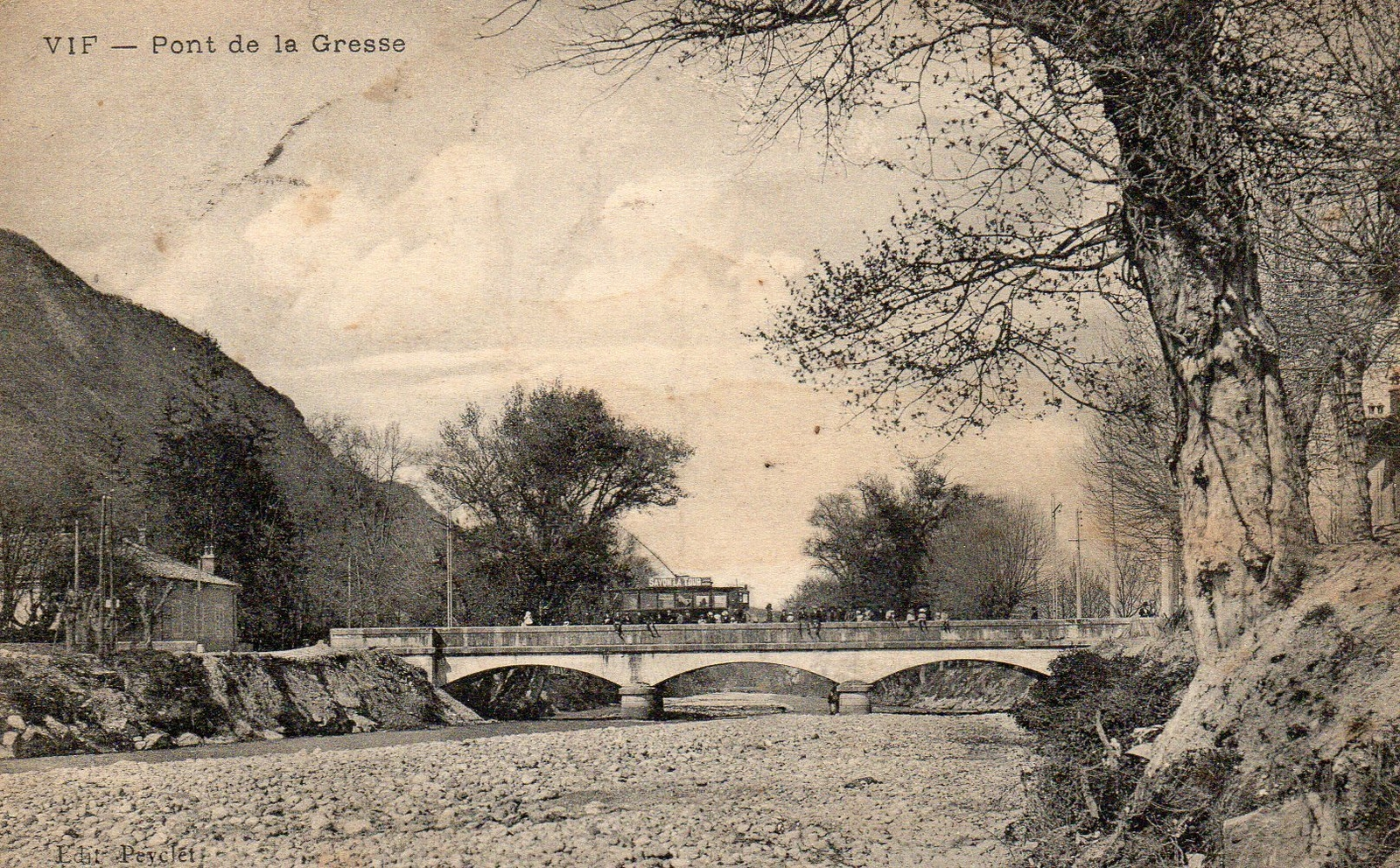
Le pont de pierre et un tramway de la SGTE au début du XXe siècle.

D'importance majeure pour l'époque, la ligne de tramway Grenoble-Varces exploitée par la SGTE est étendue jusqu'à Vif, et ce alors que la municipalité vifoise demandait son agrandissement depuis 1897. Le tronçon Varces-Vif est inauguré le 30 mars 1907, et propose huit trams en été ainsi que six en hiver. En partance de la place Grenette, les départs s'échelonnent entre 5h37 et 17h57, et ce jusqu'à la gare du terminus située juste devant l'hôtel de ville de Vif. Le trafic voyageur s'élevait à environ 20 000 personnes. Le 14 juin 1923, après maintes réclamations de la municipalité du Gua entre-coupées par la grande guerre, l'avancement du tram jusqu'au Genevrey ainsi qu'aux Saillants-du-Gua est inauguré. À la même époque, la traction automobile devient une concurrence trop forte : Lucien Grindler (de la future société Grindler) implante un service de bus durant ces années et, en 1938, la SGTE abandonne la ligne.

#### LesAnnées folles(XXesiècle)

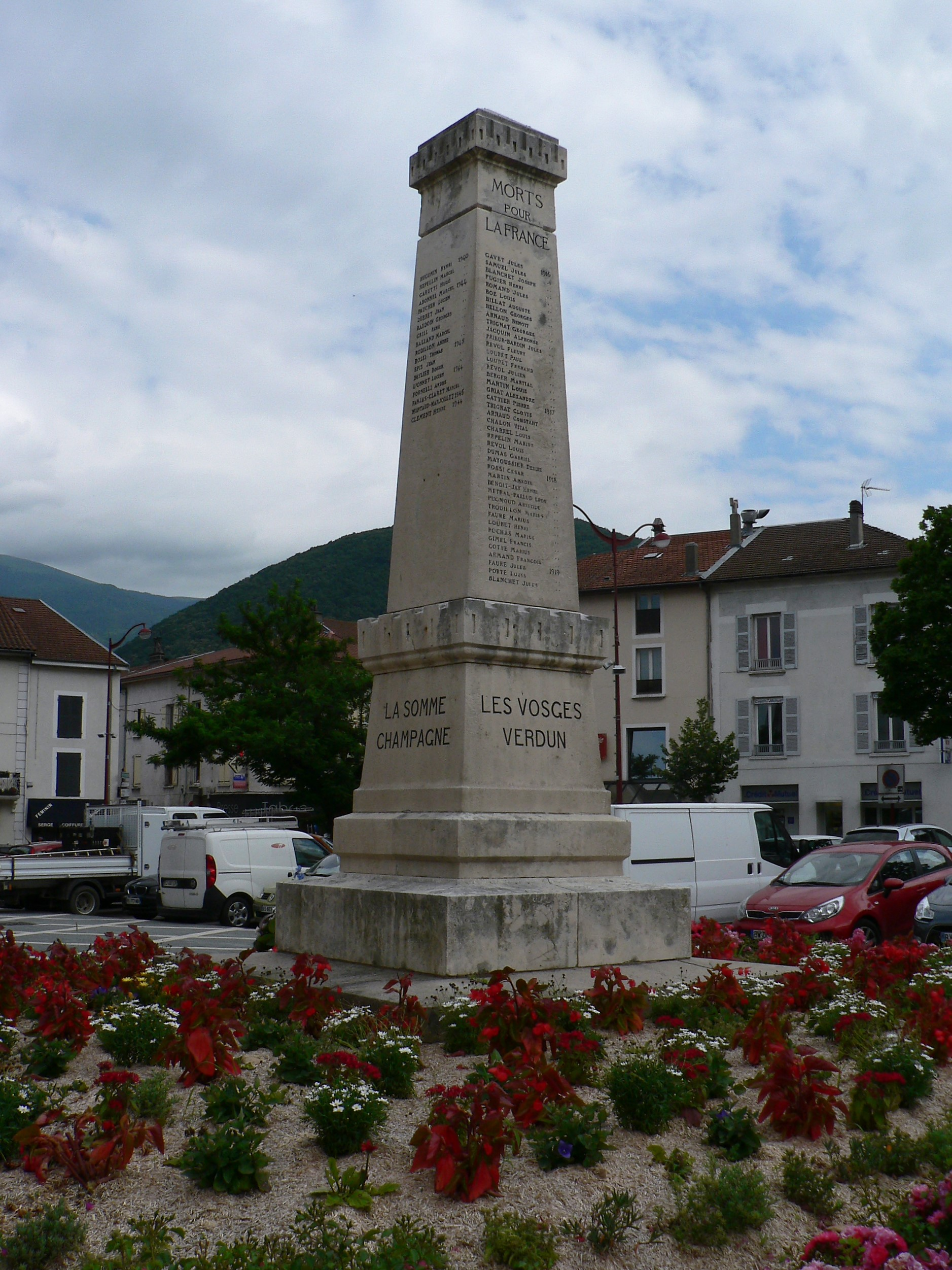
Le monument aux morts de la place de la Libération.

La Première Guerre mondiale apporte à Vif son lot de malheurs et de victimes, et les années qui suivent l'Armistice font état de grands changements dans la vie quotidienne de la vallée. En 1920, un monument aux morts est érigé sur la place de la Libération et rend hommage aux quatre-vingt-cinq vifois décédés au cours de la guerre.
En 1919, le dernier des moulins vendus par les moines Bénédictins en 1791 subsistant à Vif, le moulin Lille, est ravagé par un incendie. Sur ses décombres sera bâti l'actuel Garage Central Trappo.
Le patrimoine de la ville commence aussi à se faire reconnaître : en septembre 1922 est organisée une visite du ministre de l'Instruction publique ainsi que du préfet au domaine des Ombrages, en l'honneur de la fête du centenaire du déchiffrement des hiéroglyphes. La délégation est accueillie par la maîtresse des lieux, Chantal de la Brière (sœur d'Yves de la Brière).
Malgré la disparition du dernier souvenir des Bénédictins, une nouvelle institution religieuse vient s'installer à Vif en 1926 : les visitandines. Venues de La Mure, ces religieuses font construire le couvent de la Visitation Sainte-Marie dans le domaine du Breuil, à l'emplacement de l'ancien couvent des Dominicains.
Mais l'écart entre les laïcs et la municipalité se creuse au cours de ces années. À partir de 1926, un conflit entre la paroisse et la mairie au sujet du loyer du presbytère débute, et dure jusqu'au 22 août 1927 où le curé de Vif est expulsé de l'église Saint Jean-Baptiste par la force publique à grand renfort d'une foule « passionnée et vociférante », d'huissier, de commissaire de police de gendarmes, de serruriers et de déménageurs. Cette expulsion, reprochée au maire de l'époque, Jules Revol, pousse la population à aller manifester devant sa demeure au hameau de La Rivoire et à demander sa démission. Après cet événement, l'église est fermée jusqu'en 1936, et c'est le couvent de la Visitation qui prend en charge les messes hebdomadaires jusqu'à cette date-là.
Continuité de la Belle Époque, les Années folles assurent aussi une prospérité économique, industrielle et agricole à Vif : dès 1920, Vicat devient le seul cimentier de la vallée après le rachat de son concurrent Anatole Berthelot, et fait construire en 1937 une cimenterie plus moderne à la place de l'ancienne déjà préexistante au Genevrey. Jules Bois, qui a apporté la première électrification de la ville, ouvre une usine produisant de l'énergie électrique au Gua et s'occupe de la production ainsi que de l'installation des lampes à pétrole. Du côté de l'agriculture, la vigne reste très présente, et ce jusqu'aux années 1950.
Dans les années 1930, la dimension de villégiature de Vif reprend de l'ampleur, en partie grâce à l'instauration des congés payés en 1936 : les premières automobiles passent par le bourg, les garages Trappo et Brigada font installer des pompes à bras, des résidences secondaires sont construites, de nombreuses offre de location de logements apparaissent, une salle de spectacle est annexée à un café du village et permet des représentations théâtrales ainsi que des séances de cinéma, et le domaine des Allavets est racheté par la municipalité qui y installe des équipements scolaires et sportifs, dont un terrain de football.

#### Seconde Guerre mondiale et Résistance
La Seconde Guerre mondiale apporta à Vif de nombreux affrontements entre la Résistance maquisarde et l'occupation italienne puis allemande, avec son lot de tragédies.
Dès 1939, l'Occupant permet l'implantation d'un camp d'internement pour « sujets ennemis », instauré en octobre 1939 et qui restera en activité jusqu'en mars 1940. Ce camp, composé de deux bâtiments destinés au cantonnement, permettait la détention de personnes sur la base unique d'un ordre officiel, sans décision judiciaire. Les 70 internés du camp de Vif étaient des allemands originaires de la Sarre, précédemment détenus au camp de Chambaran (à Viriville) et transférés à Vif le 17 octobre 1939,,.
La première manifestation de résistance fut celle de l'affaire des canons du Champa, en 1941, lorsque certains officiers patriotes décident de dissimuler des armes destinées à être remises à l'occupant selon les conventions de l'armistice du 22 juin 1940. De nombreuses armes, dont des canons, sont cachés dans des vieux fours à chaux proches des galeries d'extraction du Champa ; les directeurs de la cimenterie Vicat, M. Merceron-Vicat et M. Raymond, sont arrêtés et transférés en Italie avant d'être relâchés quelques jours plus tard, lorsque les armes seront finalement retrouvées par les Italiens.
En septembre 1943, l'armée d'occupation allemande arrive dans la région, remplace les Italiens et déclenche un fort mouvement de résistance. Joseph Rossi, maire de Vif de 1977 à 1989, deviendra l'un des chefs maquis et commandera le 8e bataillon de FTPF de la région. Le 26 novembre de la même année, le corps du docteur Henri Butterlin, une des victimes de la Saint-Barthélemy grenobloise, est retrouvé au quartier des Garcins.
C'est à cette même époque que commencent les restrictions et nombreuses pénuries alimentaires, un accroissement de la misère qui participe à une haine des autochtones vis-à-vis de l'Occupation. Le 1er janvier 1944, la mairie est cambriolée : des tickets de rationnement sont dérobés et le bâtiment est incendié, provoquant la perte de toutes les archives historiques de la ville qui avaient été restituées à la demande de la commune par les archives départementales de l'Isère en 1937,.
À partir de 1944, les hommes du maquis se livrent aussi à des actes de sabotages sur la voie ferrée de la ligne Grenoble-Veynes (ligne des Alpes) : le 25 mai, la Résistance sabote la voie par explosifs dans le but de faire dérailler le train de marchandise n°9.086 au point kilométrique 153.350, à cinquante mètres de l'entrée sud du viaduc du Crozet, aux alentours de 11 h 10. D'autres déraillements semblables sont perpétrés le 4 mars, le 10 mars et le 17 juin 1944, où les enquêtes de la gendarmerie sont bâclées et les témoignages presque inexistants, ce qui permet au maquis de continuer d'agir en toute impunité,.
Au cours de la même période, le château des Hayes (ancien château des Chaléon) sert de refuge pour neuf enfants juifs, placés sous la garde de la résistante Antoinette Brun et de la gouvernante des lieux, Marie Duffourd,. Viendront s'y cacher aussi Robert et Gérald Finaly, deux jeunes juifs confiés à Mme Brun par les religieuses de la congrégation de Notre-Dame de Sion de Grenoble. Le baptême de ces enfants à l'église Saint-Jean-Baptiste par le père Pichat le 28 mars 1948 sous la demande d'Antoinette Brun est le déclencheur de l'affaire Finaly. Comme de nombreuses autres communes, Vif accueillit de nombreux israélites cachés sous des noms d'emprunt durant cette période, dont des enfants ; Jeanne Lafon, mère de l'écrivaine Lola Lafon, notamment, sera cachée par une famille de protestants à Vif.
Le 3 juin 1944, la Milice française prend en chasse quatre Juifs : trois d'entre eux seront abattus au niveau de l'intersection entre la rue du Portail Rouge et de la rue Champollion. Mais ce drame ne ralentit en rien les actions des maquisards ; en juillet 1944, le maquis organise une embuscade meurtrière sur la route de Vif à Monestier-de-Clermont. Plusieurs soldats allemands sont tués, un maquisard y laisse la vie et une femme passant à vélo par là est accidentellement abattue.

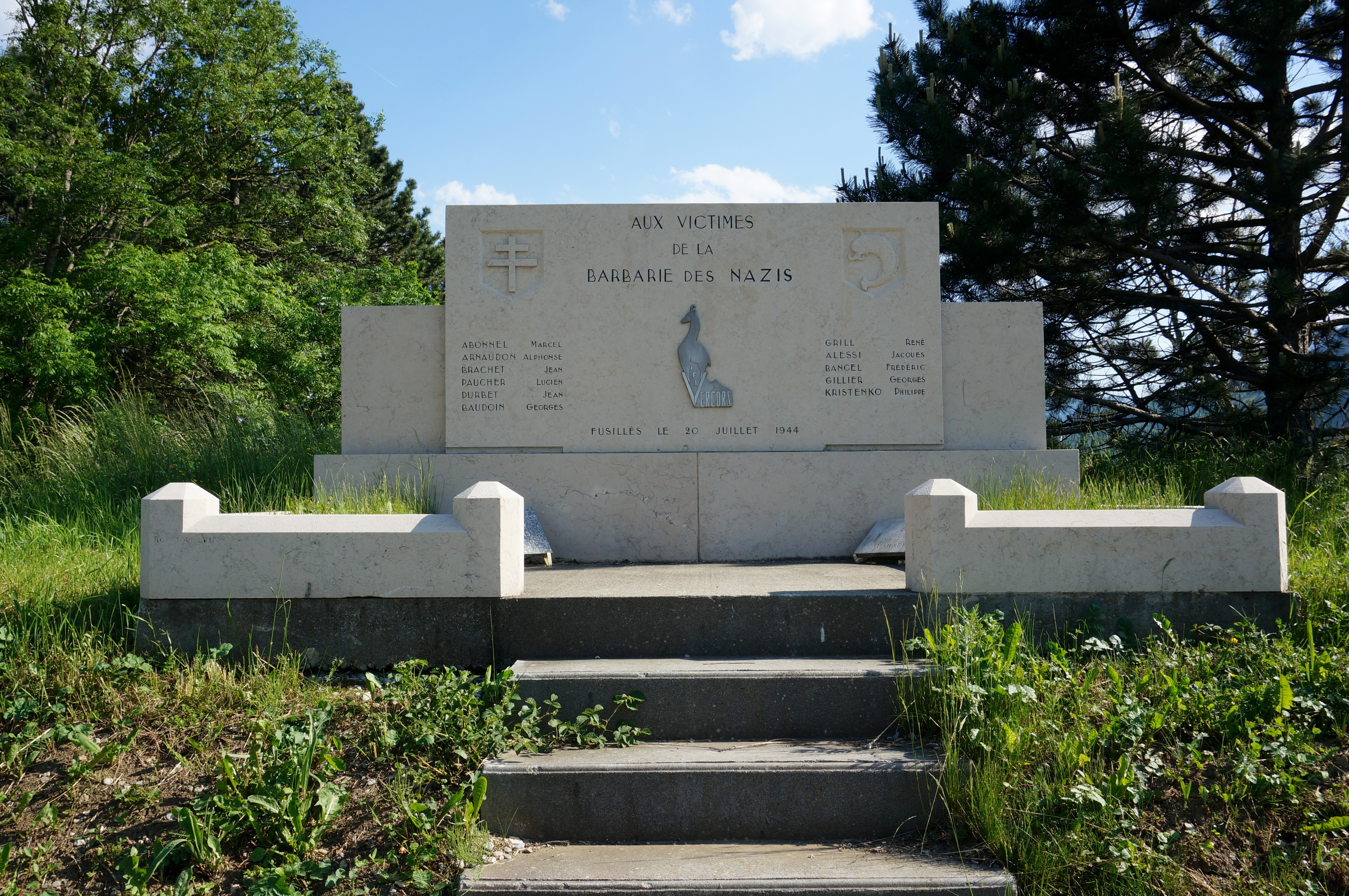
Le mémorial des onze otages au col du Fau.

Cette embuscade provoque la rage de l'Occupant : durant l'été, les Allemands incendient la ferme Fangeat sur la montagne d'Uriol, et les deux frères qui y vivent, Édouard et Gaston, sont déportés. Un seul d'entre eux reviendra. Le 20 juillet 1944, en représailles à une énième agression armée du maquis la veille, l'armée allemande capture onze vifois, des Résistants à leur domicile ainsi que des otages saisis dans les rues entre 16 h et 18 h. Les onze arrêtés sont emmenés dans une carrière du col du Fau et fusillés le soir même. Parmi eux : Marcel Abonnel, René Grill, Alphonse Arnaudon, Jacques Alessi, Jean Brachet, Frédéric Bancel, Lucien Paucher, Georges Gillier, Jean Durbert, Philippe Kristenko et Georges Baudoin. Après la guerre, la place Carnot est renommée place des Onze Otages en la mémoire de ces onze hommes raflés par la Wehrmacht.
Le 22 juillet 1944, Jean Foillard, Léon Jail et Adrien Conus, trois résistants français qui tentaient de rejoindre le maquis de l'Oisans, sont faits prisonniers au Gua et remis aux allemands postés à Vif, qui les interrogent et les torturent pendant plusieurs heures dans une ferme au Genevray, avant d'aller les exécuter au lieu-dit de Revolleyre. Quelques jours après, le 3 août, une grande rafle mène à l'arrestation d'un des nombreux israélites cachés dans le village.
Les affrontements terribles entre le maquis et l'Occupant prennent fin dans la nuit du 20 au 21 août 1944, lorsque la ville de Vif est libérée par les troupes américaines de la compagnie K du 143e Régiment d'Infanterie de la 36e division d'infanterie US, commandée par le Lieutenant Glenn E. Dyer, remplaçant du capitaine Alex Sherman qui dirigea la compagnie jusqu'au 16 août 1944, décédé des suites d'une blessure par balle à l'âge de 29 ans. 179 alliés américains entrèrent dans la ville avec leurs chars d'assaut, mais il n'y eut aucun combat : l'Occupant avait fui en direction de Grenoble, qui sera libérée seulement une journée après Vif, le 22 août.

#### Développement urbain (1950-2000)

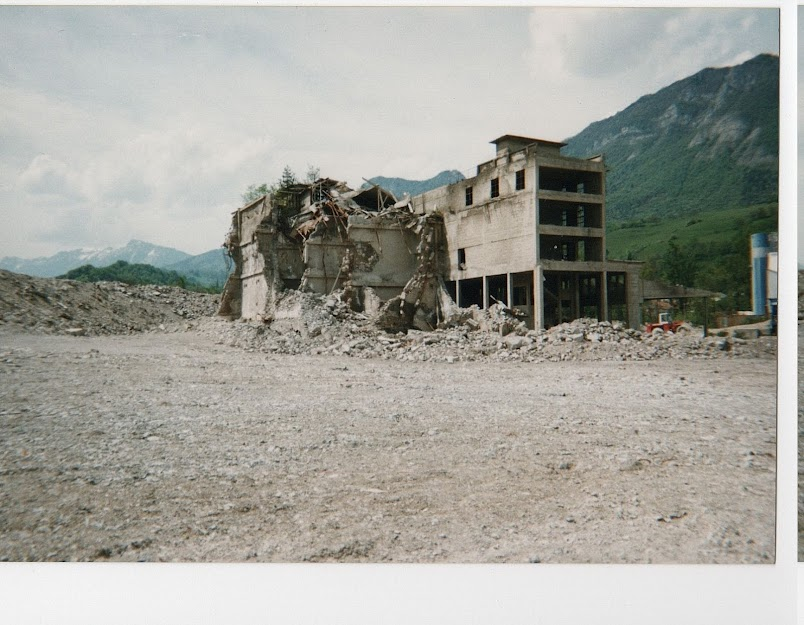
Démolition de la cimenterie du Genevrey en mai 1999.

Les années d'après-guerre et les Trente Glorieuses à Vif se soldent par de profonds changements urbains ainsi qu'une mutation de l'activité économique, en particulier à travers l'agriculture et l'industrie. La vigne, qui jusqu'alors était dominante, disparaît totalement et laisse place à une culture céréalière (maïs, colza, tournesol…) ainsi qu'à un élevage bovin plus large. Les fils d'agriculteurs se tournent vers des emplois dans l'industrie régionale, dont les usines chimiques de Pont-de-Claix, Champ-sur-Drac et Jarrie. Dans la vallée de la Gresse, la soierie, la ganterie et la poterie ne sont plus, et de l'industrie du ciment ne reste plus qu'une seule compagnie, Vicat, qui finit par faire fermer sa cimenterie du Genevrey en 1976, celle-ci devenue trop vétuste et l'entreprise préférant investir dans les usines de Saint-Egrève et Voreppe. L'usine du Genevrey resta à l'abandon pendant près de vingt-trois ans, et ce jusqu'en mai 1999 où la société Vicat fit démolir les bâtiments (excepté les fours-biberons, la halle et la maison du directeur).
En termes de poussée urbanistique, Vif n'est pas en reste : entre 1945 et 1966, la commune finit ses travaux d'électrification, d'assainissement et de réseaux d'égouts sur tous ses hameaux. En 1947 est construite la piscine municipale[réf. à confirmer], et en 1948 ce sont des terrains de tennis qui sont ajoutés au nouveau complexe sportif Aimé Pariat. Dans les années 1960, la municipalité créer sa première zone d'activité, dite des Speyres, à l'est de la ville, et en 1963 le château des Hayes (anciennement château des Chaléon) est rasé pour permettre la construction du bureau de poste, d'un centre social et du square Marie-Louise Rigny. En 1967, l'ancien hôpital qui servait de refuge pour les sans-abris depuis XVIe siècle, est réaménagé,. Les premiers immeubles et HLM sont construits au bord de la Gresse au cours de ces années, tout comme les nouvelles écoles primaires et élémentaires qui forment les groupes scolaires Marie Sac et Champollion. En 1968, c'est le collège du Masségu qui est édifié, bientôt voisin de la salle polyvalente Louis Maisonnat.
Les années 1960 voient aussi des changements dans les bâtiments religieux : en 1965-1966, l'église Sainte-Marie du Genevrey est restaurée et permet la découverte de sa Vierge au manteau datée du XVIe siècle. Des fouilles organisées par Raymond Girard autour de l'église Saint-Jean-Baptiste dévoilent quant à elles treize sépultures d'un ancien cimetière médiéval.
En 1994, la propriété Champollion est classée monument historique.
Ayant grandement participé à l'expansion rapide de Vif à la fin du XXe siècle, le bras d'autoroute A51 modifia profondément l'environnement de la vallée : entre juillet 1995 et novembre 1996 est construit le viaduc de La Rivoire, puis les deux viaducs autoroutiers du Crozet de septembre 1997 à novembre 1998. Les tunnels d'Uriol et du Petit Brion sont aussi creusés durant cette période,. L'autoroute du Trièves est inaugurée en 1999, ouvrant Vif sur l'agglomération grenobloise qui devient accessible en seulement une quinzaine de minutes en voiture.

#### Vif sous leIIIe millénaire(XXIesiècle)

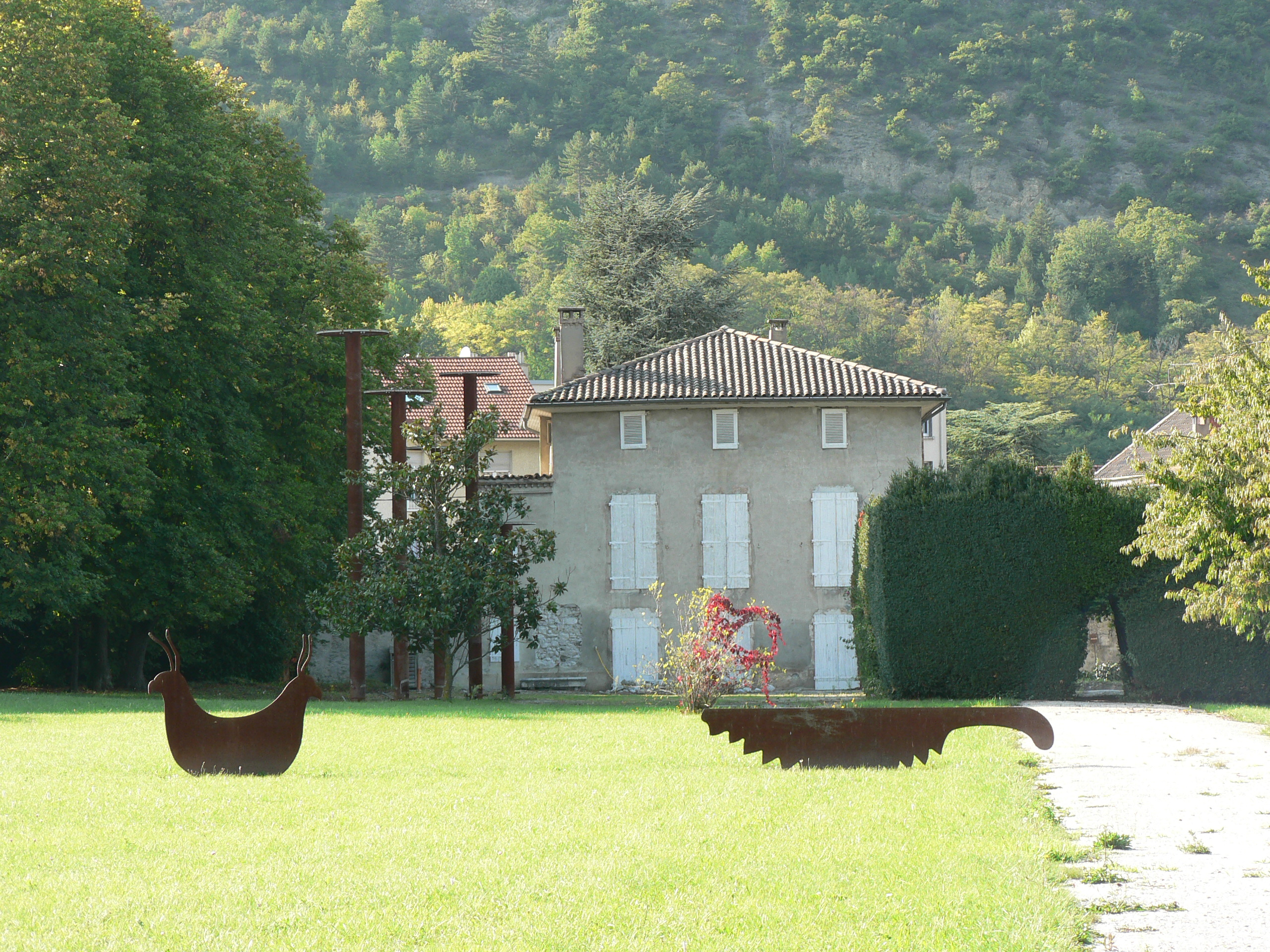
La propriété « Les Champollion » en 2011 avant sa rénovation.

Les changements apportés à Vif au début du XXIe siècle sont surtout de l'ordre du patrimoine historique et culturel : en 2001, le Conseil départemental de l'Isère rachète le domaine des Ombrages et la maison Champollion à sa dernière descendante, Mme Chateauminois. Entre le 5 septembre 2004 et le 19 septembre 2005, la propriété est provisoirement ouverte au public, prémices du projet du futur musée Champollion par le département de l'Isère.
En 2007, des sondages sont effectués dans l'église Saint-Jean-Baptiste pour rechercher l'éventuelle trace de fresques : sont découverts de nombreuses peintures murales datant des XIVe siècle et XVe siècle. Le 19 avril 2011, l'église est classée monument historique.
Autre édifice patrimonial marqué par ce début de siècle, le couvent de la Visitation Sainte-Marie : en 2006, les dernières visitandines qui s'y trouvaient encore se voient dans l'obligation de quitter Vif à cause de leur âge avancé ; l'Ordre de la Visitation dissout la communauté, présente dans la vallée depuis 1926, et ferme le couvent. Celui-ci reste à l'abandon jusqu'en 2016 où, dans la nuit du 6 mars, un incendie se déclare dans les bâtiments en ravageant un tiers de l'édifice. Les projets de réhabilitation du domaine sont délaissés par la municipalité, qui décide finalement de raser le couvent en janvier 2020. Un projet de construction de 45 logements (dont 10 sociaux) sur le domaine du Breuil est désormais en cours,.

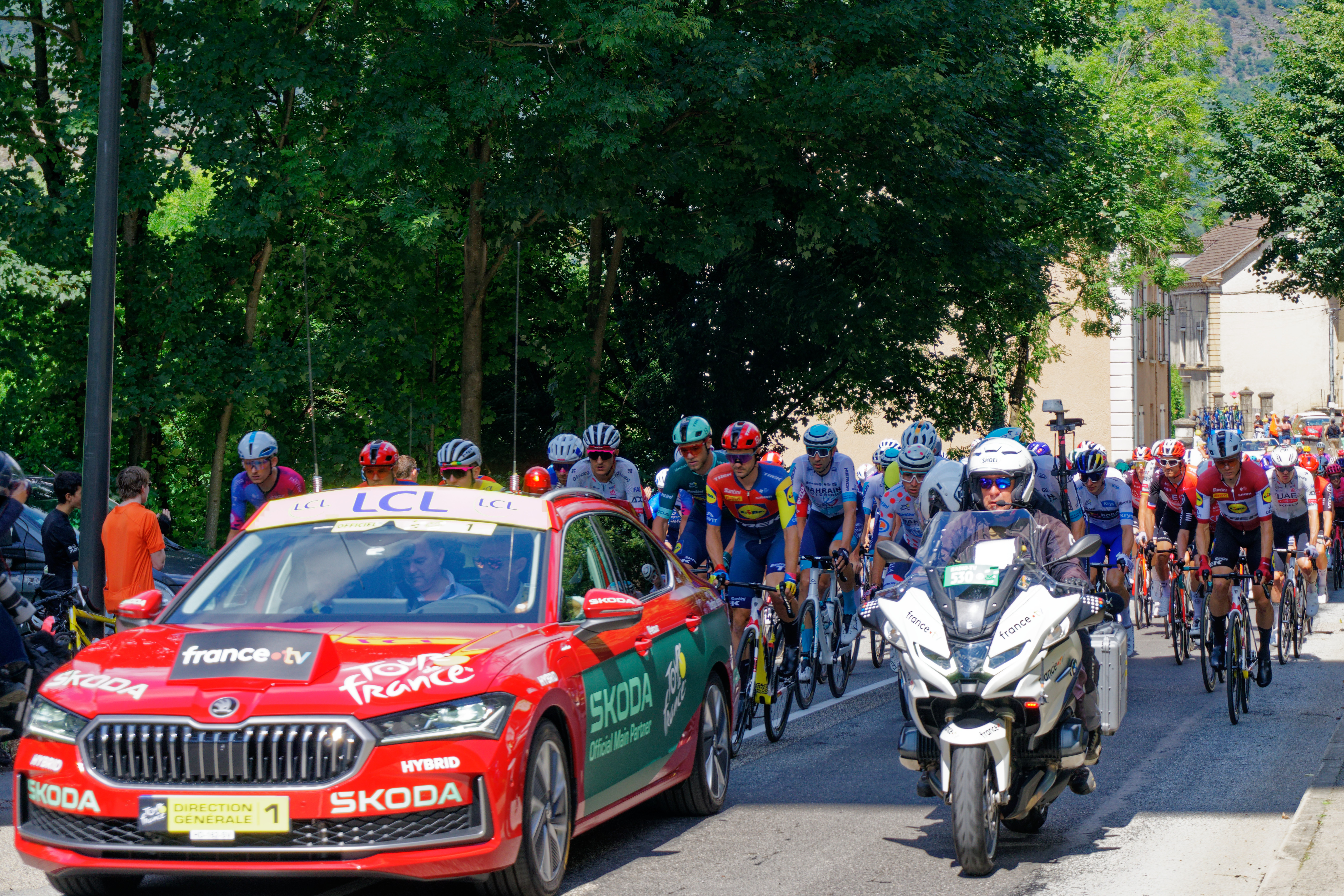
Le départ de la 18E étape du Tour de France 2025 sur l'avenue de la Gare.

Les 4 et 5 juin 2021, le nouveau musée Champollion est inauguré puis ouvert au public après plus de 5 ans de travaux. L'année d'après, en août 2022, au cours de l'épisode de sécheresse qui dure sur le territoire français depuis l'hiver, un feu de forêt se déclare sur le Petit Brion, ravageant 20 hectares et nécessitant l'intervention de 85 sapeurs-pompiers. Déclaré le 11 août, l'incendie est éteint deux jours après, le 14 août.
En octobre 2024, et pour la première fois de son histoire, Vif est annoncée comme ville-étape du Tour de France 2025, servant de départ à la dix-huitième étape partie du bourg le 24 juillet 2025, et se concluant au col de la Loze à Courchevel,.

## Politique et administration

### Liste des maires

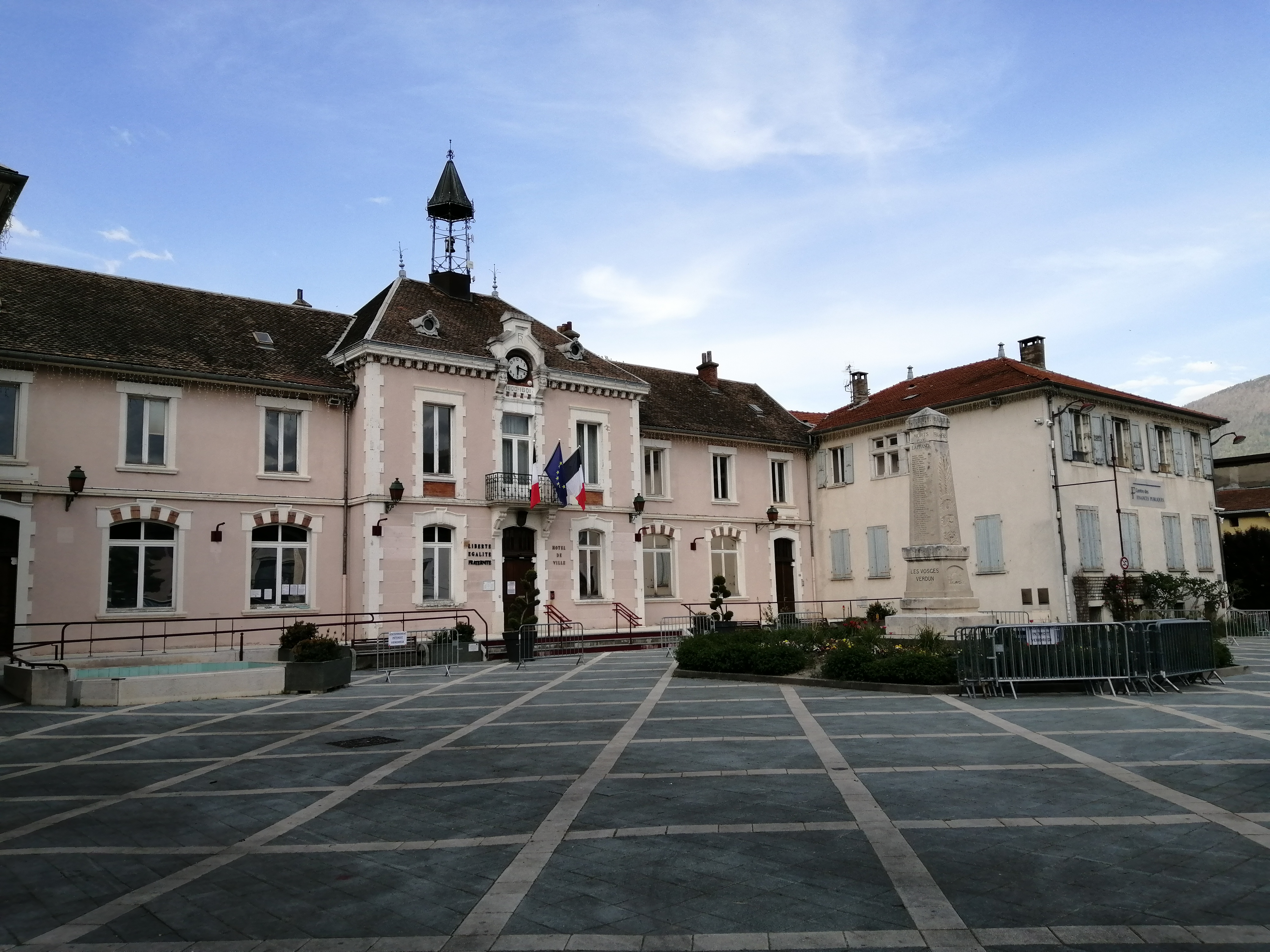
La place de la Libération et l'hôtel de ville.

| Période                                  | Période  | Identité                      | Étiquette   | Qualité                                           |
| ---------------------------------------- | -------- | ----------------------------- | ----------- | ------------------------------------------------- |
| 1870                                     | 1870     | Jean Pierre Guingat           | Républicain | Président de la Commission municipale provisoire  |
| 1870                                     | 1877     | Aimé-Louis Champollion-Figeac | ...         |                                                   |
| 1878                                     | 1889     | Jean Pierre Guingat           | Républicain |                                                   |
| 1889                                     | 1914     | Augustin Nicolas Revol        | ...         |                                                   |
| 1914                                     | 1919     | Emile Vignan                  | ...         |                                                   |
| 1919                                     | 1924     | Louis Olivier Pallud          | ...         |                                                   |
| 1925                                     | 1928     | Jules Revol                   | ...         | Botaniste                                         |
| 1928                                     | 1935     | Henri Rossi                   | ...         |                                                   |
| 1935                                     | 1937     | Victor Martin                 | ...         |                                                   |
| 1937                                     | 1944     | Edouard Jacquier Bret         | ...         |                                                   |
| 1954                                     | 1960     | Gustave Guerre                | ...         |                                                   |
| 1960                                     | 1977     | Clovis Manicardi              | SE          |                                                   |
| 1977                                     | 1989     | Joseph Rossi                  | PCF         |                                                   |
| 1989                                     | 1993     | Daniel Biston                 | …           |                                                   |
| 1993                                     | 2001     | Jean Mourey                   | DVD         |                                                   |
| 2001                                     | 2008     | Brigitte Perillié             | PS          | Conseillère générale du Canton de Vif (2001-2015) |
| 2008                                     | 2014     | Jean Mourey                   | DVD         |                                                   |
| 2014                                     | En cours | Guy Genêt                     | UMP-LR      | Retraité - Ancien Cadre RH chez Schneider         |
| Les données manquantes sont à compléter. |          |                               |             |                                                   |

### Services publics
La commune dispose des services suivants :
- Une police municipale (située place de la Libération) ;
- Une caserne de pompiers (SDIS de l'Isère. Bâtiments situés au nord de la rue de la République) ;
- Une gendarmerie nationale (située rue Truchet) ;
- Un trésor public (situé place de la Libération, sur l'ancien couvent des Ursulines) ;
- Un bureau de poste (situé à côté du square Marie-Louise Rigny).

### Politique environnementale
En termes d'économies d'énergie et de protection de l'environnement nocturne, la commune a mis en place (le 12 mars 2012) le plus long tronçon routier de France (à ce jour[Quand ?], 1,5 km voie piétonne et cyclable) doté d'un éclairage asservi à une détection de présence ; 72 lampadaires à LED équipés de détecteurs  et de variateurs de lumière constitue un test d'éclairage public « intelligent », qui devrait conduire à une économie de 21 000 kWh/an, et de presque 2 tonnes de CO2. Dans ce cas, le noir n’est toutefois pas total la nuit (mode veille à 10 % de la puissance lumineuse) ; l'intensité augmente progressivement à l'approche de piétons ou cyclistes (passant de 10 % à 100 % de la capacité d’éclairage avant de redescendre à 10 % après le passage des utilisateurs de la route).

### Jumelages
| Ville | Ville             | Pays | Pays   | Période     |
| ----- | ----------------- | ---- | ------ | ----------- |
|       | Rivalta di Torino |      | Italie | depuis 1985 |

## Équipements et services publics

### Enseignement

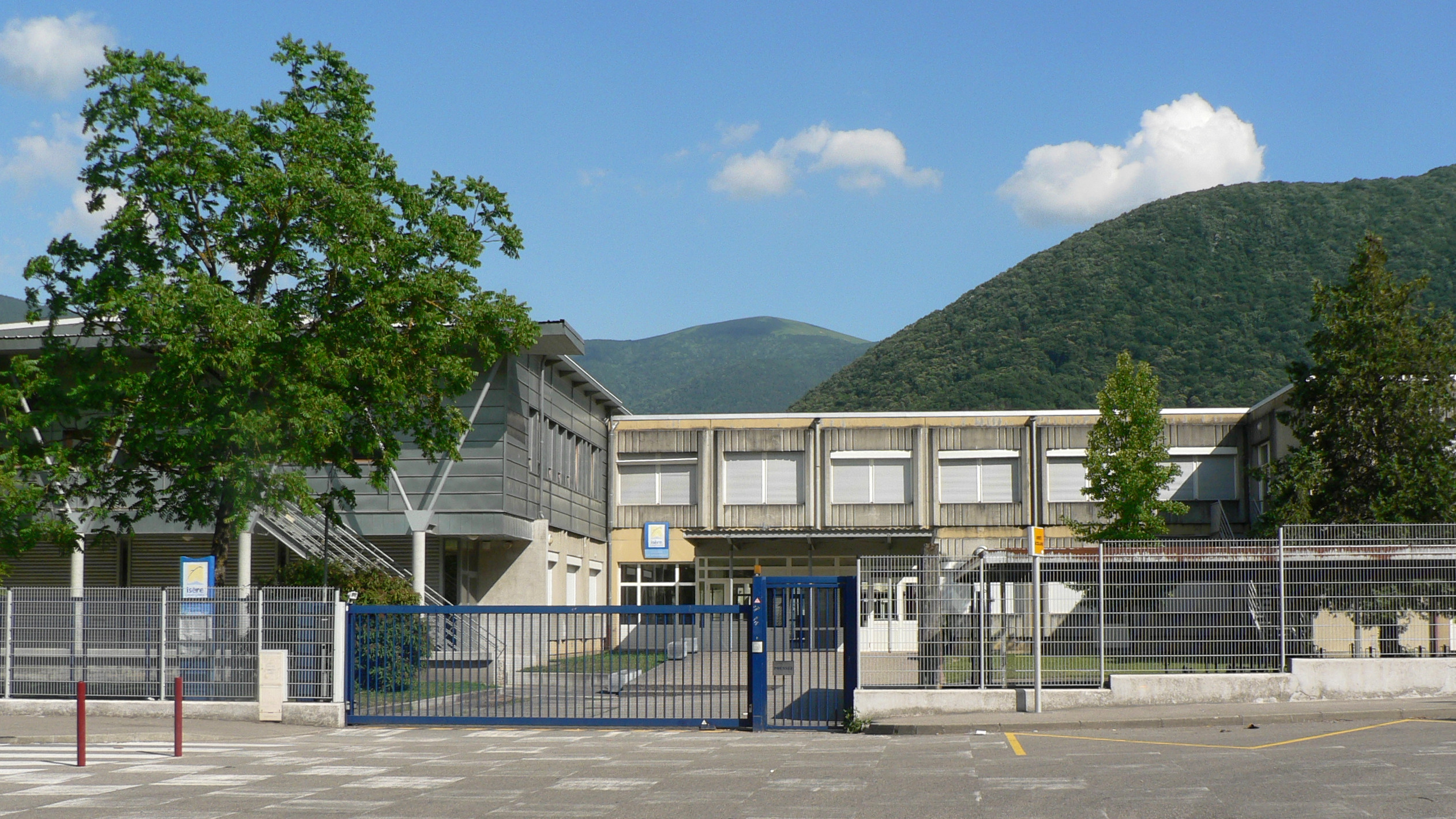
Collège Le Masségu.

La ville de Vif dépend de l'académie de Grenoble et de l'inspection académique de l'Isère. Elle comprend les 6 établissements scolaires (quatre primaires, trois maternelles et un secondaire) suivant :
- École André Malraux (primaire).
- École de Reymure (primaire).
- École Jean-François Champollion (primaire et maternelle).
- École du Genevrey (primaire et maternelle).
- École Marie Sac (maternelle).
- Collège Le Masségu.

Les lycées de secteur de Vif sont respectivement le lycée des Eaux Claires et le lycée Vaucanson de Grenoble.
La commune comprend aussi un autre établissement secondaire proposant des formations post-bac, la Maison Familiale Rurale de Vif (MFR).

### Espaces publics

#### Jardins, parcs et espaces verts
La commune de Vif possède cinq jardins publics ainsi que des terrains multisport en plus des ensembles sportifs. En tenant compte des parties montagneuses et boisées de son territoire, la ville compte environ 60% d'espaces verts. Les parcs gérés par la municipalité sont les suivants :

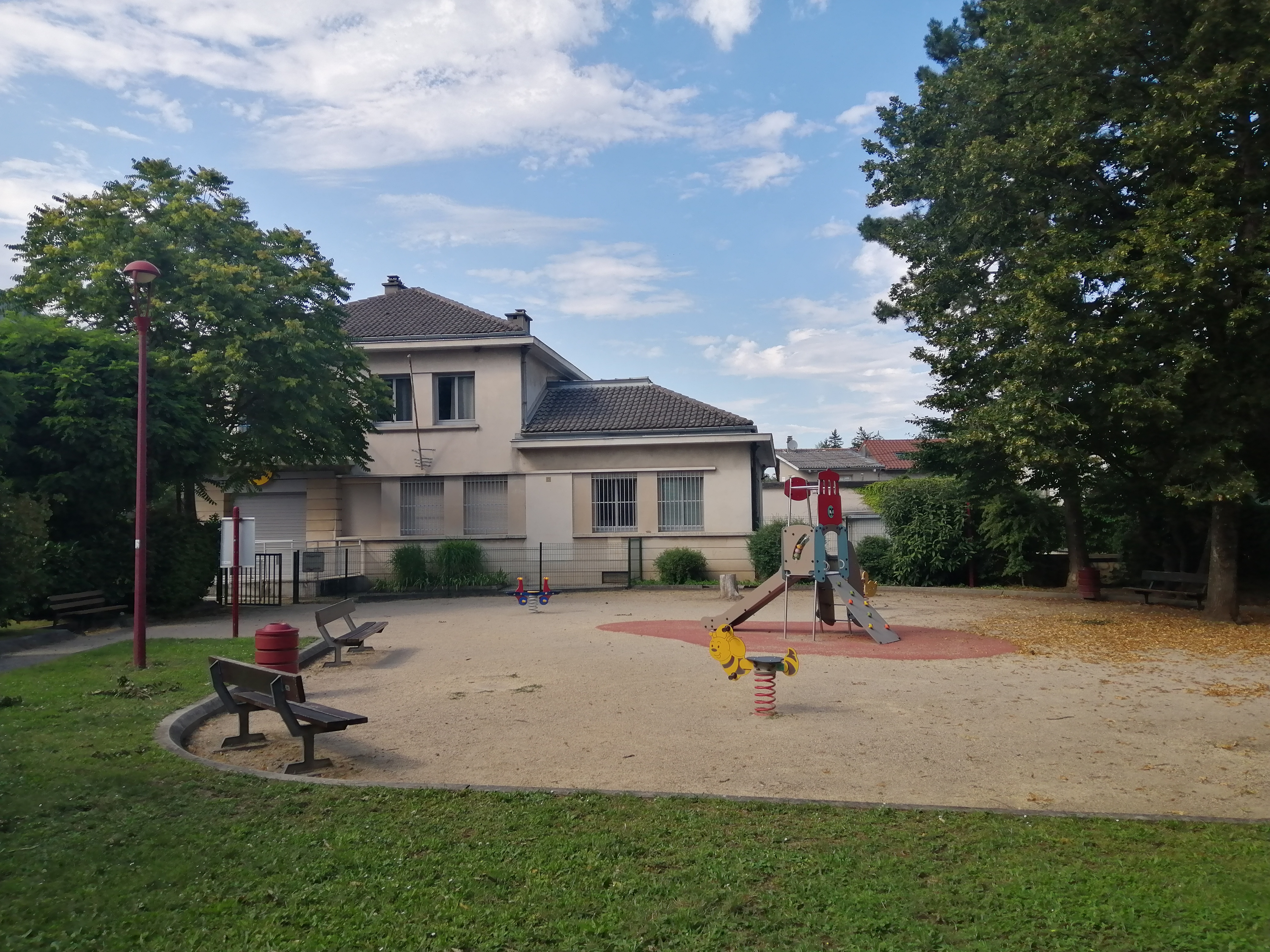
Square Marie-Louise Rigny et le bureau de poste.

- Square Marie-Louise Rigny et le bureau de poste.Le Parc Champollion, vaste parc champêtre situé au cœur de Vif et dans lequel se trouve le « domaine des Ombrages » et sa propriété, le Musée Champollion. Ce parc peut recevoir des évènements en plain air comme le feu d'artifice du 14 juillet ou des représentations artistiques et théâtrales ;
- Le Parc Kiltz-Baud, ouvert en 2012, situé à quelques rues du vieux bourg et juste à côté du cimetière communal ;
- Le Parcours de Santé, morceau de forêt situé sur les rives ouest du torrent de la Gresse et le long de la route des celliers, proposant des activités sportives ;
- Le Parc de la Visitation, situé dans le domaine du Breuil et juste à côté du site de l'ancien couvent de la Visitation (en face du centre-ville et du pont de pierre qui enjambe la Gresse) ;
- Le Square Marie-Louise Rigny, juste à côté du bureau de poste et de la rue de la République ;
- Les City Stades (ou terrains multisports) de Marie Sac (ouest) et de la rue de la Colombe (nord).

## Population et société

### Démographie
L'évolution du nombre d'habitants est connue à travers les recensements de la population effectués dans la commune depuis 1793. Pour les communes de moins de 10 000 habitants, une enquête de recensement portant sur toute la population est réalisée tous les cinq ans, les populations de référence des années intermédiaires étant quant à elles estimées par interpolation ou extrapolation. Pour la commune, le premier recensement exhaustif entrant dans le cadre du nouveau dispositif a été réalisé en 2007.

En 2022, la commune comptait 8 557 habitants, en évolution de +2,21 % par rapport à 2016 (Isère : +3,07 %, France hors Mayotte : +2,11 %).
| 1793  | 1800  | 1806  | 1821  | 1831  | 1836  | 1841  | 1846  | 1851  |
| ----- | ----- | ----- | ----- | ----- | ----- | ----- | ----- | ----- |
| 2 055 | 2 021 | 2 025 | 2 257 | 2 282 | 2 362 | 2 314 | 2 426 | 2 435 |

| 1856  | 1861  | 1866  | 1872  | 1876  | 1881  | 1886  | 1891  | 1896  |
| ----- | ----- | ----- | ----- | ----- | ----- | ----- | ----- | ----- |
| 2 353 | 2 417 | 2 043 | 2 506 | 2 925 | 2 734 | 2 821 | 2 792 | 2 617 |

| 1901  | 1906  | 1911  | 1921  | 1926  | 1931  | 1936  | 1946  | 1954  |
| ----- | ----- | ----- | ----- | ----- | ----- | ----- | ----- | ----- |
| 2 707 | 2 589 | 2 165 | 2 007 | 2 134 | 2 080 | 2 028 | 2 071 | 2 444 |

| 1962  | 1968  | 1975  | 1982  | 1990  | 1999  | 2006  | 2007  | 2012  |
| ----- | ----- | ----- | ----- | ----- | ----- | ----- | ----- | ----- |
| 3 057 | 3 287 | 3 593 | 4 419 | 5 788 | 6 478 | 7 855 | 8 050 | 7 975 |

| 2017  | 2022  | - | - | - | - | - | - | - |
| ----- | ----- | - | - | - | - | - | - | - |
| 8 532 | 8 557 | - | - | - | - | - | - | - |

Le village a subi une poussée citadine tardive avec la construction et l'ouverture en 1999 du tronçon de l’autoroute A51 reliant la ville de Claix à Saint-Martin-de-la-Cluze en passant par Vif.

### Manifestations culturelles et festivités
Plusieurs festivals et évènements sont organisés sur la commune tout au long de l'année, parmi lesquels :
L'Exceptionn'ELLES
Anciennement appelé « Trophée des Vifamazones », l'Exceptionn'ELLES se déroule en mars ou avril, en partenariat avec l'association Vifamazones qui organise un jeu de piste 100% féminin dans le cadre de la Journée Internationale des Droits des Femmes et qui a pour vocation d'offrir diverses épreuves sportives et culturelles entre différentes équipes féminines.
Festival du Mouvement
Ce festival se déroule en juin et a pour bout de faire connaître les Arts du mouvement (danse, cirque, gymnastique…). Sont organisées des rencontres entre artistes professionnels, associations et jeunes amateurs de partout dans le centre-bourg (rues, parcs, salles polyvalentes, médiathèque...).
Fête de l'Égyptologie
Organisée tous les deux ans entre septembre et octobre en partenariat avec l'association Champollion à Vif, elle met en valeur la science de l'égyptologie liée au musée Champollion.
Festival « Tu Peux l'Ouvrir »
Créé en 2016, il se déroule en octobre et honore le théâtre et l'art littéraire, se concentrant autour d'ateliers de lecture, d'écriture et de théâtre. Ce festival s'ouvre sur plusieurs lieux en salle (médiathèque Champollion-Figeac, commerces, salle des fêtes) et en plein air (parcs, marché…) ;
Le Salon de la Gastronomie
Organisé en novembre depuis 1992, le salon de la Gastronomie se déroule au sein de la salle polyvalente Louis Maisonnat durant trois jours consécutifs et accueille une cinquantaine d'exposants, producteurs et artisans, qui font découvrir leurs spécialités culinaires.
Autres festivals
- La Fête de la Musique, en juin ;
- La Fête Nationale et son feu d'artifice, le 14 juillet ;
- Les Journées du Patrimoine, en septembre, qui permettent de découvrir les richesses du patrimoine historique et culturel vifois ;
- Le Marché de Noël, en décembre.

### Sports et loisirs
La commune sert d'étape à plusieurs manifestations sportives tout au long de l'année, dont le rallye du Balcon Est du Vercors en avril et l'Ultratour des 4 massifs en juillet.

#### Clubs et associations sportives
- Rugby à XV : le RC Vif-Monestier-Trièves (R.C.V.M.T.) fusion de l’Association Sportive de Monestier (ASM) et du Football Club de Vif (FCV), fondé en 2001[134] et devenu Vice champion de France de 1re série en 2016 ;
- Football Club Vallée de la Gresse (FCVG) (qui regroupe aussi le Gua et Varces) ;
- T.C.V (tennis) ;
- USVG  (volley, multisports) ;
- Aigles Basket Vif (basket-ball) ;
- A.V.A (Aïkido) ;
- Judo Club de Vif (judo, jujitsu).

#### Équipements sportifs
La commune de Vif possède différents équipements sportifs, parmi lesquels :

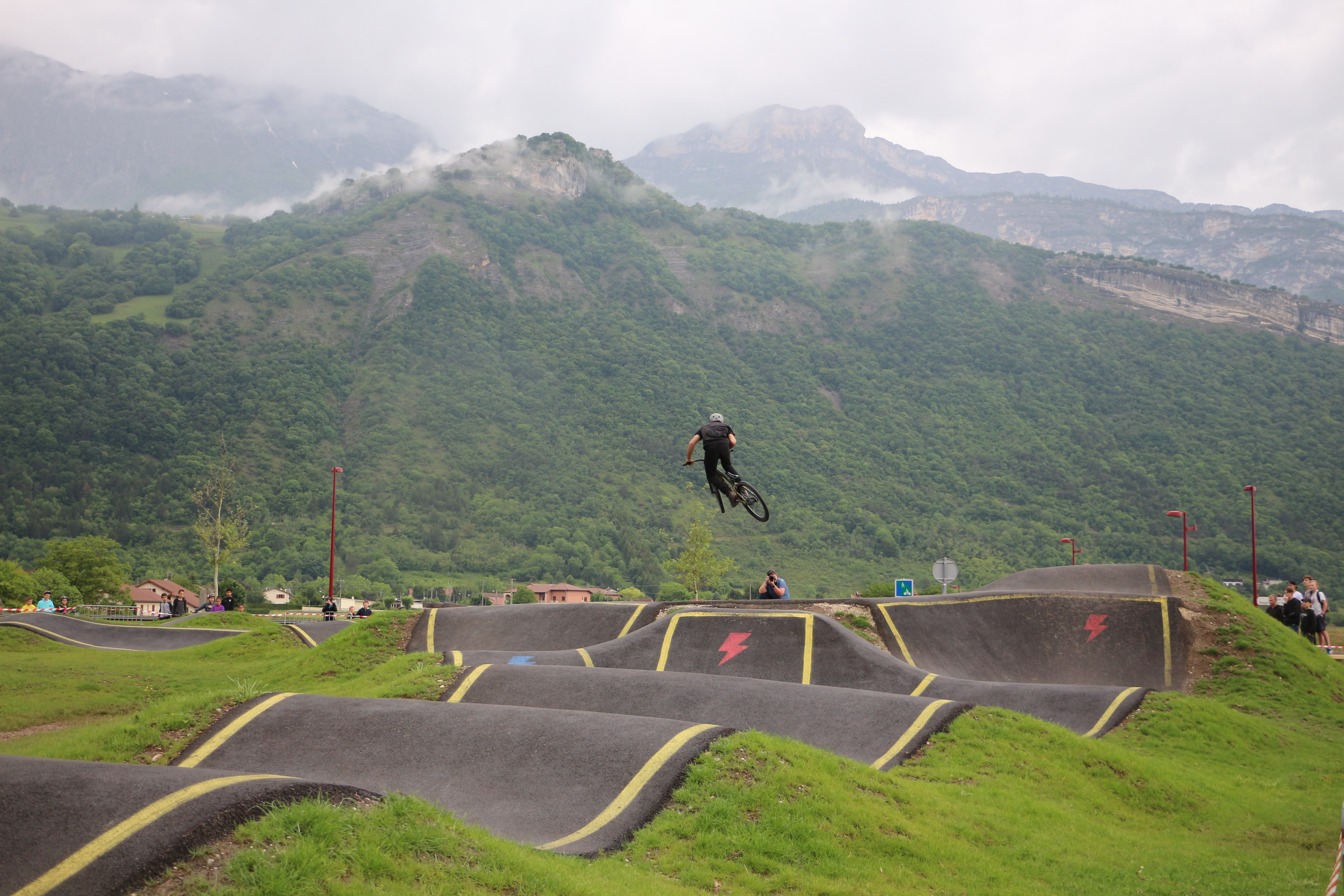
Le pumptrack de Vif et, derrière, le massif du Vercors avec le rocher de Saint-Loup.

- Le pumptrack de Vif et, derrière, le massif du Vercors avec le rocher de Saint-Loup.L'Ensemble Sportif Thierry Heigéas, au nord de la ville, avec le dojo et le terrain de rugby communal ;
- L'Ensemble Sportif Aimé Pariat, au nord-ouest de la ville, avec le terrain de football, les terrains du Tennis Club et la piscine municipale ;
- Le gymnase Mario Fossa ;
- Le gymnase municipal (boulevard de la Résistance) ;
- Le City stade de Marie Sac (rue Gustave Guerre) ;
- La Salle d'évolution au sol Gabriel Ruard (place Jean Couturier) ;
- Le boulodrome (terrain de boules), place de la Libération ;
- Le Pumptrack (et skatepark) de Vif, au nord de l'ensemble sportif Thierry Heigéas.

### Vie associative
En dehors des associations sportives, la commune témoigne d'une vie associative ample et riche : présence de nombreuses associations culturelles, associations humanitaires d'entraide et sociales, associations de loisirs, associations environnementales, associations scolaires… En tout, plus de 120 associations sont actives. La municipalité met aussi à disposition des salles festives et de réunion, dont la Maison des Associations.

### Médias
Historiquement, le quotidien régional Le Dauphiné libéré consacre, chaque jour, y compris le dimanche, dans son édition Grenoble-Sud, un ou plusieurs articles à l'actualité de la ville, ses quartiers ainsi que des informations sur les éventuelles manifestations locales.
Le magazine local Vif Mag, publié de façon périodique, est une revue d'information municipale publié mensuellement et distribué gratuitement aux habitants de la commune, dont les anciens numéros peuvent être consultés sur le site de la commune.

### Cultes

#### Culte catholique
Les deux églises de la ville, Saint-Jean-Baptiste et Sainte-Marie du Genevrey, sont rattachées à la paroisse catholique Saint-Loup, qui recouvre en tout onze églises de la vallée de la Gresse et de sa région, et dont la maison paroissiale et le presbytère se trouvent à Vif. Cette paroisse dépend de la doyenné « Montagnes Sud » du diocèse de Grenoble-Vienne.

## Économie

### Entreprises et commerces

#### Secteurs d'activité
En 2015, 580 entreprises étaient implantées sur la commune ; parmi elles, 365 étaient des entreprises de commerces et de services qui représentaient environ 62,5% de l'économie locale.

#### Commerces et services
La ville compte deux jours de marché : celui du mercredi après-midi avec 6 commerçants, dédié aux producteurs de la région, et le marché principal du vendredi matin avec plus de 40 commerçants.
Vif accueille plus de 80 commerces, services et restaurants, recentrés dans l'annuaire des commerçants. Une association de promotion du commerce de proximité local existe aussi : le Club des Commerçants de Vif.

### Tourisme
Centre villégiature au début du XXe siècle, le tourisme à Vif se résume aujourd'hui presque totalement par son musée Champollion. Par l'ancienne RN 1075 qui traverse le bourg, c'est aussi une ville étape avec beaucoup de passage en période estivale, bien positionnée dans la région par sa proximité avec les autres attraits touristiques de la région : le château de Vizille, les lacs de Laffrey, le lac de Monteynard, la Matheysine, La Mure et son chemin de fer, le vélorail des Alpes à Saint-Georges-de-Commiers, le Trièves et le Balcon Est du Vercors…

## Culture locale et patrimoine

### Patrimoine architectural

#### Ouvrages d'arts
La commune possède un grand patrimoine ferroviaire et routier, avec une large palette de ponts et de viaducs situés sur son territoire, parmi lesquels les huit suivants :

##### Viaduc ferroviaire du Crozet
Le viaduc ferroviaire du Crozet (aussi appelé viaduc du Font-Jailly ou viaduc de Vif) est le plus vieux viaduc et premier pont ferroviaire de la commune, édifié entre 1873 et 1877 pour permettre le passage de l'ancienne Ligne des Alpes (actuelle ligne de Lyon-Perrache à Marseille-Saint-Charles via Grenoble) sur le plateau du Crozet. Long de 280 m et haut de 30 m, il est l'un des trois viaducs du Crozet.

En plus du viaduc du Crozet, deux autres viaducs ferroviaires appartenant au tracé de l'ancienne ligne des Alpes se trouvent sur la commune : le viaduc de la Merlière, sur les contreforts ouest du Grand Brion, au sud, ainsi que le pont de La Rivoire qui enjambe la vallée du Drac et relie la gare de Vif à celle de Saint-Georges-de-Commiers.

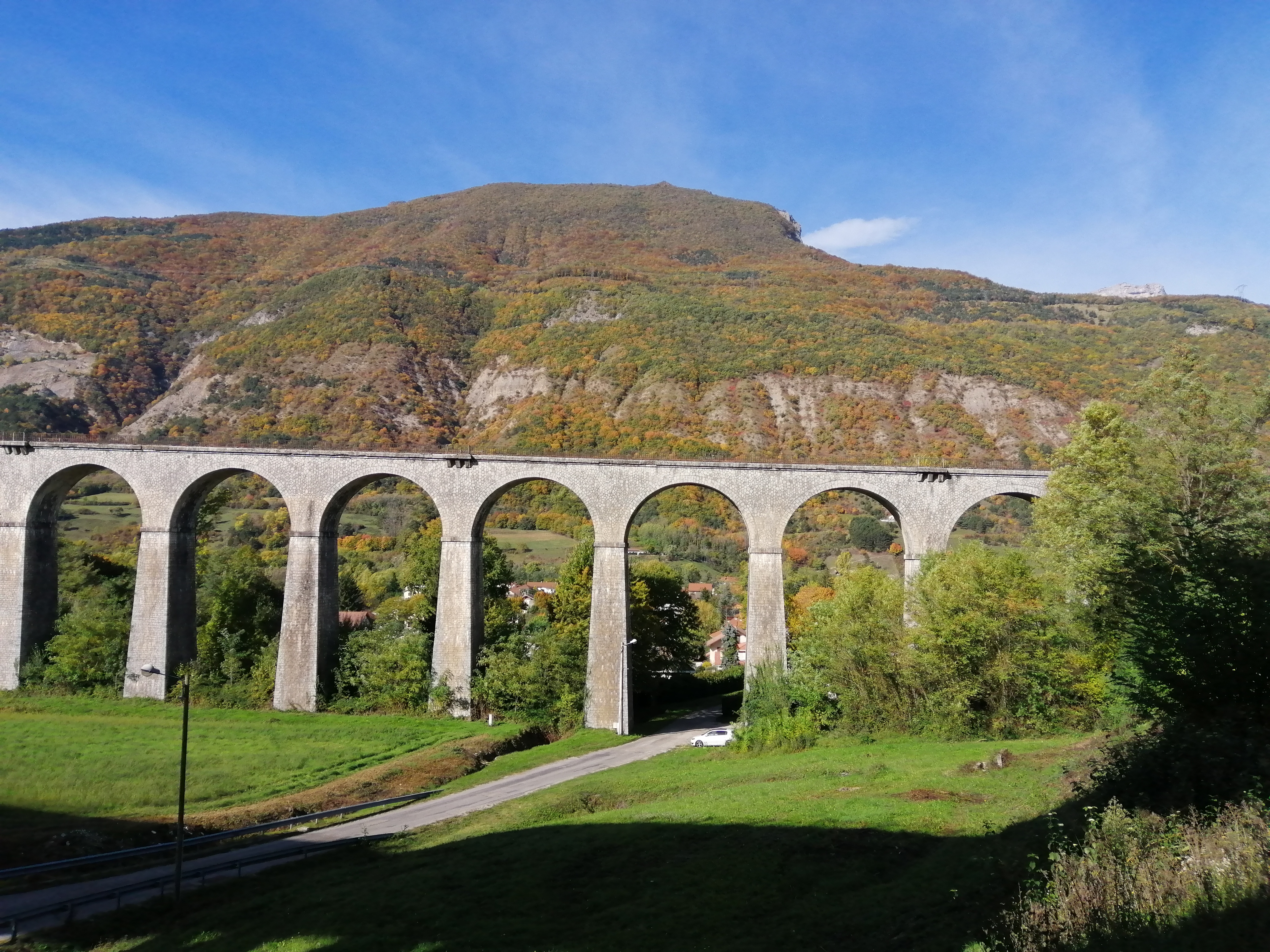
Le viaduc du Crozet et la montagne d'Uriol.
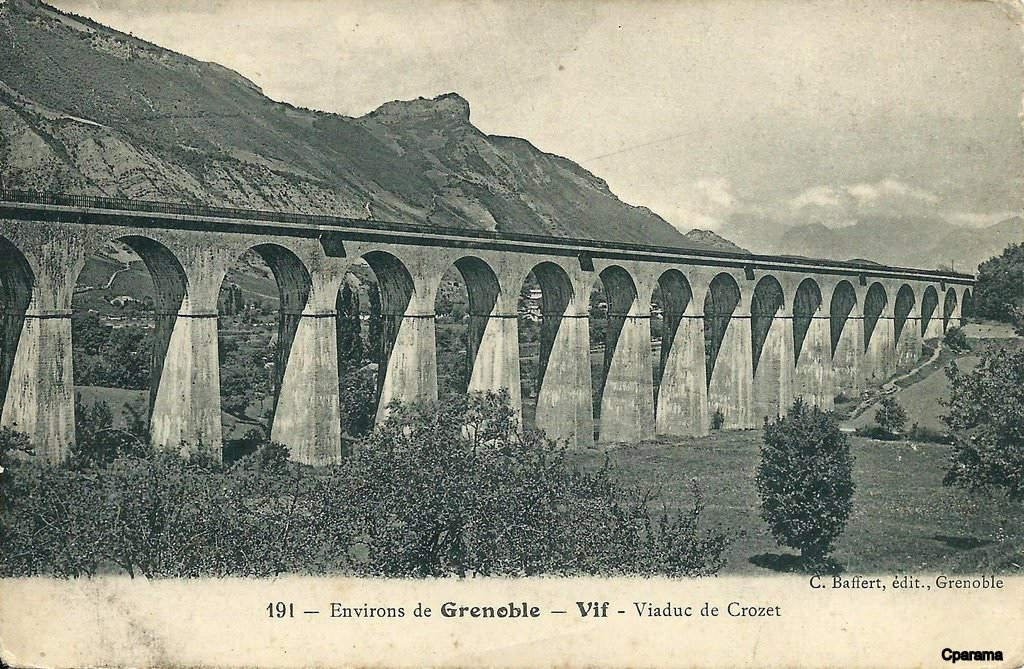
Carte postale du viaduc du Crozet au tournant du XXe siècle.
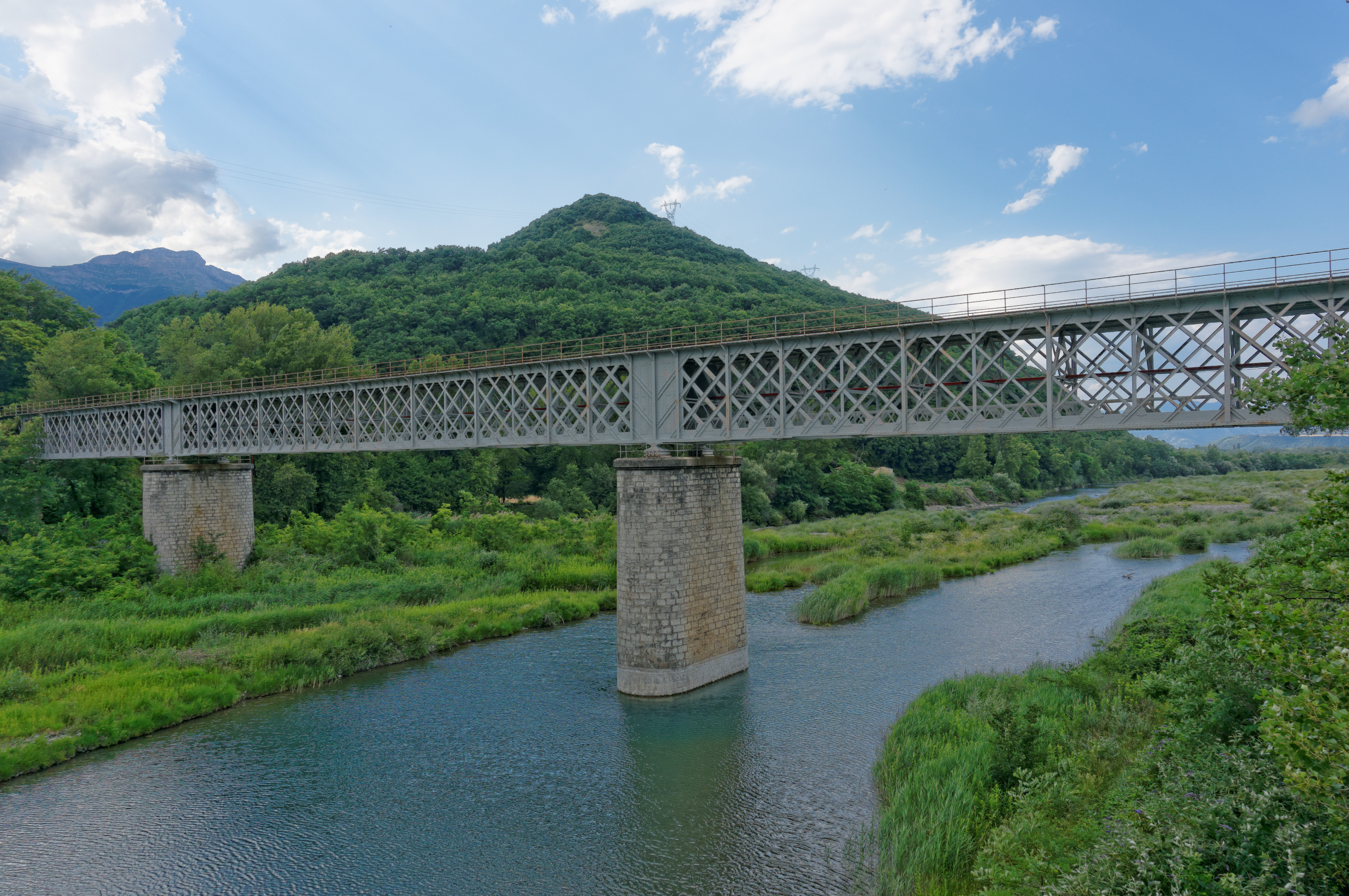
Le pont de La Rivoire sur le Drac.

##### Viaducs autoroutiers du Crozet
Les viaducs autoroutiers du Crozet sont les deux autres ponts du Crozet, construits en parallèle du viaduc ferroviaire. Ils ont été édifiés entre 1997 et 1998 pour permettre le passage du bras d'autoroute de l'A51 en direction du col du Fau, inauguré en 1999. Ils sont longs de 348 m à 364 m et hauts de 30 m.

##### Viaduc de La Rivoire
Le viaduc de La Rivoire est un ensemble de deux ponts routiers, situé un peu plus au nord des viaducs du Crozet et permettant le passage de l'A51 au-dessus de la gorge de La Rivoire. Longs de 241 à 247 m et hauts de 34 à 41 m, ils ont été construits entre 1995 et 1996 dans le cadre de l'extension de l'A51 entre Grenoble et le col du Fau. C'est dans la gorge de La Rivoire qu'enjambent les viaducs que se trouve la gare de Vif et la déchèterie municipale.

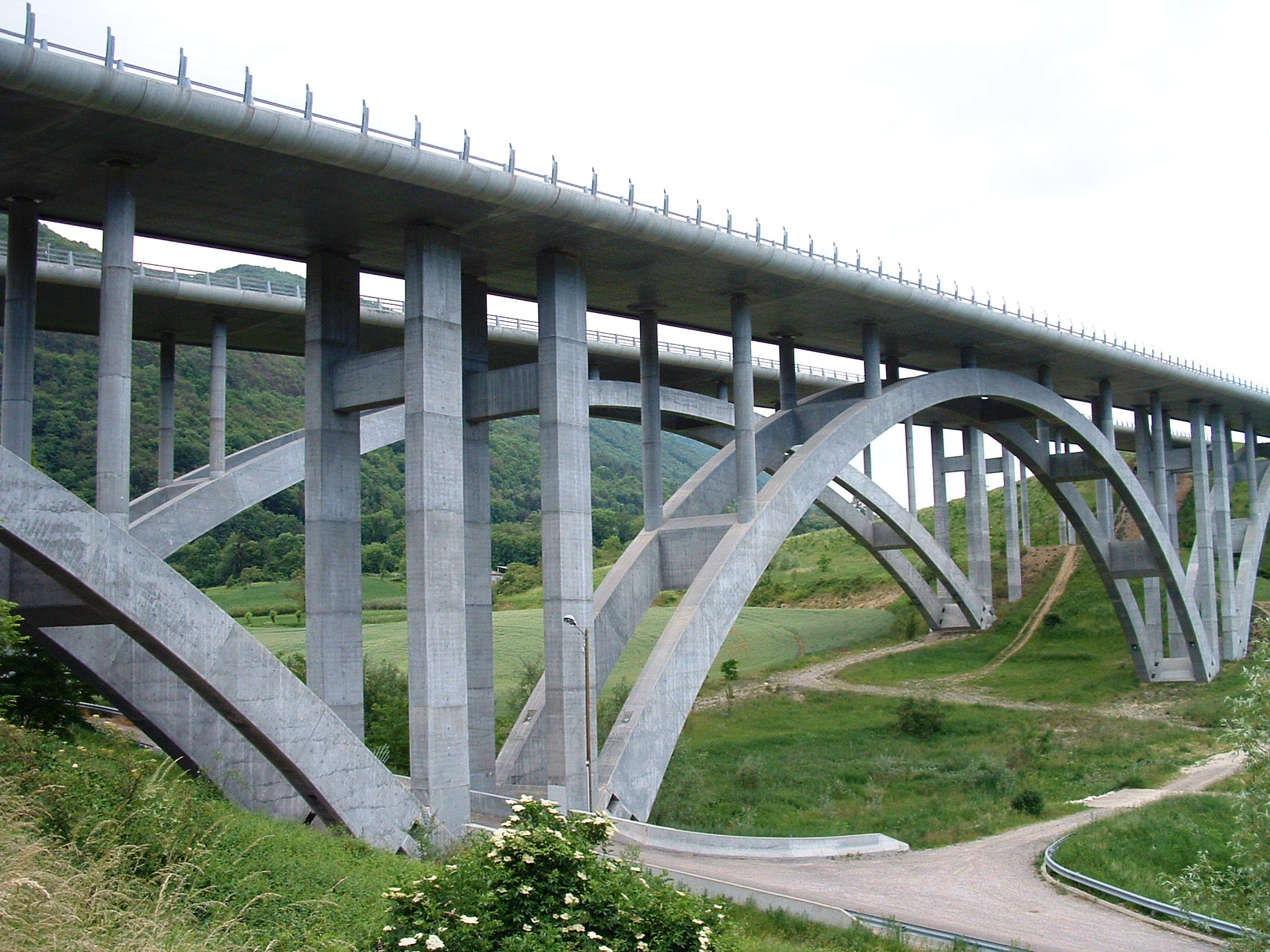
Les viaducs autoroutiers du Crozet.
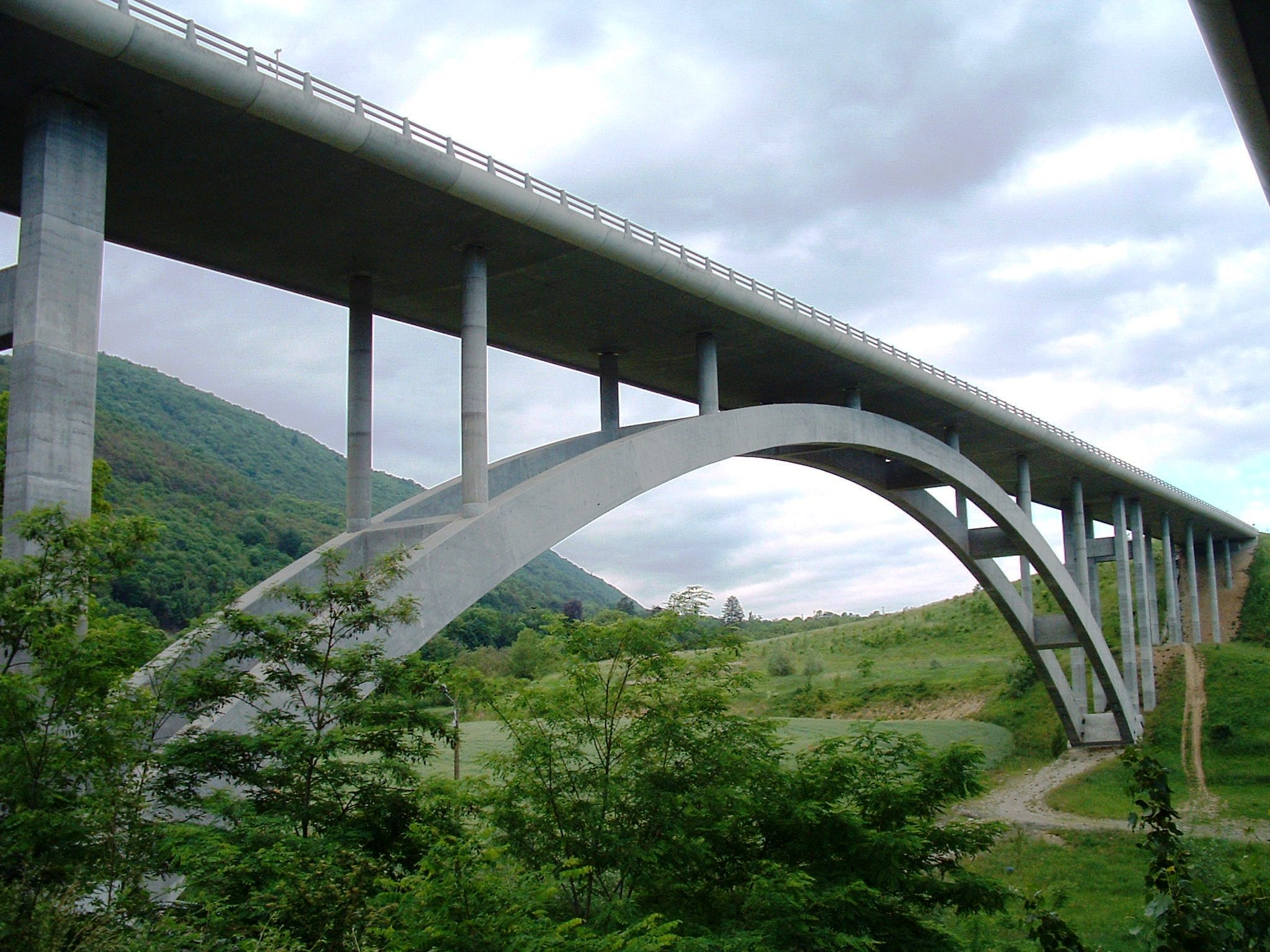
Le pont ouest du viaduc du Crozet.
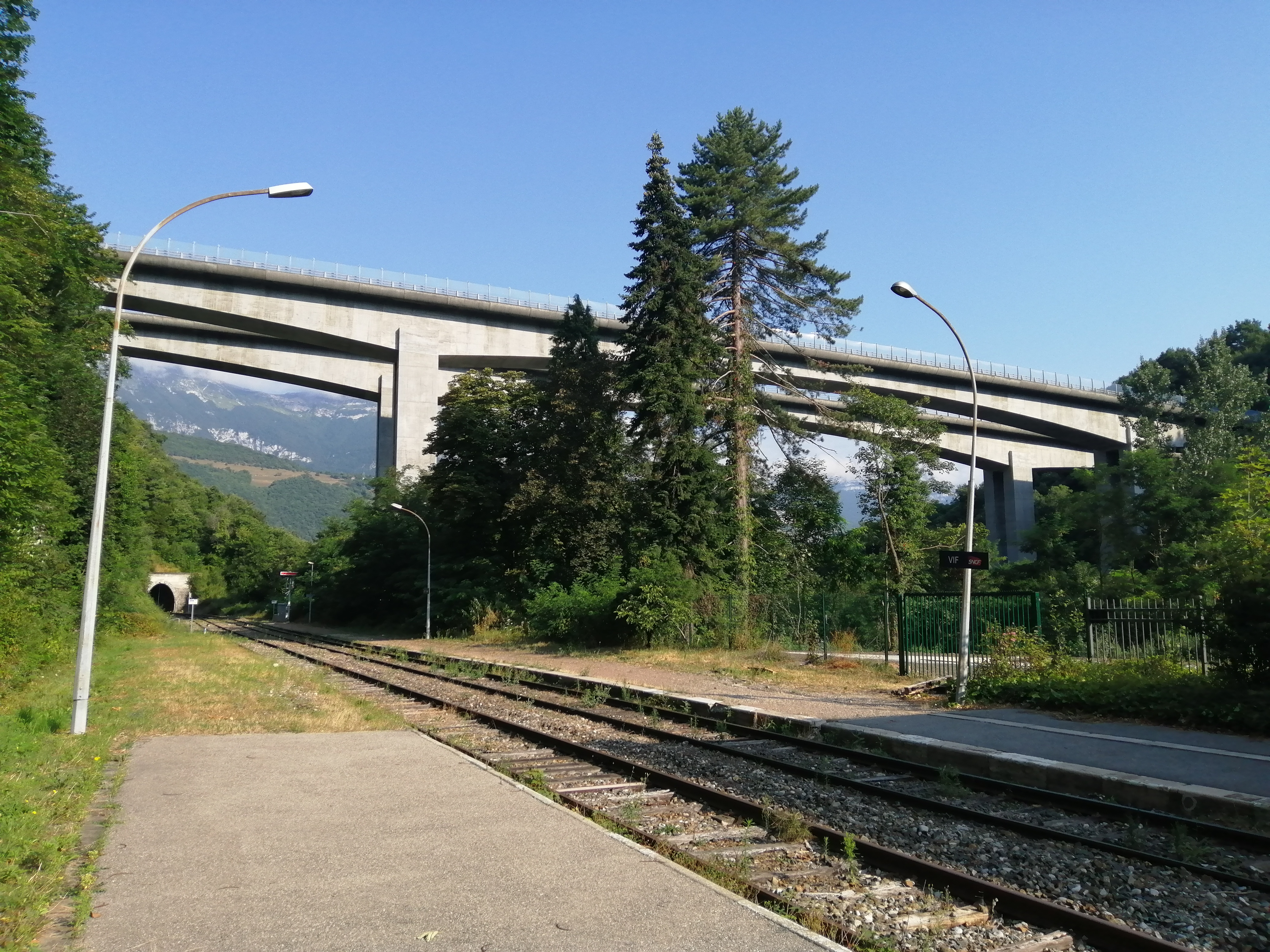
Le viaduc de La Rivoire depuis la gare.
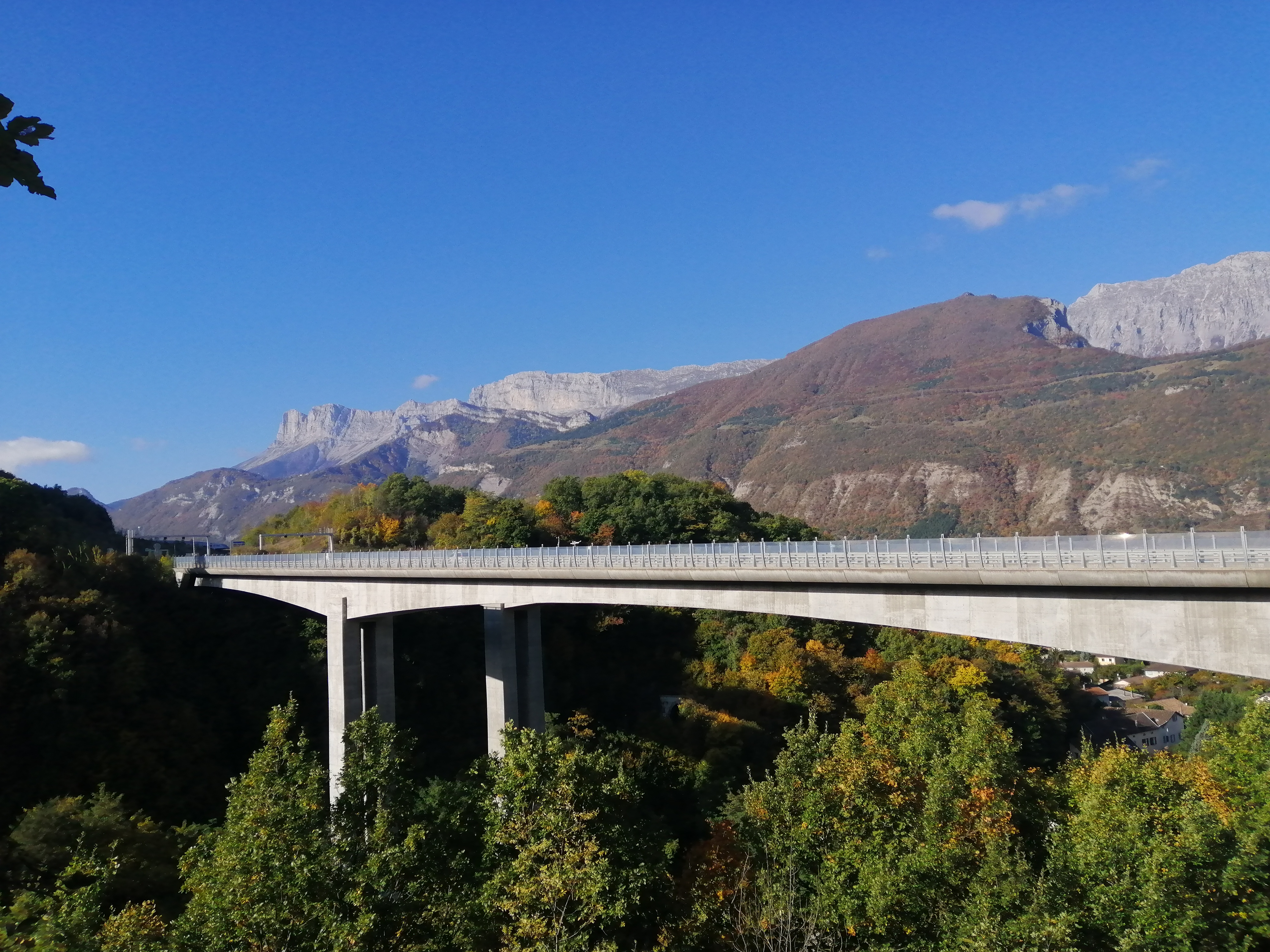
Le viaduc de La Rivoire et le balcon Est du Vercors.

##### Le pont de pierre

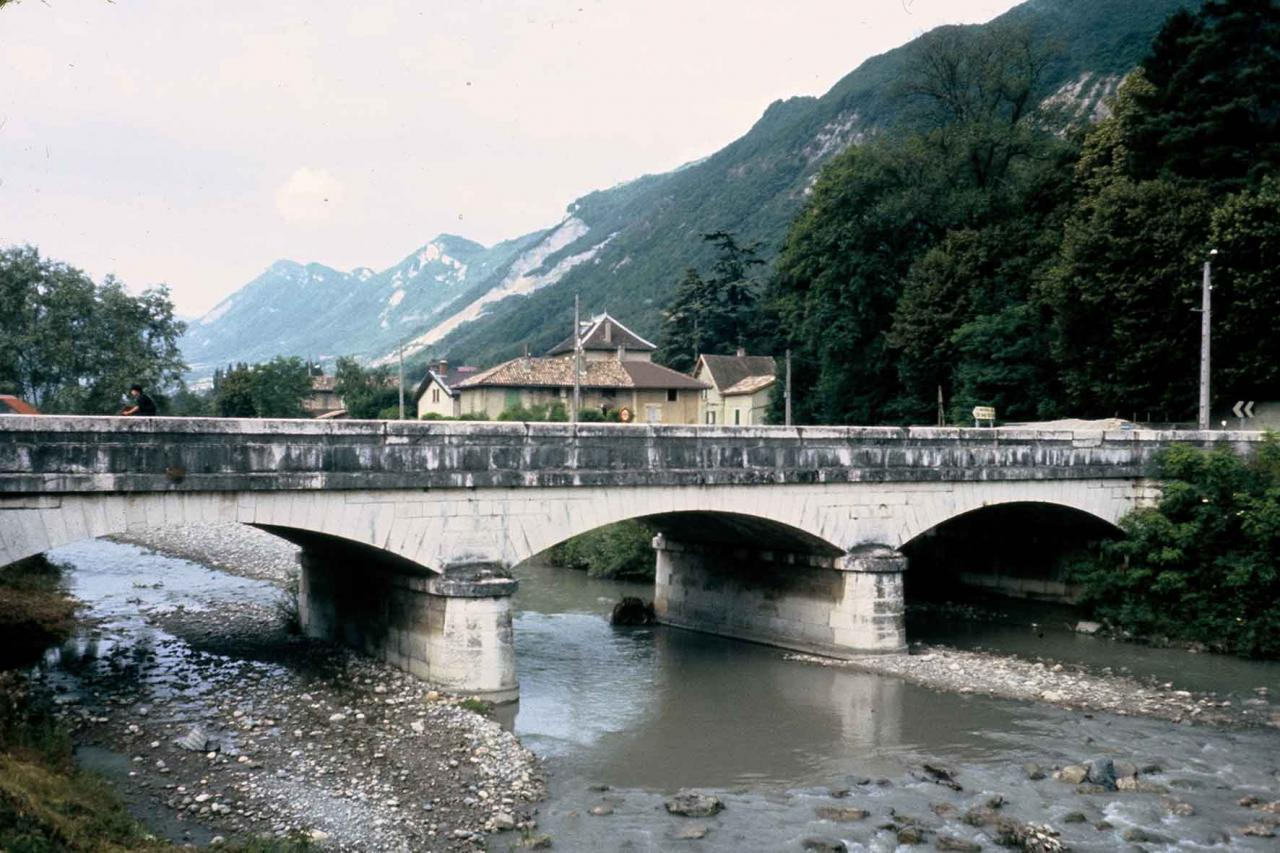
Le pont de pierre.

Plus vieux pont traversant le torrent de la Gresse sur le territoire vifois, le pont de pierre a été édifié en 1832 après une importante campagne d'endiguement de la Gresse entre Vif et Varces, succédant à plusieurs ponts en bois (dont les plus vieilles traces remontent à 1710), tous emportés par les nombreuses crues de la rivière.
Le pont de pierre se situe au niveau du centre-ville de Vif et du domaine du Breuil (ancien couvent de la Visitation) et permet de relier le boulevard Faidherbe avec l'avenue de Rivalta. Il permet aussi le passage de la route nationale 75 (D 1075) par-dessus la rivière.
Le pont de pierre est un pont en maçonnerie long d'environ 40 mètres et large de 7 mètres, possédant trois voûtes en plein cintre ainsi que deux piles.

#### Patrimoine religieux
Dans ce patrimoine se trouvent notamment les deux églises du village, le cimetière communal, ainsi que plusieurs anciens couvents :

##### L'église romane Saint-Jean-Baptiste

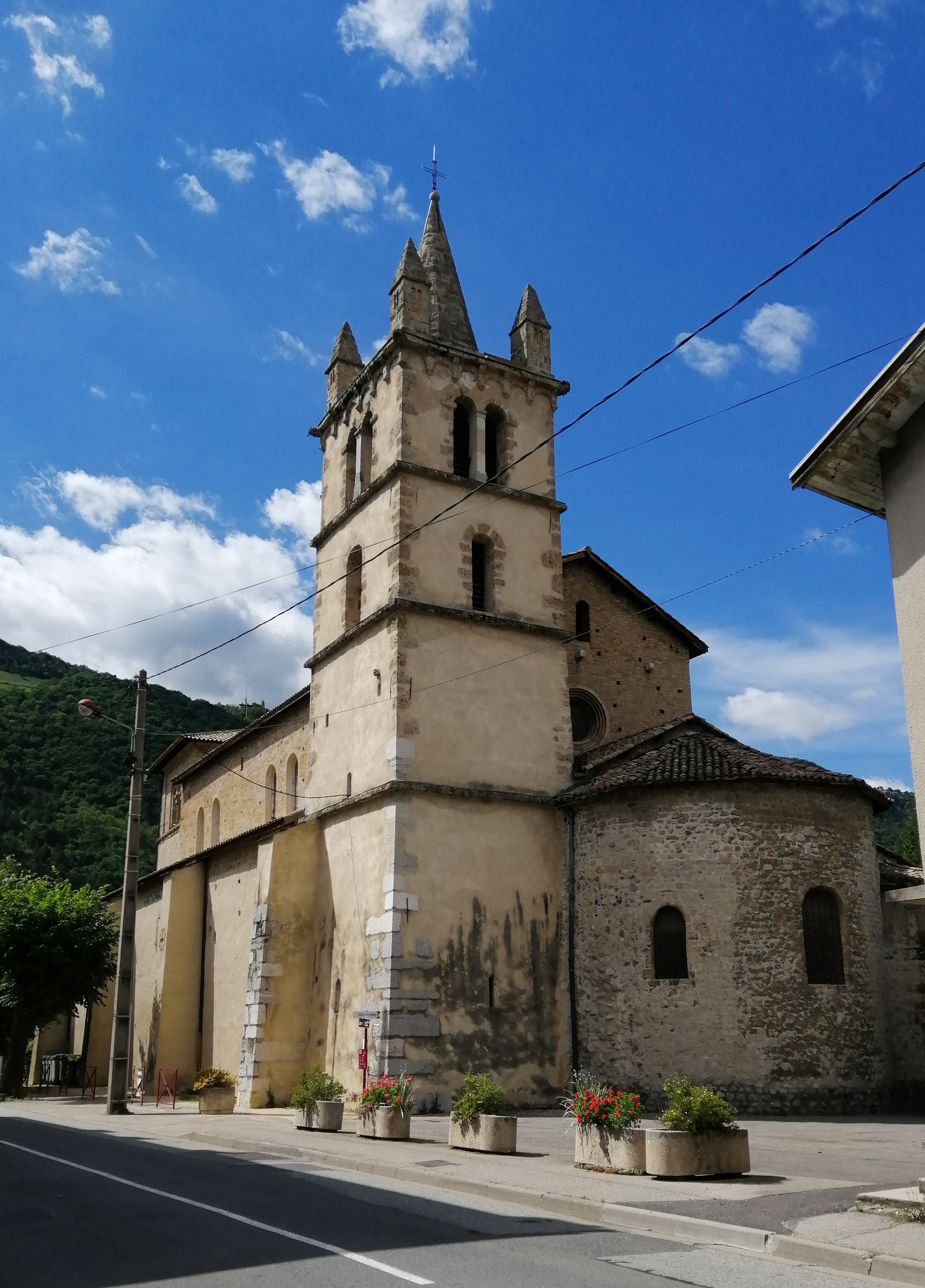
L'église Saint-Jean-Baptiste de Vif.

Inscrit MH (1926),  Classé MH (2011), située au cœur de Vif, elle est classée « monument historique » en totalité par l'arrêté du 19 avril 2011. Ce bâtiment fut à la fois église paroissiale et centre d'un prieuré bénédictin assujettis à Saint-Laurent de Grenoble. L'édifice a conservé un beau chevet qui est daté de la première moitié du XIIe siècle, ainsi que des parties des murs des bas-côtés datant de la même époque. La nef centrale et les bas-côtés furent reconstruits au XIIIe siècle, sur le modèle de la cathédrale de Grenoble. Récemment, de nombreuses peintures murales datant du XIIe au XIVe siècle furent découvertes sous plusieurs couches de badigeons dans la nef. D'après les sondages effectués, elles s'étaleraient sur plusieurs centaines de mètres carrés. Quelques éléments de ces peintures ont été exhumés et sont visibles. Ils représentent des visages de saints sur un fond de couleur rouge vermillon, une scène de résurrection, un dragon… donnant une nouvelle perspective des peintures médiévales. Courant 2007 une demande fut déposée au service des monuments historiques pour le classement de ces peintures et permettre ainsi une participation de l'État afin d'effectuer les travaux de restauration.

##### L'église Sainte-Marie du Genevrey
Classé MH (1908), cette église se trouve dans le hameau éponyme et qui fut absorbé par la commune de Vif entre 1790 et 1794. Ce monument, comme l'église Saint Jean-Baptiste, remonte au XIIe siècle et montre les différents procédés et phases de construction de l'époque dans le pays vifois et plus largement dans le proche Trièves. Le clocher latéral et sa flèche en tuf datent du milieu du XIIIe siècle. Une intéressante peinture de la Vierge au manteau du XVIe siècle surmonte le linteau de la porte de l'église,. Cet édifice religieux est classé au titre des « monuments historiques » par arrêté du 1er décembre 1908.

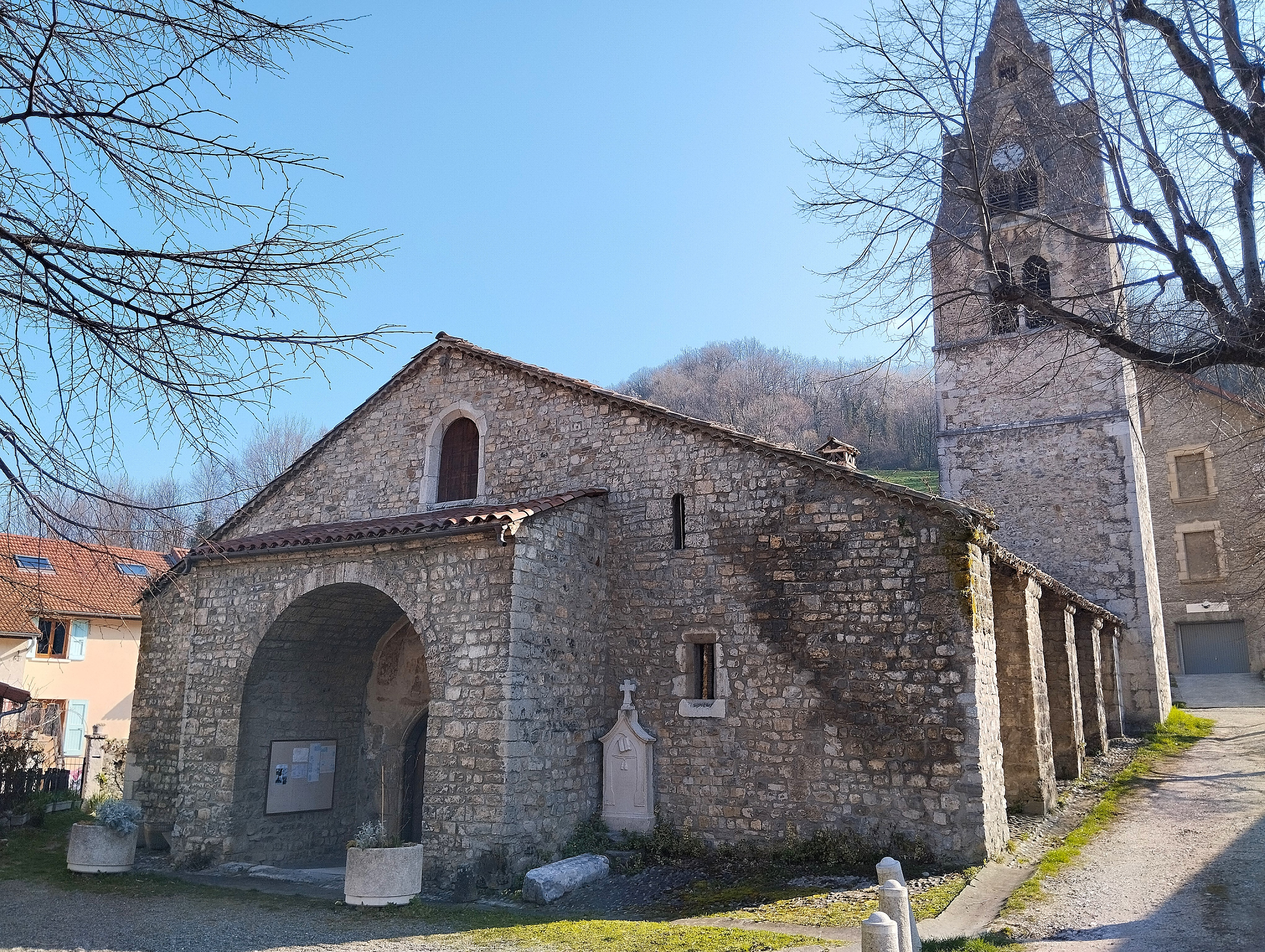
L'église Sainte-Marie du Genevrey.

Au Genevrey toujours, la croix en pierre érigée au XVe siècle a aussi été classée au titre des monuments historiques le 11 février 1911.

##### Couvent de la Visitation Sainte-Marie
Édifié en 1926 dans le domaine du Breuil, sur l'ancien site du couvent des Dominicains (datant de 1640), le couvent de la Visitation Sainte-Marie fut fermé en 2006 après le départ des dernières visitandines qui ont été dissoutes par l'Ordre de la Visitation de Rome pour des raisons de santé. Le bâtiment, lui, fut laissé à l'abandon pendant dix ans puis fut en grande partie détruit lors d'un incendie le 6 mars 2016. Il sera finalement entièrement rasé en janvier 2020, et un projet de construction de 45 logements (dont 10 sociaux) est désormais en cours,.

##### Hôtel de ville

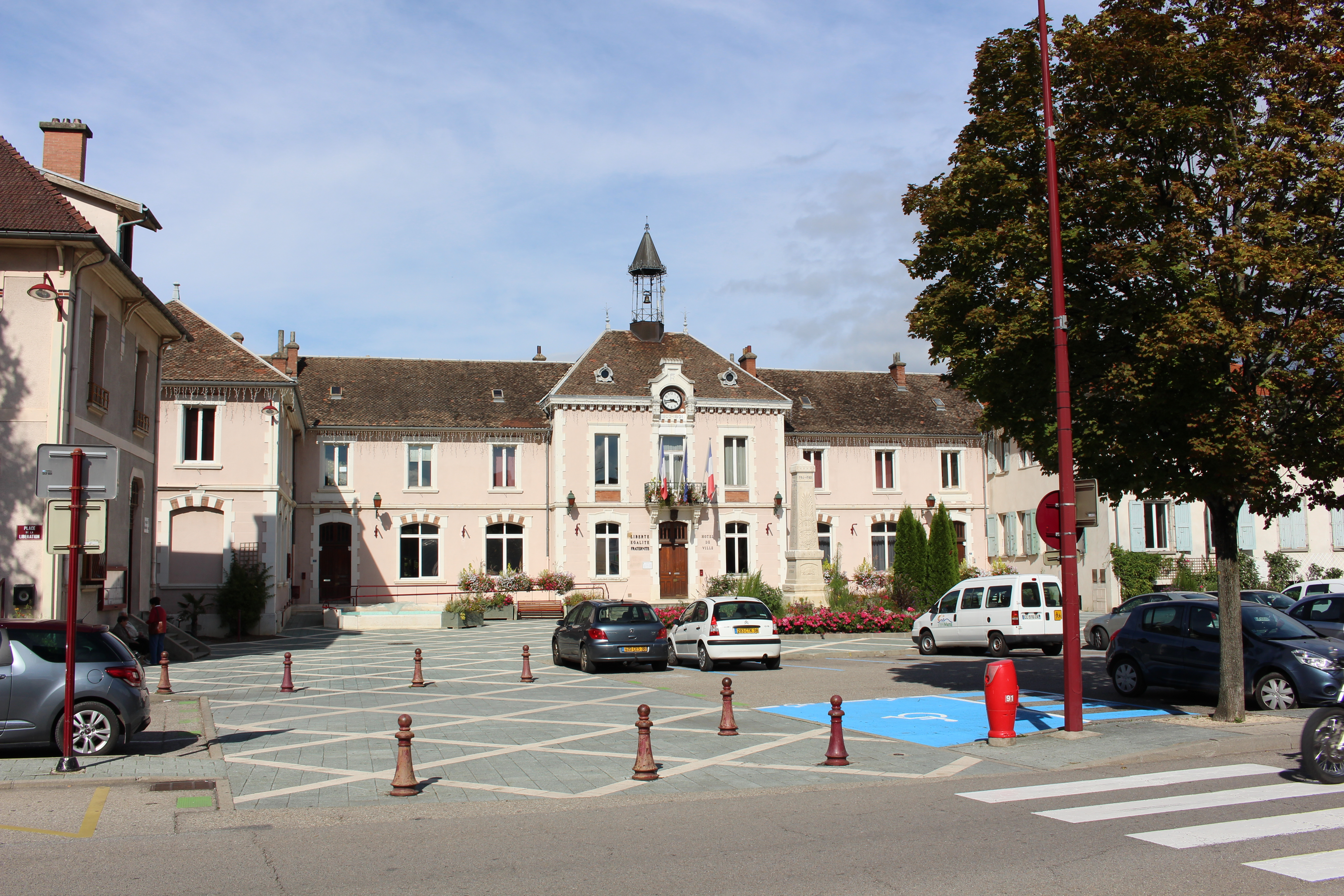
L'hôtel de ville et la place de la Libération.

Le bâtiment de la mairie est situé sur la place de la Libération. Composé d'un clocheton en fer qui couronne le faitage de sa toiture, l'hôtel de ville était à l'origine un ancien prieuré puis, à partir de 1662, un couvent de l'Ordre de Sainte-Ursule (dont les seules traces sont désormais une fenêtre à meneaux sur la façade ouest du centre des Finances Publiques, autrefois maison des religieuses).
Sa partie est, celle de l'actuel Trésor Public, a été transformée durant le XVIIIe siècle en filature de soie par la famille Berriat avant d'être racheté par la municipalité d'Aimé-Louis Champollion-Figeac le 28 août 1873, qui transforma le bâtiment en mairie-école.

#### Patrimoine industriel
De nombreux vestiges d'archéologie industrielle liés à l'exploitation et la fabrication du ciment artificiel se trouvent encore sur la commune.

##### Ancienne cimenterie Vicat

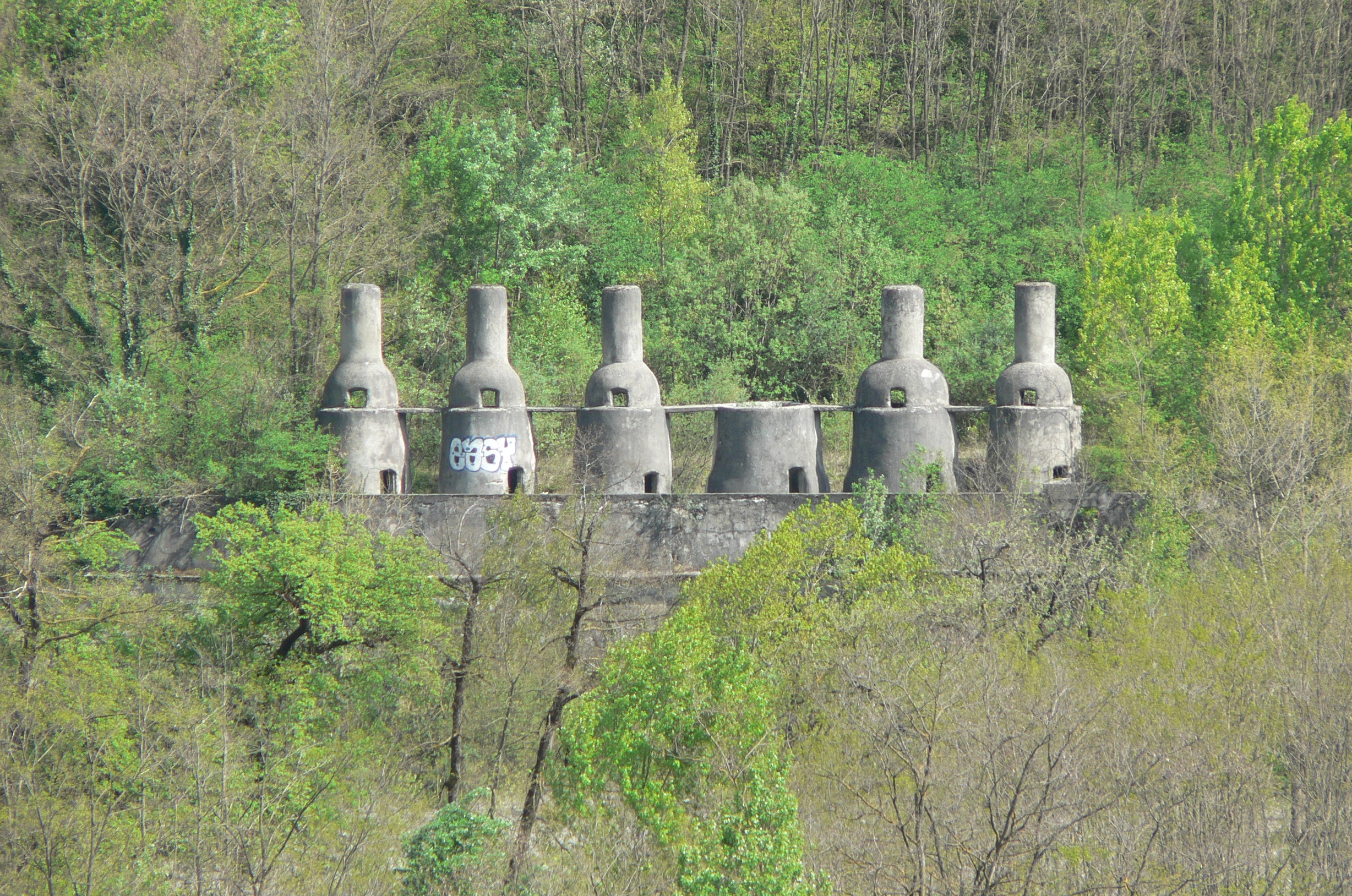
Fours-biberons du Genevrey.

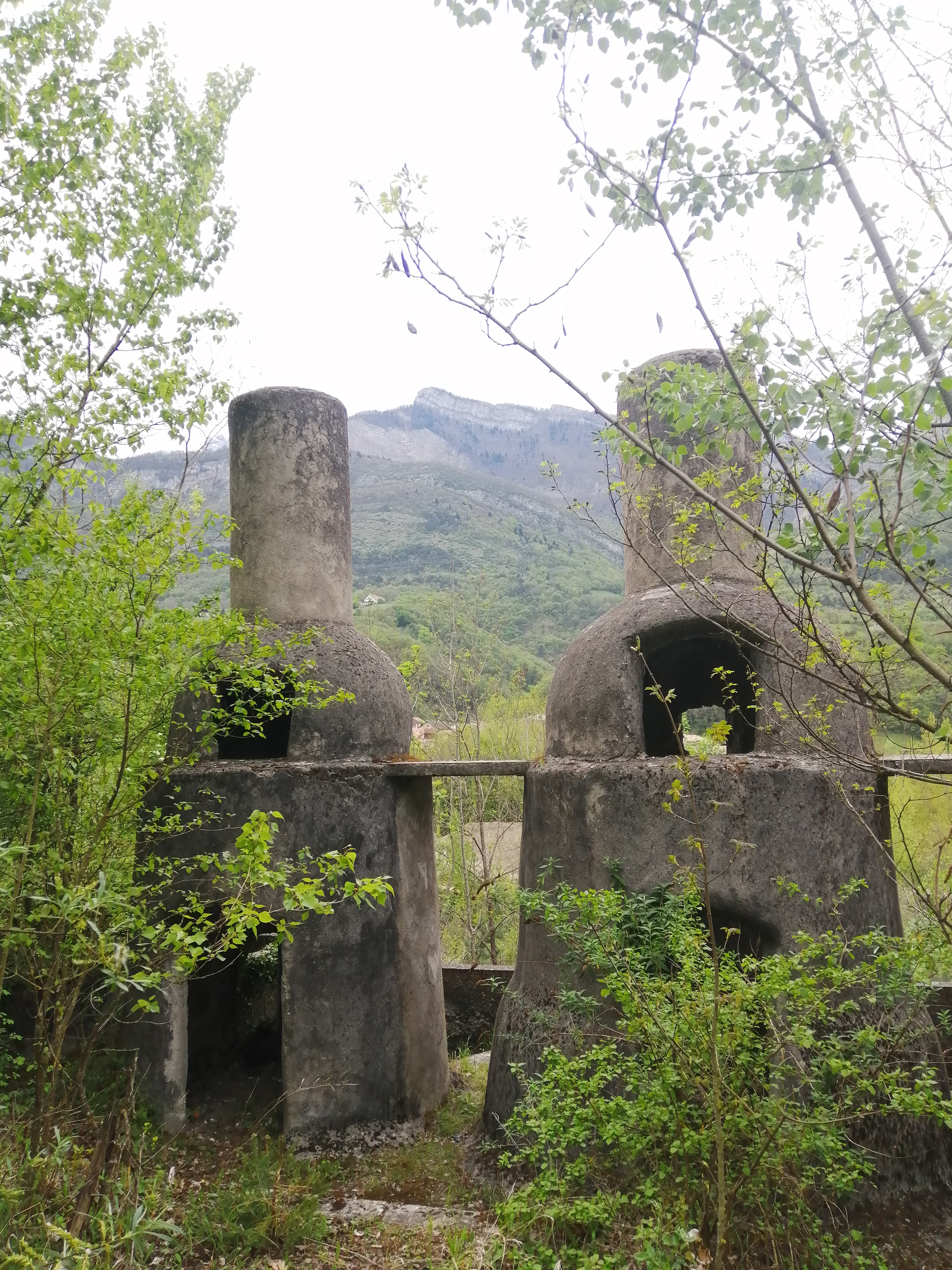
Détail des fours-biberons.

C'est à Vif et plus précisément dans le hameau du Genevrey que Joseph Vicat a fait construire la toute première usine de ciment en 1857, après avoir édifié les premiers fours-biberons en 1853. La Société des Ciments Vicat y a aussi été fondée en 1867.
En 1865, l'usine était composée de silos, de bâtiment de bluterie pour la chaux, d'une série de 14 fours-biberons, de hangars et d'ateliers pour la fabrication de carreaux, d'une machine à broyer. En 1871 sont construits 4 nouveaux fours et un mur canal sur la rive droite de la Gresse. En 1937, Vicat fait construire une usine plus moderne sur l'ancienne ; entre 1960 et 1976 travaillaient entre 220 et 170 ouvriers dans l'usine et les carrières. L'usine fut délaissée autour de 1973 au profit des autres usines Vicat implantées à Saint-Egrève et Voreppe avant de fermer définitivement en 1976. La cimenterie fut rasée en 1999. Aujourd'hui il ne reste plus que les fours-biberons qui sont le témoignage de la présence de la cimenterie construite par le fils de Louis Vicat, dans le but de fabriquer du ciment à prise lente,. Le site est aujourd'hui une friche industrielle interdite d'accès.

### Patrimoine culturel et historique

#### Musée Champollion

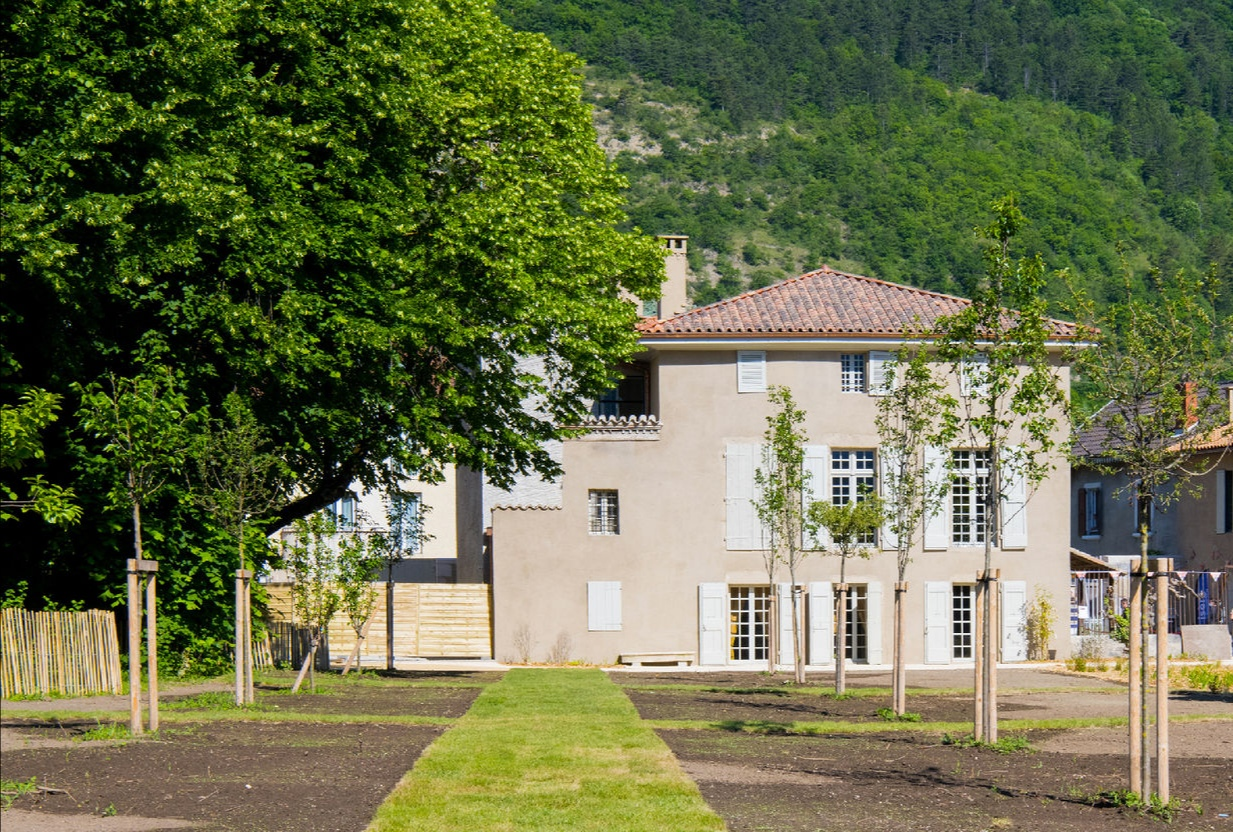
La propriété Champollion en juin 2021.

Inscrit MH (1994), la maison Champollion, aussi appelée le « Domaine des Ombrages », se situe au centre de Vif au no 45 de la rue éponyme. Elle était la résidence de campagne des deux frères Jacques-Joseph et Jean-François Champollion mais aussi leur lieu de travail. Cette dernière fut acquise par le beau-père de Jacques-Joseph, Pierre Berriat (père de Hugues Berriat et Zoé Berriat, épouse de Jacques-Joseph). Certaines parties de la résidence comme la magnanerie, les hangars, les jardins etc. sont classés monuments historiques depuis 1994. La maison fut acquise par le conseil général de l'Isère en 2001 qui en a fait un musée consacré à l'histoire des deux frères. Elle possède une collection d'une vingtaine d'objets eux aussi classés parmi lesquels un buste de Jean-François Champollion par Antoine Étex, des tableaux de Madame de Rumilly représentant les deux frères et leur famille, des objets que Jean-François Champollion ramena de ses campagnes en Égypte (poignard, costume), un fac-similé de la Pierre de Rosette datant des années 1820,.

Jean-François Champollion, qui fit de nombreux séjours au domaine des Ombrages jusqu'en 1826, dira de Vif : 
« Je comptais beaucoup travailler à Vif, mais le repos et le calme des champs ont détendu tous mes ressorts. »

#### Maisons remarquables

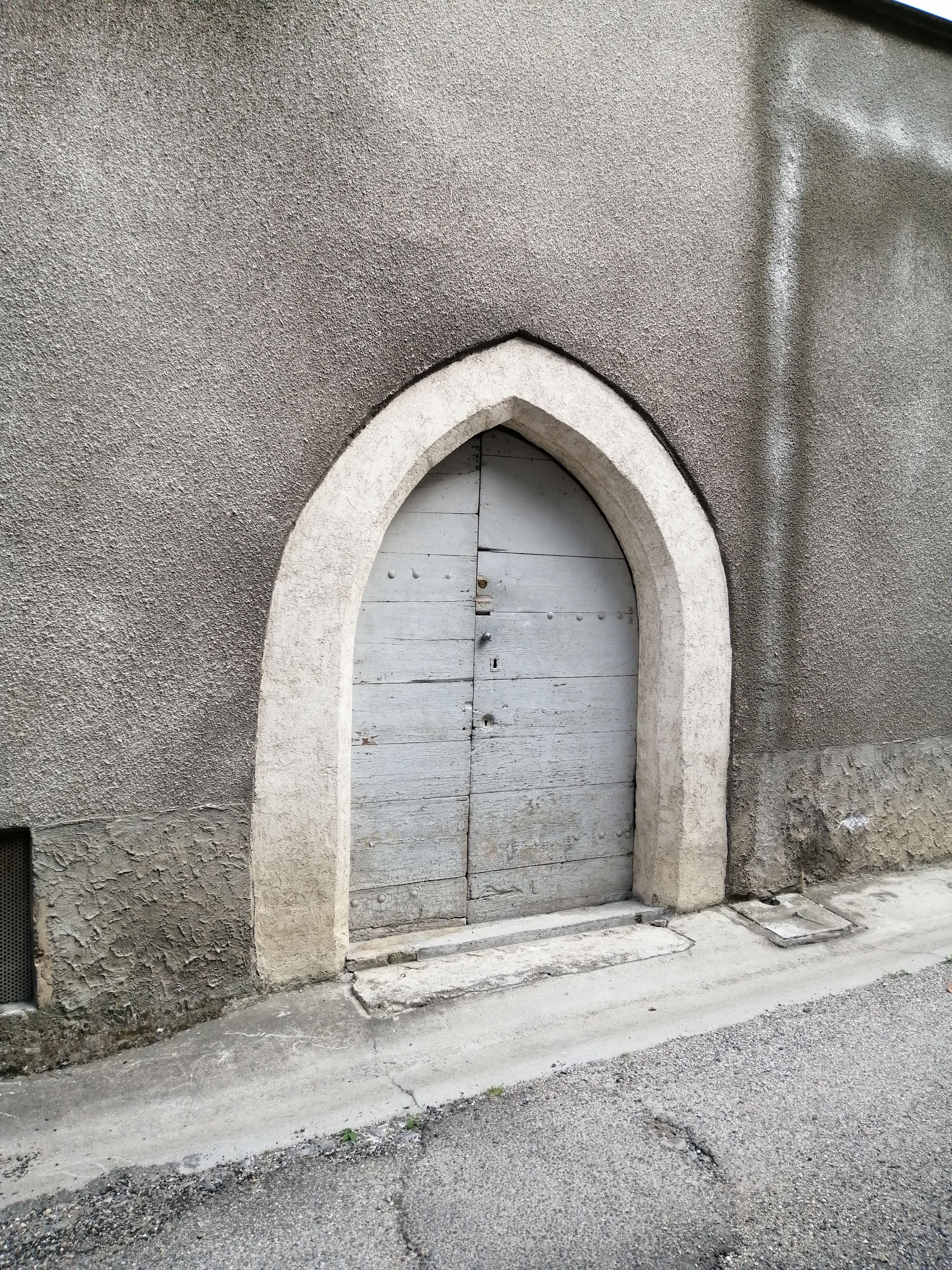
Porte médiévale rue Randon.

Différentes maisons fortes se trouvent encore sur le territoire de la commune : la maison forte de Malissière (la « Perrière »), la maison forte de Roussières, toutes deux inscrites dans le mandement de Vif, la maison forte du Molard (à Champrond), la maison forte de Raymond de Sala (Chabottes), la maison de la Merlatière (construite en 1719 par Amédée Paulin), le château de Sallandière (au Crozet) ou encore le château des Épées (plaine de Reymure).
Le hameau de Genevrey, lui, conserve l'organisation architecturale de l'habitat médiéval et plusieurs anciennes bâtisses dans le centre-bourg de Vif conservent l'allure d'une architecture médiévale.

Le centre-bourg possède aussi un grand nombre de maisons bourgeoises et de maisons de maître datant des XVIIIe siècle, XIXe siècle et début XXe siècle, comme la maison Viallet (place des Onze Otages), la « villa Lucie » aux Garcins, la maison Jallat du domaine du Pré Métral, l'ancien domaine des Allavets (actuel complexe sportif Aimé Pariat) ou encore la maison Champollion… 

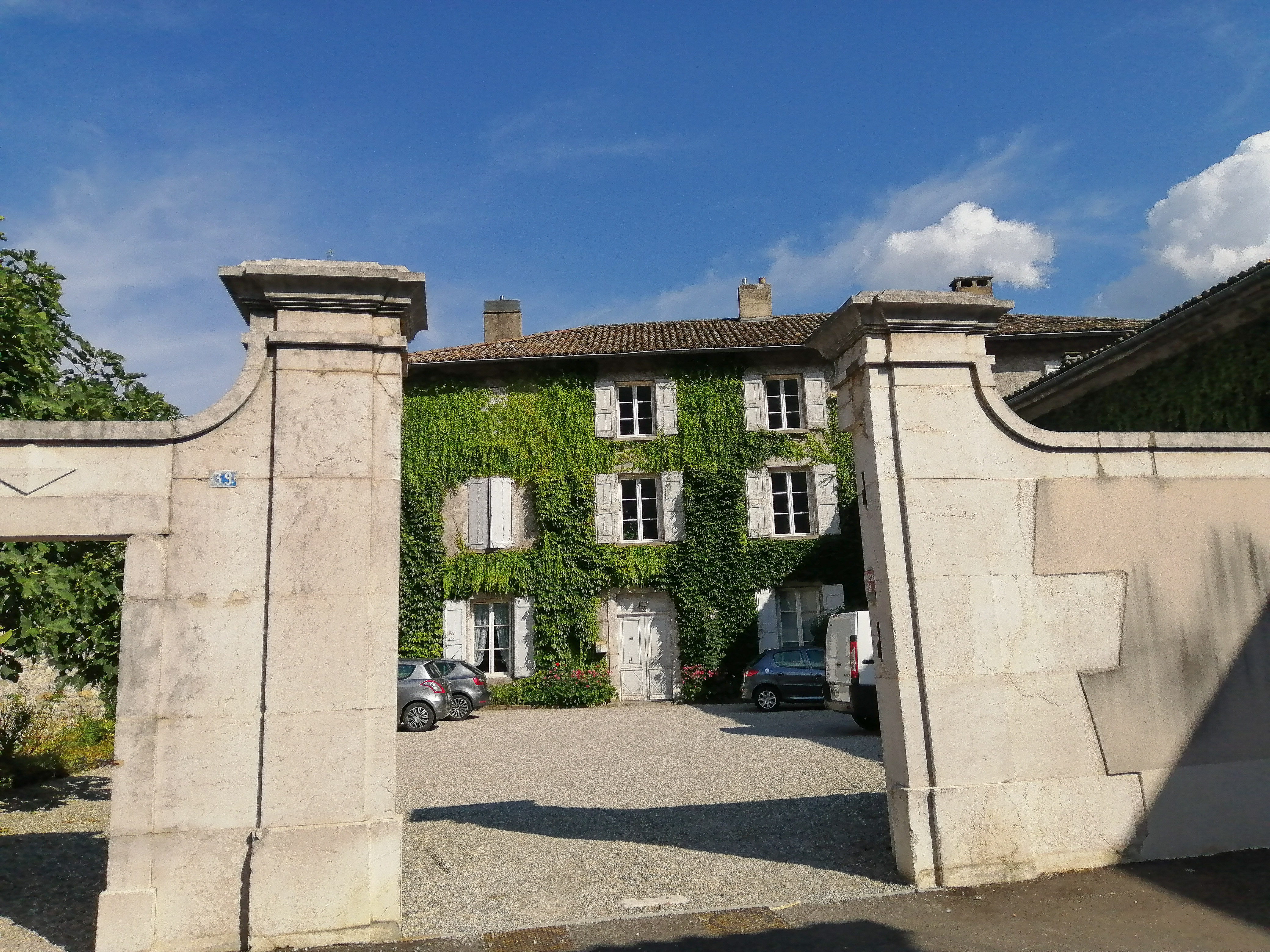
Maison bourgeoise au 39, rue Champollion.
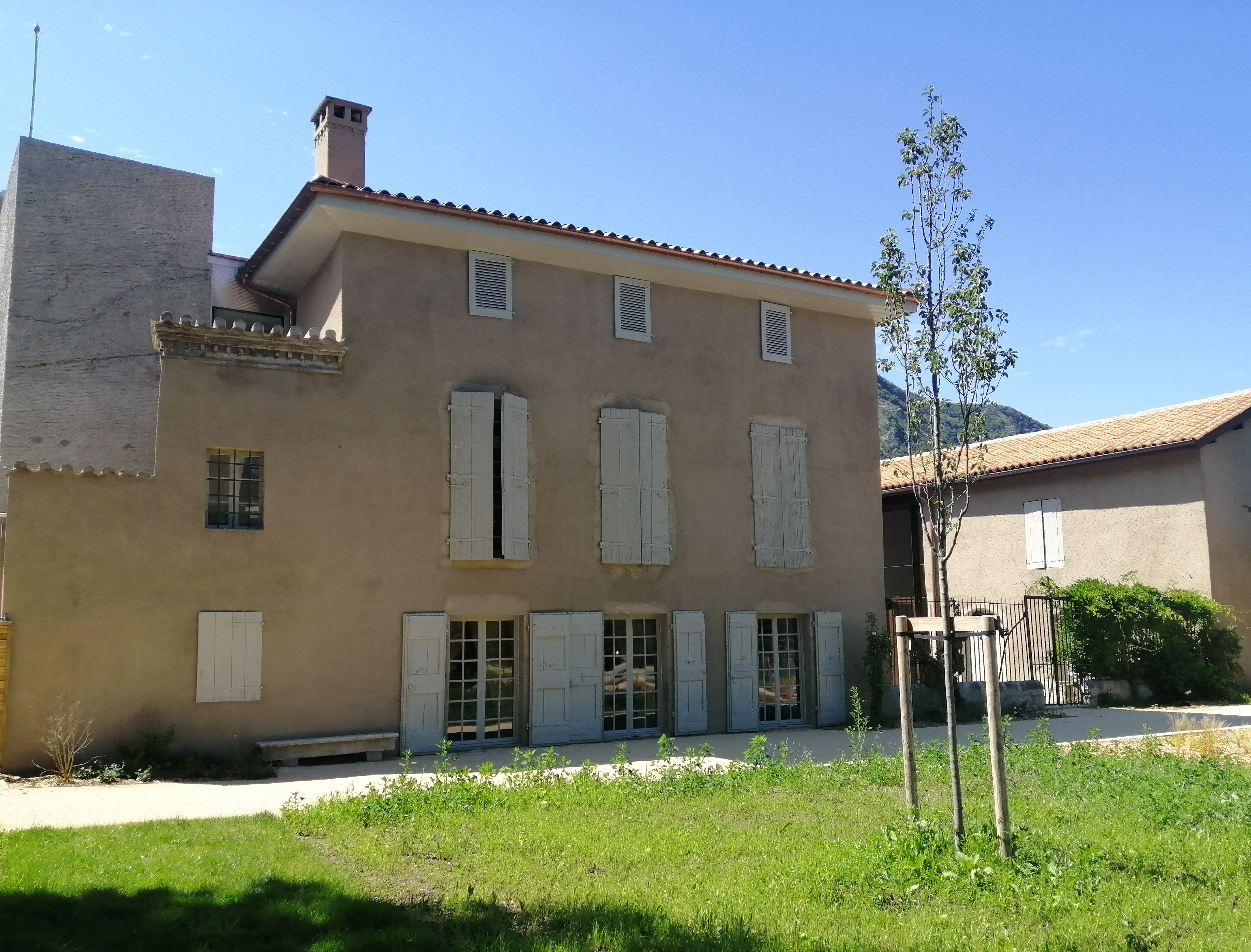
La maison de maître du Musée Champollion.
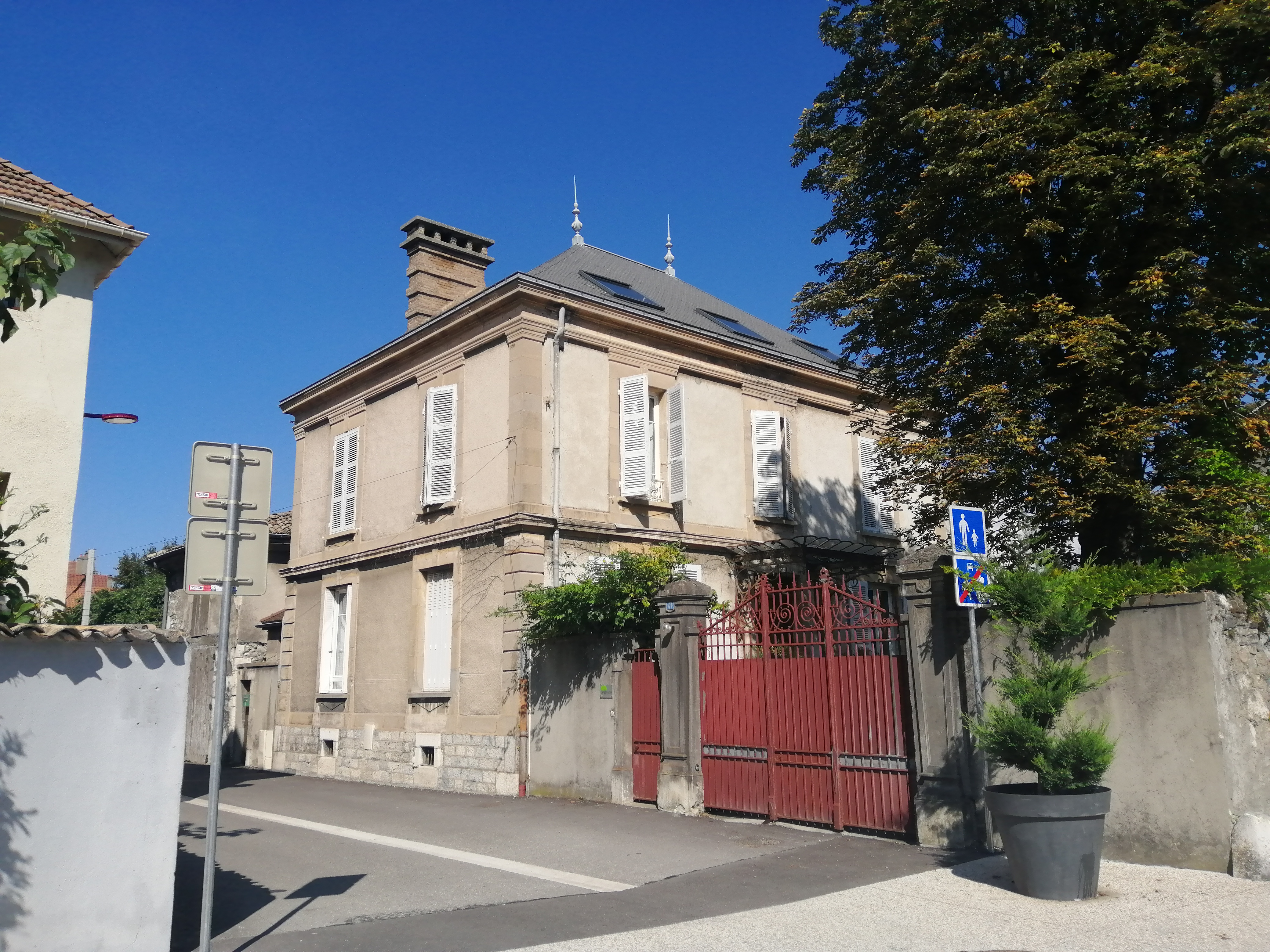
Maison bourgeoise au 41, rue Champollion.

#### Château fort d'Uriol
Sur le rocher de Saint-Loup et la montagne d'Uriol, occupés dès la préhistoire, on trouve encore quelques vestiges du château féodal d'Uriol. Celui-ci apparut pour la première fois au XIe siècle et finit par tomber en ruine durant la première moitié du XVIIe siècle.

#### Château des Chaléon (ancien château des Dauphins)
Originellement appelé château des Dauphins, ravagé durant les guerres de Religion puis rebâti par les familles Chambrier et Chaléon à la fin du XVIIe siècle, il était le château le plus important de Vif et celui qui perdura le plus longtemps. Remanié au fil des siècles et en grande partie rasé en 1963 au profit du nouveau bureau de poste municipal, il n'en reste aujourd'hui plus que l'aile ouest, située sur la place Berriat. Avant sa destruction, le château s'étendait sur deux étages ; il était composé de deux tours d'angle occidentales, d'une toiture de style Louis XIII, et ses façades sud ouvraient sur un petit parc boisé cerné de hauts murs. Le domaine, selon le cadastre napoléonien de 1811, avait la forme d'un quadrilatère et possédait une cour, des jardins, un cellier ainsi qu'une orangerie,; il était vaste d'environ 1,5 hectares.
Ce château connut différentes appellations liées aux familles qui l'ont habité : château des Dauphins, dit de Vif, château Chambrier de l'Isle, château des Chaléon (à partir de 1675), château Tardy de Montravel (à partir de 1840), château de Pelissière (à partir de 1866), et enfin château des Hayes.
C'est au château des Chaléon que séjourna le peintre Diodore Rahoult en octobre 1844, où il fit plusieurs dessins de la propriété ainsi que des portraits des châtelains de l'époque : M. Eugène Tardy de Montravel (fils de Louis Damien Tardy de Montravel) et Mme de Montravel (née Anne-Jacqueline-Laurence de Chaléon-Chambrier et petite-fille de Laurent-César de Chaléon-Chambrier),,.
Quelques enfants juifs sont cachés dans le château des Hayes durant la Seconde guerre mondiale,.

### Autres monuments
La ville possède plusieurs mémorials notamment deux plaques commémoratives liées à la Seconde Guerre mondiale : une en la mémoire des onze otages, située sur la place éponyme, et une autre en mémoire des trois juifs abattus par la Gestapo à l'intersection entre la rue du Portail Rouge et la rue Champollion. Deux monuments aux morts de la Première Guerre mondiale sont aussi à dénombrer, tous deux en forme d'obélisque : le premier, édifié sur la place de la Libération en 1920, et le second implanté dans le cimetière du hameau du Genevrey, tous deux ornementés de palmes et de casques,.

À cela s'ajoutent trois autres monuments commémoratifs : le mémorial Charles de Gaulle, qui est une stèle érigée en la mémoire du général de Gaulle située en face du rond-point du même nom, une croix en fer du jubilé O. M. I. datée du 28 décembre 1865 et située à l'entrée du pont de pierre, et une croix du Souvenir français placée au Genevrey.

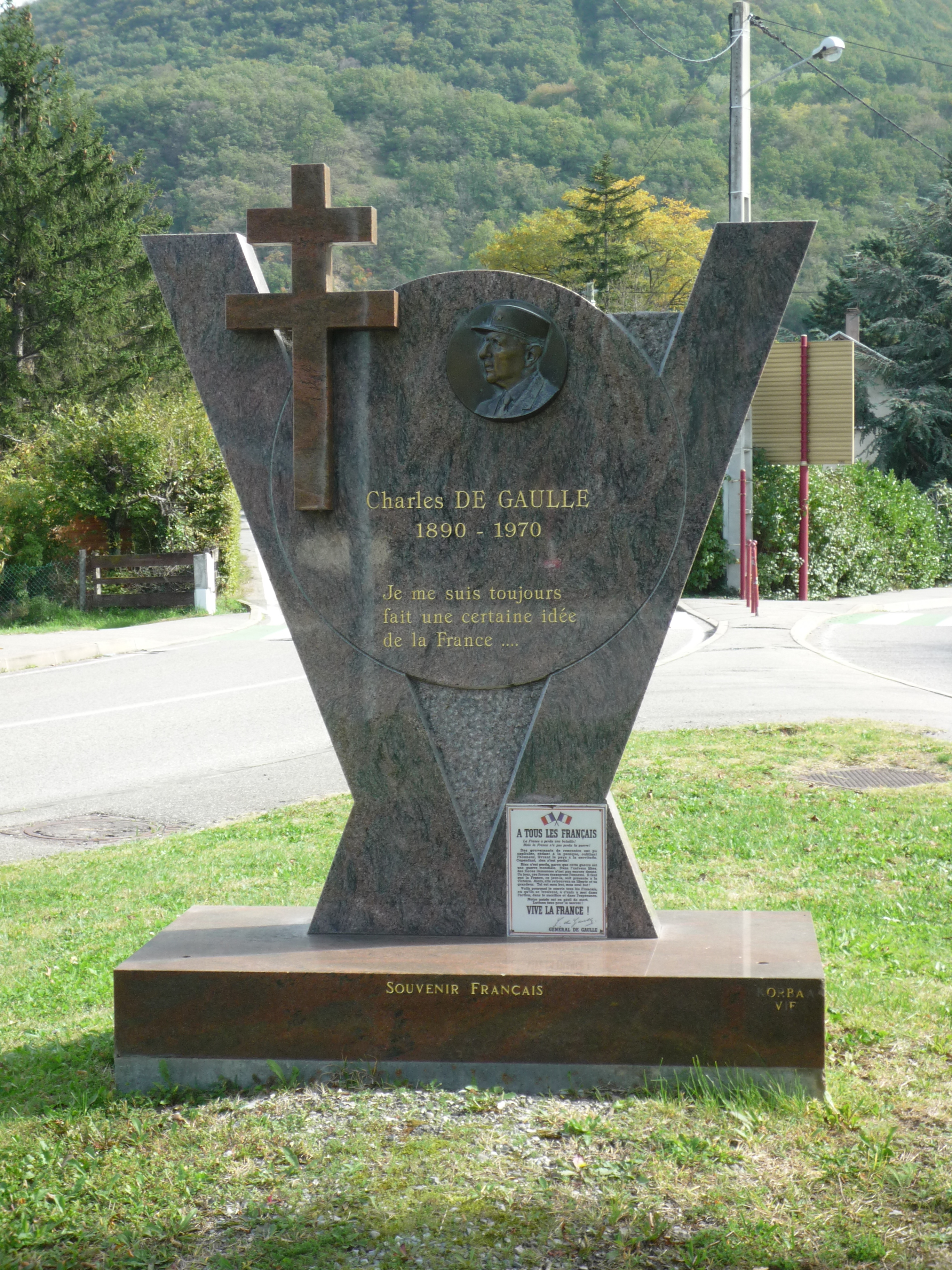
Monument en l'honneur de Charles de Gaulle.
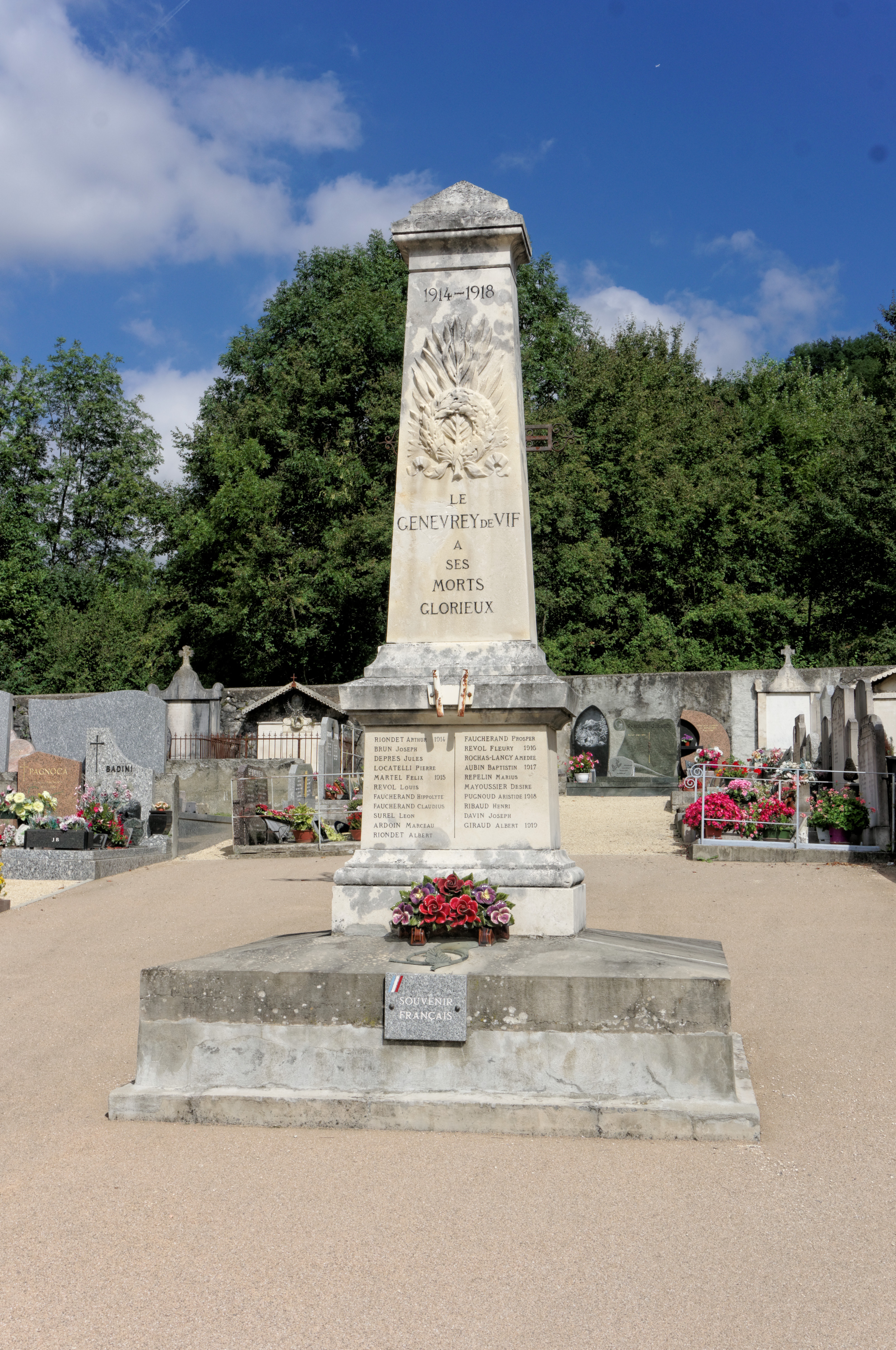
Monument aux morts du cimetière du Genevrey.
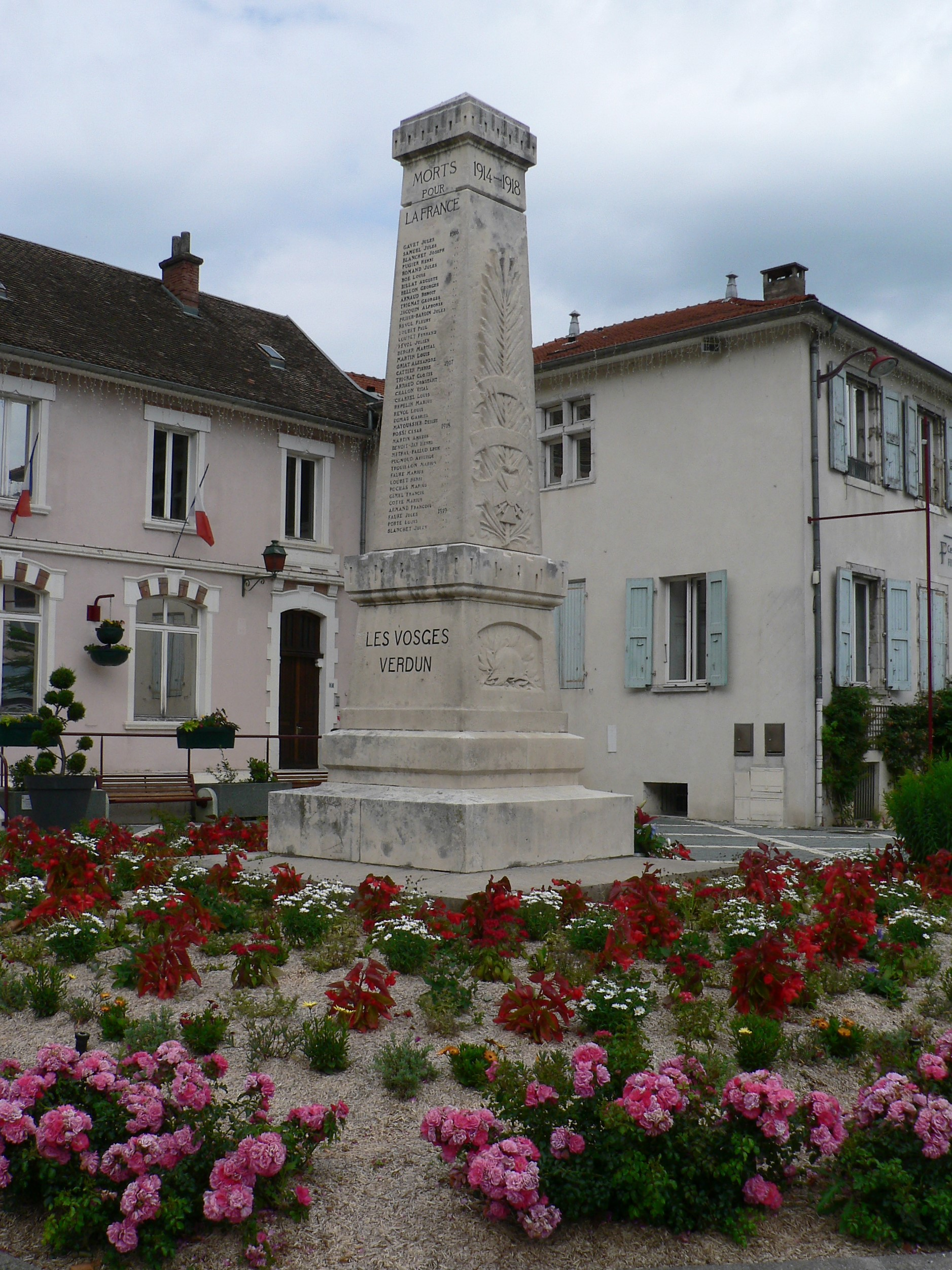
Monument aux morts de la place de la Libération.
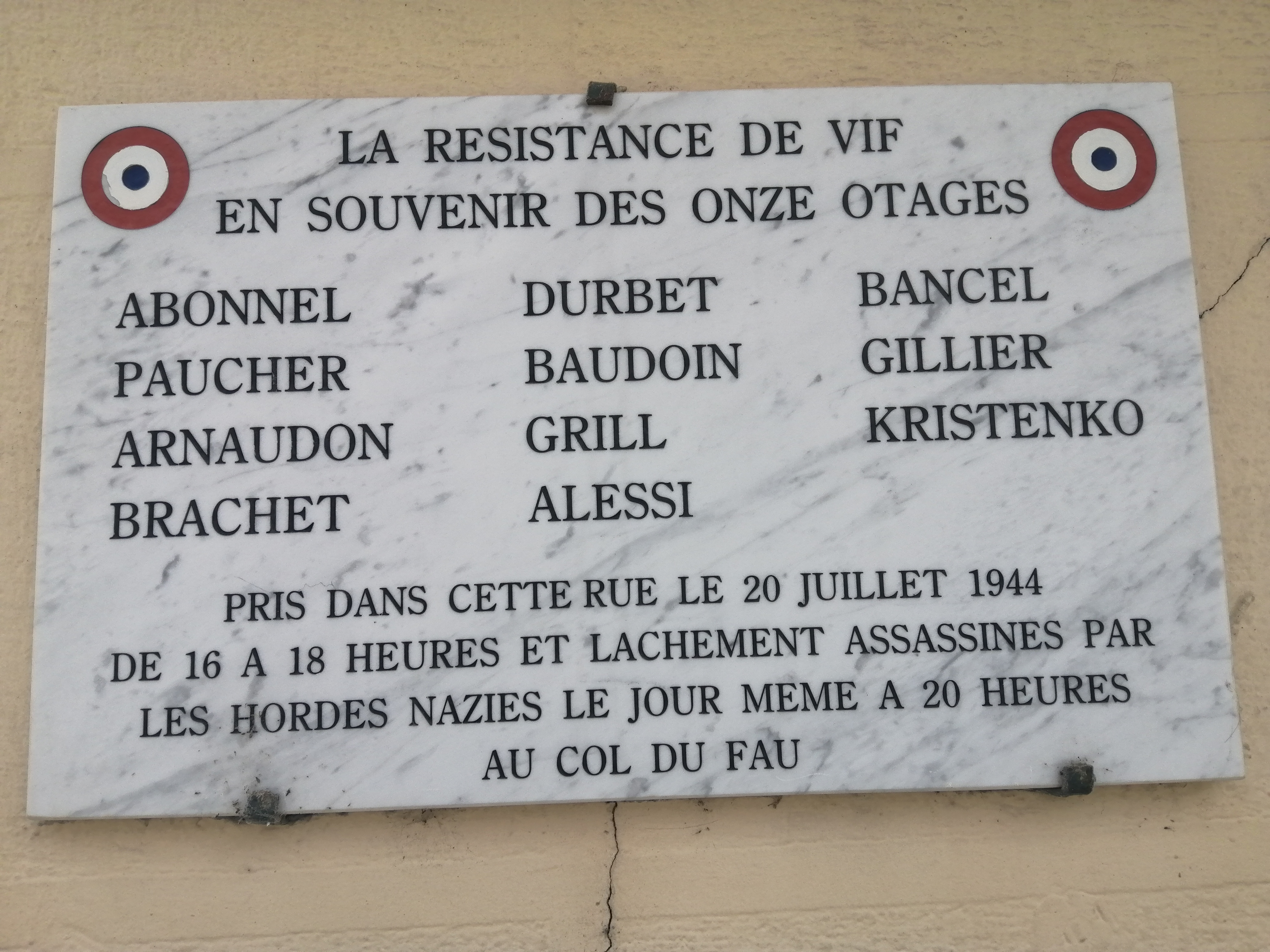
Plaque commémorative des onze otages.
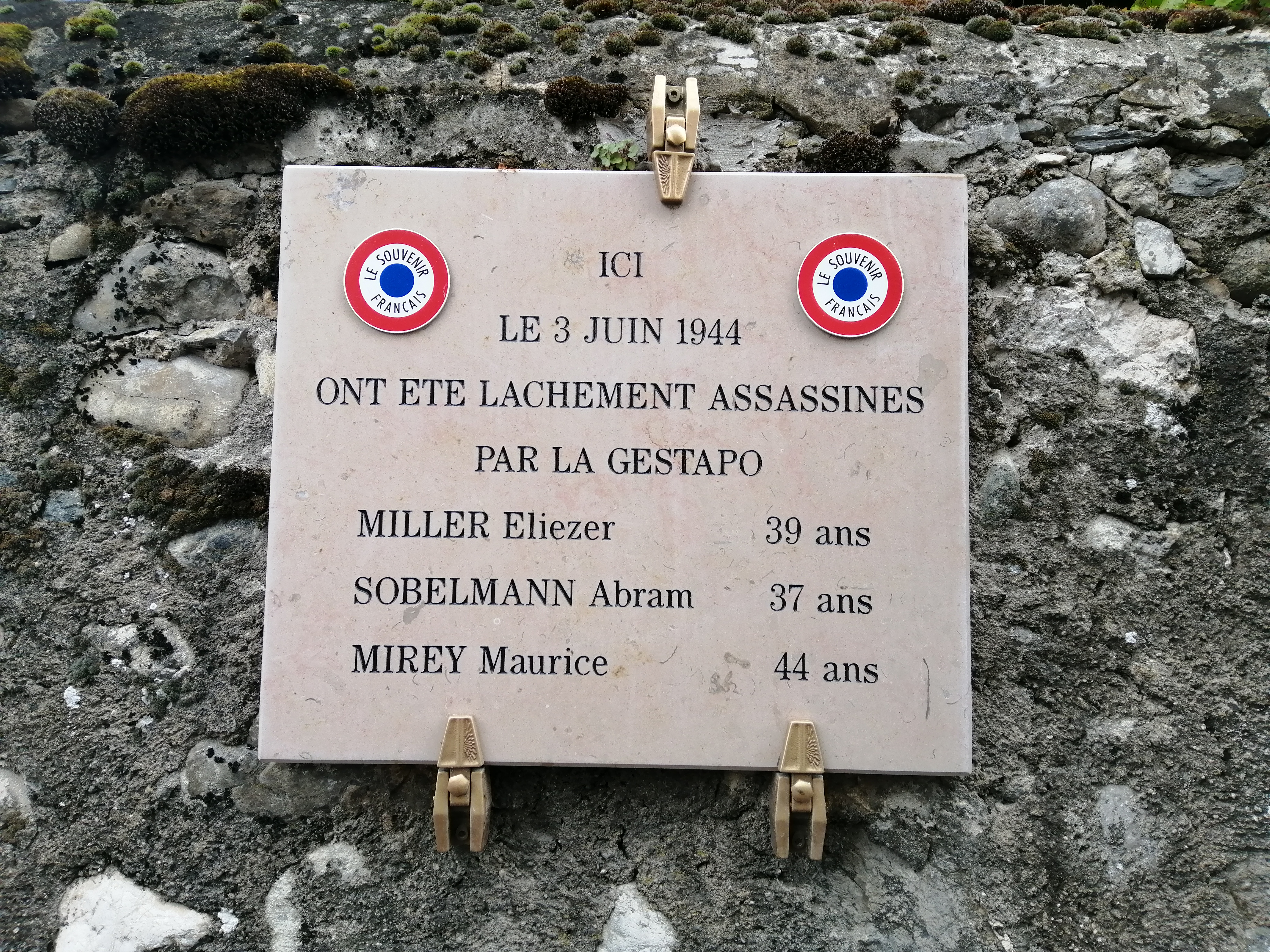
Plaque commémorative rue du Portail Rouge.
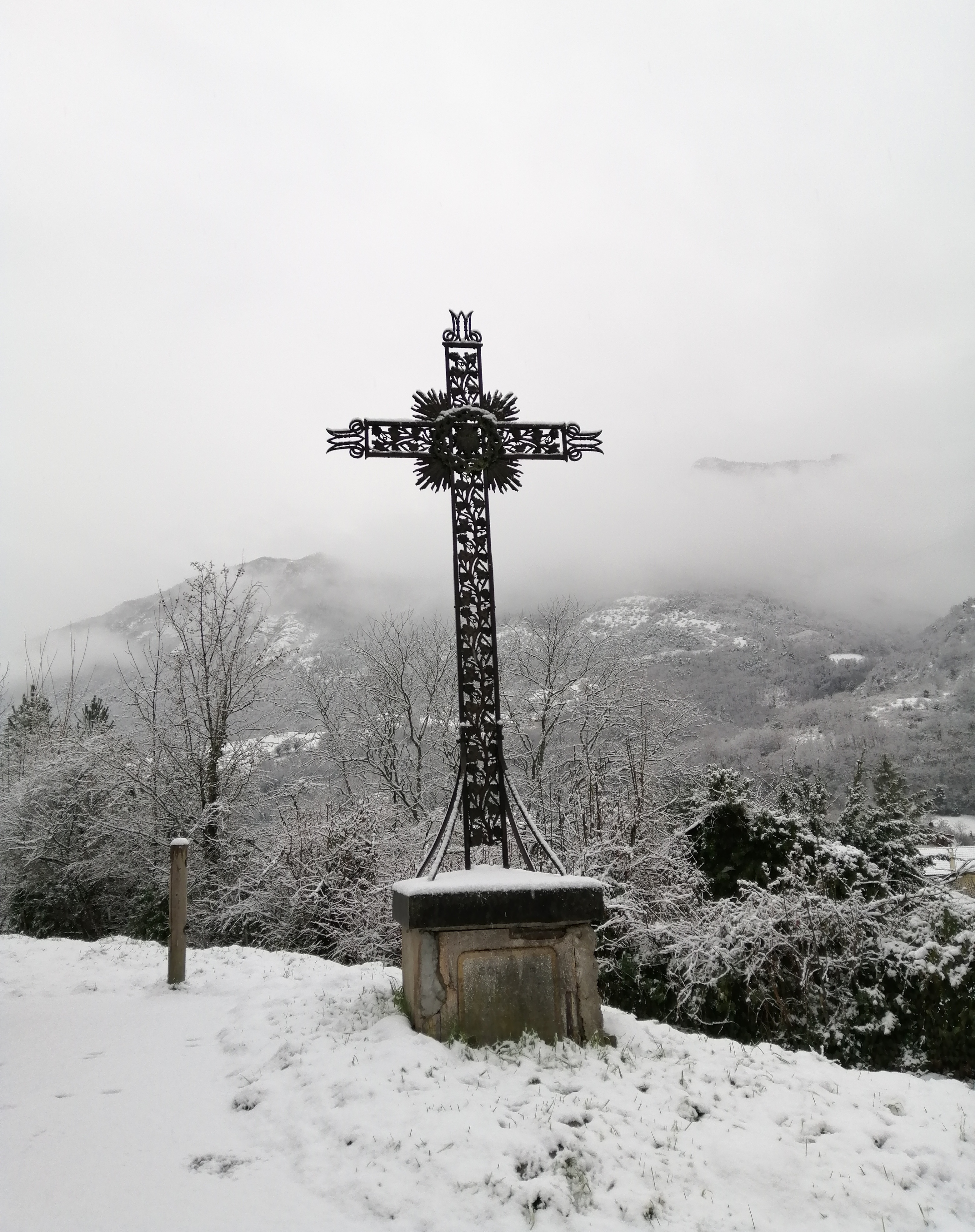
Croix du Souvenir français au Genevrey.

### Patrimoine naturel

#### Les ZNIEFF
La ville de Vif a sur son territoire deux ZNIEFF de type 2 d'importance pour la Trame bleue et la trame verte et bleue. Ces deux zones correspondent en fait à la vallée du Drac, qui borde la ville de Vif sur son flanc Est.
- La première ZNIEFF se situe en amont du barrage de Notre-Dame-de-Commiers c'est « l'ensemble fonctionnel de la vallée du Drac et de ses affluents » elle englobe une partie du Trièves où s'écoule le Drac et certains de ses affluents comme l'Ébron. Vif constitue la partie terminale de cette ZNIEFF et seule une petite partie de son territoire communal est donc classé dans cette zone[167].
- La seconde se trouve en aval du barrage et se nomme « zone fonctionnelle de la vallée du Drac ». Elle correspond à la basse vallée de la rivière se situant entre le barrage de Notre-Dame-de-Commiers et sa confluence avec l'Isère à Grenoble. Dans cette zone le Drac conserve un espace de liberté assez important, ce qui se répercute sur le plan des écosystèmes. Ainsi au niveau de la faune, il est possible d'observer sur ce territoire des populations de castor d'Europe, d'ombre commun et d'agrion de Mercure qui est une espèce de libellule dont les populations se trouvent majoritairement autour de la Méditerranée. Cette libellule n'est pas la seule représentante des espèces méditerranéennes qu'il est possible de trouver dans cet espace naturel. De nombreuses plantes ayant normalement des affinités méridionales se trouvent également dans cette ZNIEFF comme la leuzée conifère, le pistachier térébinthe, la cirse de Montpellier etc. Ces dernières se confondent ainsi sur cette aire géographique avec des plantes montagnardes qu'il est possible de retrouver ici à une altitude exceptionnellement basse pour des espèces comme l'Inule de Suisse[168].

En plus des deux ZNIEFF citées plus haut, deux autres ZNIEFF de type 1 s'étendent sur le territoire de la commune de Vif.

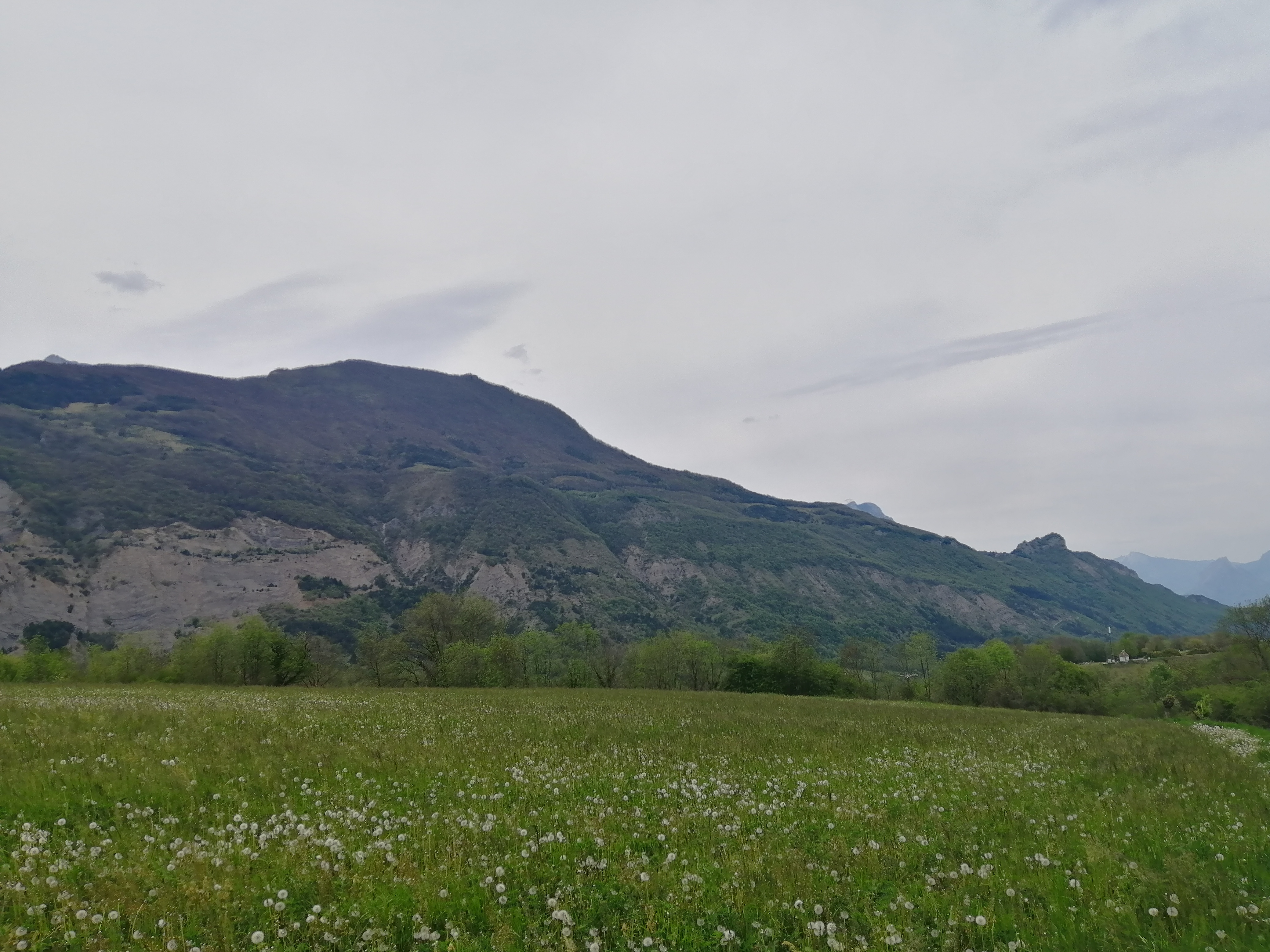
Vue générale de la montagne d'Uriol.

- La ZNIEFF de la « basse vallée du Drac » qui est en fait incluse dans la « zone fonctionnelle de la vallée du Drac »[169].
- La ZNIEFF de la « montagne d'Uriol », qui s'étend sur les communes de Varces-Allières-et-Risset, Le Gua, Saint-Paul-de-Varces et Vif. Ce territoire abrite plusieurs espèces jugées intéressantes comme l'engoulevent d'Europe qui est une espèce d'oiseau très difficile à repérer de jour à cause de son plumage qui lui permet de se camoufler au milieu des feuilles mortes. Toujours d'un point de vue ornithologique la présence du plus grand rapace nocturne d'Europe, le hibou grand-duc, est aussi démontrée sur cette zone. Pour ce qui est de la botanique les espèces pouvant être observée dans ce secteur sont l'Orchis pâle, l'Asaret d'Europe qui est plus commune dans le Nord-Est de la France et les Pyrénées, la fraxinelle[170]…

### Équipements culturels

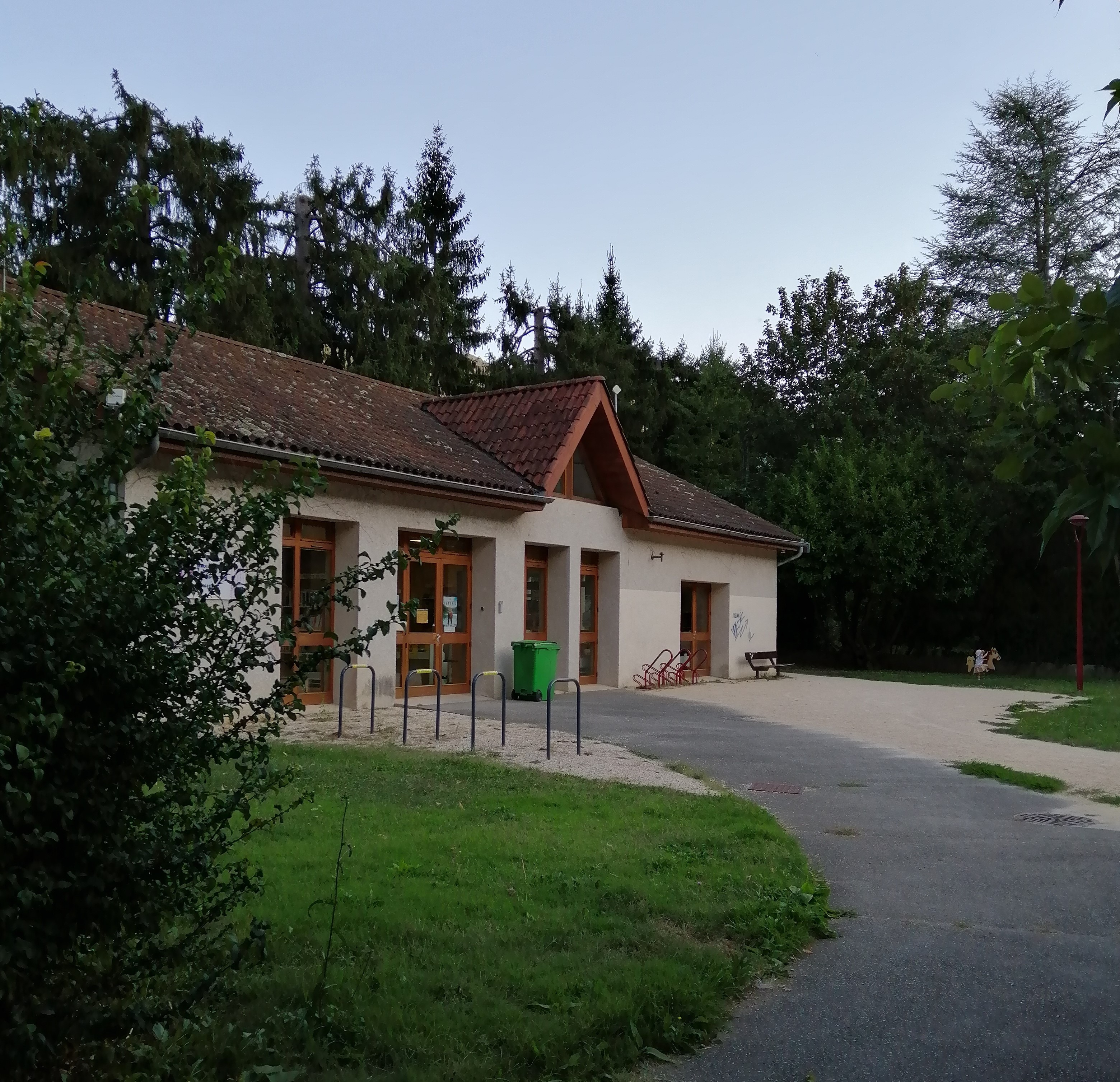
Médiathèque Champollion-Figeac.

La commune dispose aussi de plusieurs édifices culturels et sociaux : la bibliothèque municipale (médiathèque Champollion-Figeac), l'école de musique communale Philippe Margue (gérée par l'Association Musicale de Vif), l'Espace Olympe de Gouges (Centre Communal d'Action Sociale de Vif) où l'on peut retrouver la ludothèque de la ville, la salle des fêtes (place de la Libération), la Maison des Associations (rue du Polygone), la Salle Polyvalente Louis Maisonnat (boulevard de la Résistance)...

### Vif dans les arts et la culture
Vif est l'un des cadres principaux de L'Amour et la Philosophie, œuvre en cinq volumes écrite par Jacques Berriat-Saint-Prix et publiée par Lavillette et Cie en 1801.
La vallée de la Gresse et son patrimoine est abondamment décrite dans les Guides Joanne, guides de voyages rédigés par le journaliste Adolphe Joanne durant le XIXe siècle.
Du fait de son nom à la fois propre et commun, Vif est souvent mentionnée par différents auteurs dans certaines de leurs œuvres : Œuvres d'Édouard Levé, Par les routes de Sylvain Prudhomme…
Vif fait aussi partie des 36 communes choisies pour l'édition Isère du jeu de société Circino, le Chasseur de Trésors.

### Personnalités liées à la commune

#### Nés à Vif
- Charles Le Goux de La Berchère (1647-1719), prélat français né à Vif.
- Claude Sébastien Bourguignon-Dumolard (1760-1829), juriste français et chevalier de l'Ordre de la Réunion, né à Vif.
- François-Jean Rochas (1843-1894) : premier colon de la région de l'actuel parc d'État d'Oliver Lee Memorial, né à Vif[180].
- Yves de La Brière (1877-1941) : jésuite et fils de Léon de La Brière, né à Vif le 30 janvier 1877.
- Aimé Pariat (1887-1964), Lieutenant-colonel de la Première Guerre mondiale, décoré de la Légion d'Honneur le 16 octobre 1920 à la caserne de Roanne[181].
- Alain Faure (1944-) : historien et écrivain spécialisé dans l'histoire du Dauphiné, né à Vif.
- Frédérique Puissat (1967-) : femme politique et sénatrice, née à Vif.

#### Ayant vécu à Vif
- Jacques-Joseph Champollion-Figeac (1778-1867), archéologue, vécut à Vif avec sa femme, Zoé Berriat, et ses enfants.
- Jean-François Champollion (1790-1832) égyptologue, fit de nombreux séjours chez son frère aîné à Vif.
- Famille Berriat : Pierre Berriat (1740-1825) et ses enfants, Hugues Berriat (1778-1854), Jacques Berriat Saint-Prix (1769-1845), Pauline Berriat (1784-1813), Agathe Zoé Berriat (1780-1853), Sébastien Berriat (1768-1839) et son fils, Pierre Léon Berriat.
- Gabriel Bonnot de Mably (1709-1785), philosophe, a passé une partie de son enfance et jeunesse à Vif.
- Étienne Bonnot de Condillac (1714-1780), philosophe et académicien, a passé une partie de son enfance et jeunesse à Vif.
- Louis-Victor-Eugène de Tardy de Montravel (1790-1865), lieutenant de cavalerie, fils de Louis Damien de Tardy de Montravel et époux de Laurence de Chaléon-Chambrier, châtelains du château des Chaléon[164].
- Frères Robert et Gérard Finaly, cachés durant la Seconde guerre mondiale[96]
- Louis de Montravel (1823-1909), historien et érudit, neveu de Louis-Victor-Eugène de Tardy de Montravel, vécut deux ans à Vif[164].
- Estelle Dubeuf (1797-1876), grand amour d'Hector Berlioz, a vécu à Vif[77].
- Joseph Vicat (1821-1902) : fils de Louis Vicat, a établi la première cimenterie Vicat au Genevrey de Vif en 1857.
- Laurence Peyrin : romancière, a vécu à Vif.

#### Morts à Vif
- Aimé-Louis Champollion-Figeac (1813-1894), historien et maire de la ville, inhumé au cimetière de Vif.
- Laurent-César de Chaléon-Chambrier (1729-1821), magistrat, homme politique français et figure de l'aristocratie vifoise, mort à Vif.
- Armand Roux (1832-1887) compositeur né et mort à Vif.
- Marie-Hélène Brunet-Lafleur (1847-1926), cantatrice, épouse d'Armand Roux, possédait une résidence secondaire à Vif et y mourut en 1926[182],[75].
- Léon de La Brière (1854-1899) : écrivain politique et beau-fils d'Aimé-Louis Champollion, mort à Vif le 12 septembre 1899.

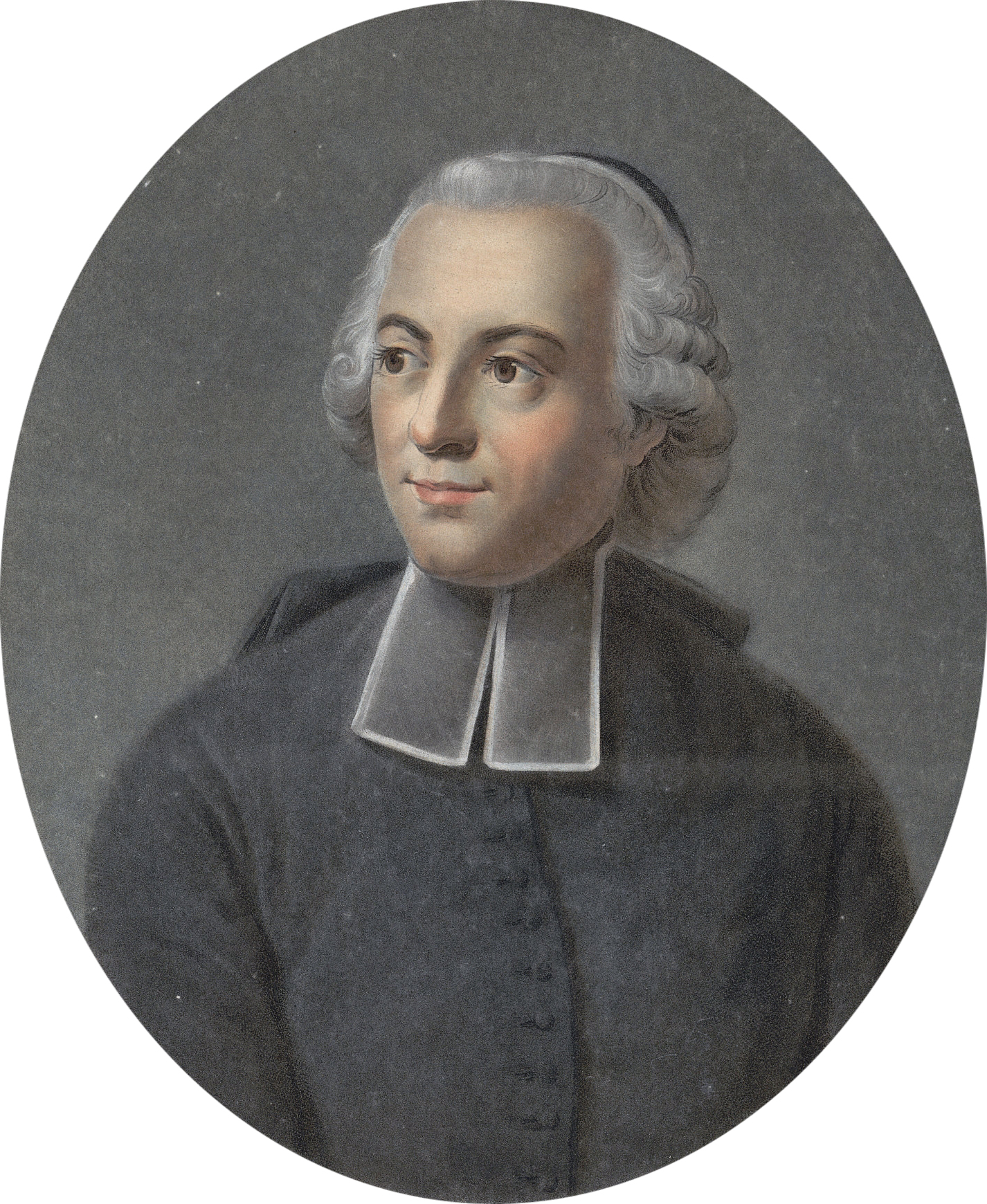
Étienne Bonnot de Condillac.
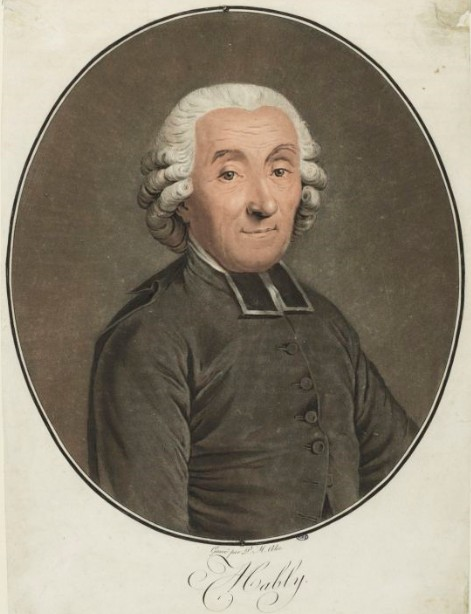
Gabriel Bonnot.
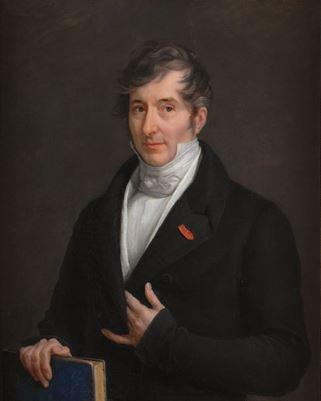
Jacques-Joseph Champollion.
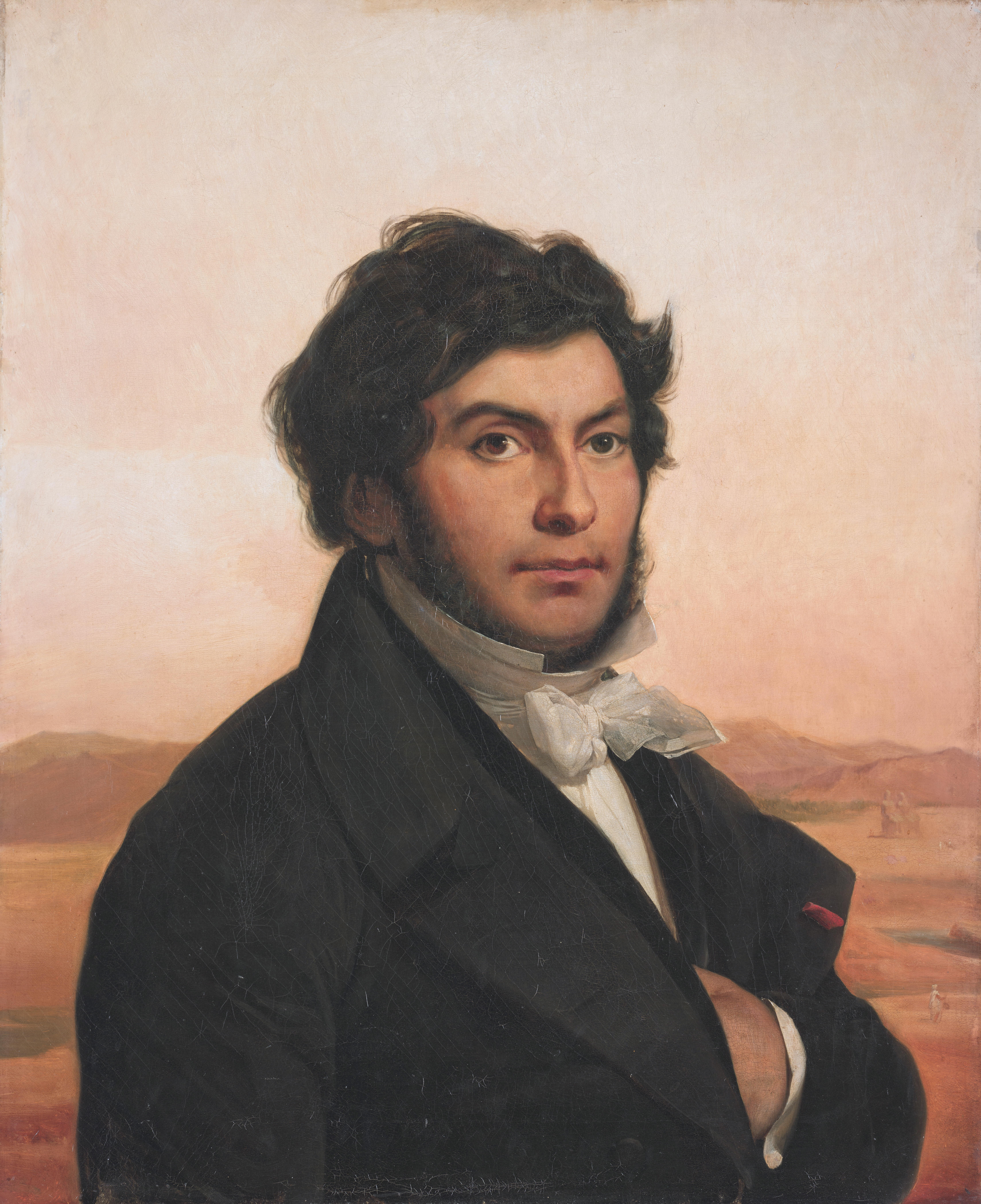
Jean-François Champollion
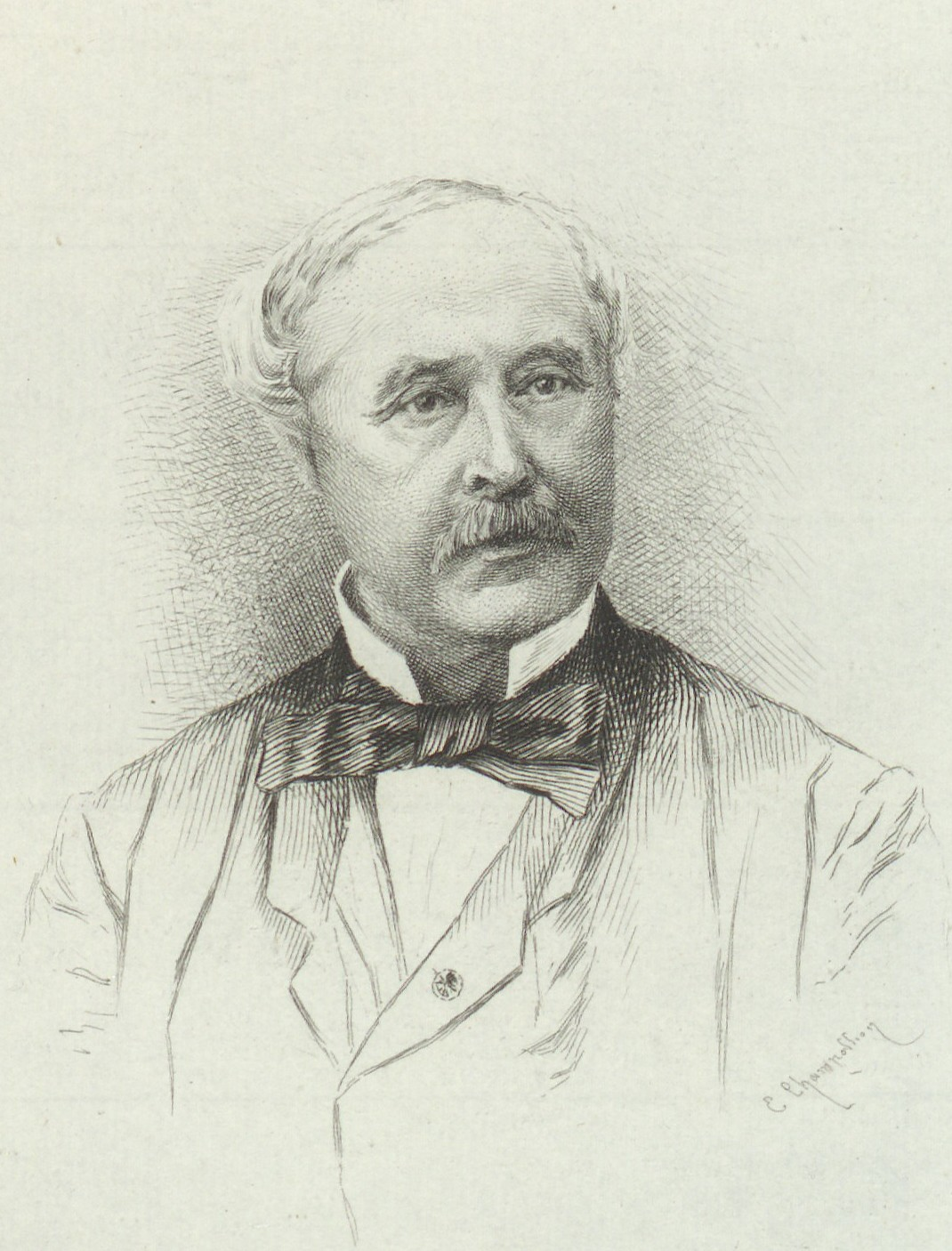
Aimé-Louis Champollion.
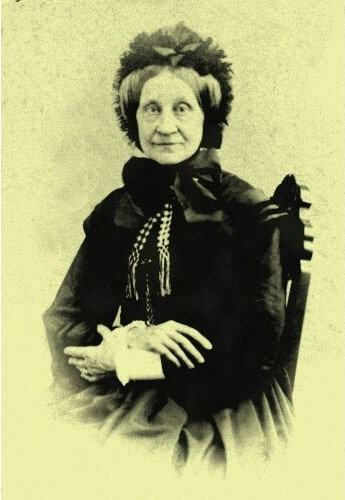
Estelle Dubeuf.
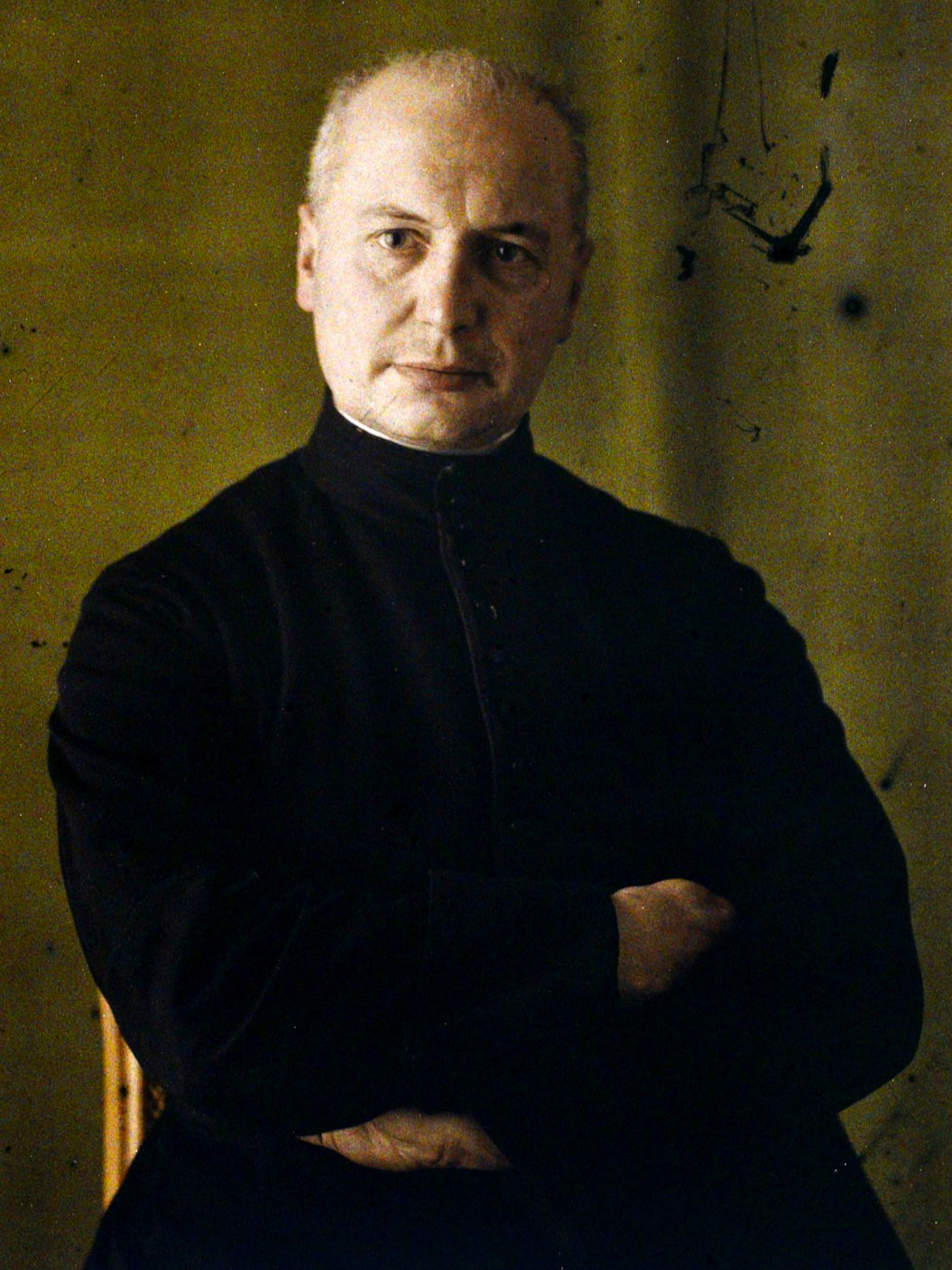
Yves de La Brière.

### Héraldique
| Blason de Vif | Blason  | Tranché : au premier d'or au lion de gueules, au second d'or au serpent en chef, à l'oiseau et à la coquille renversée, le tout d'azur rangé en bande. |
| Blason de Vif | Détails | Le statut officiel du blason reste à déterminer. |

## Galerie

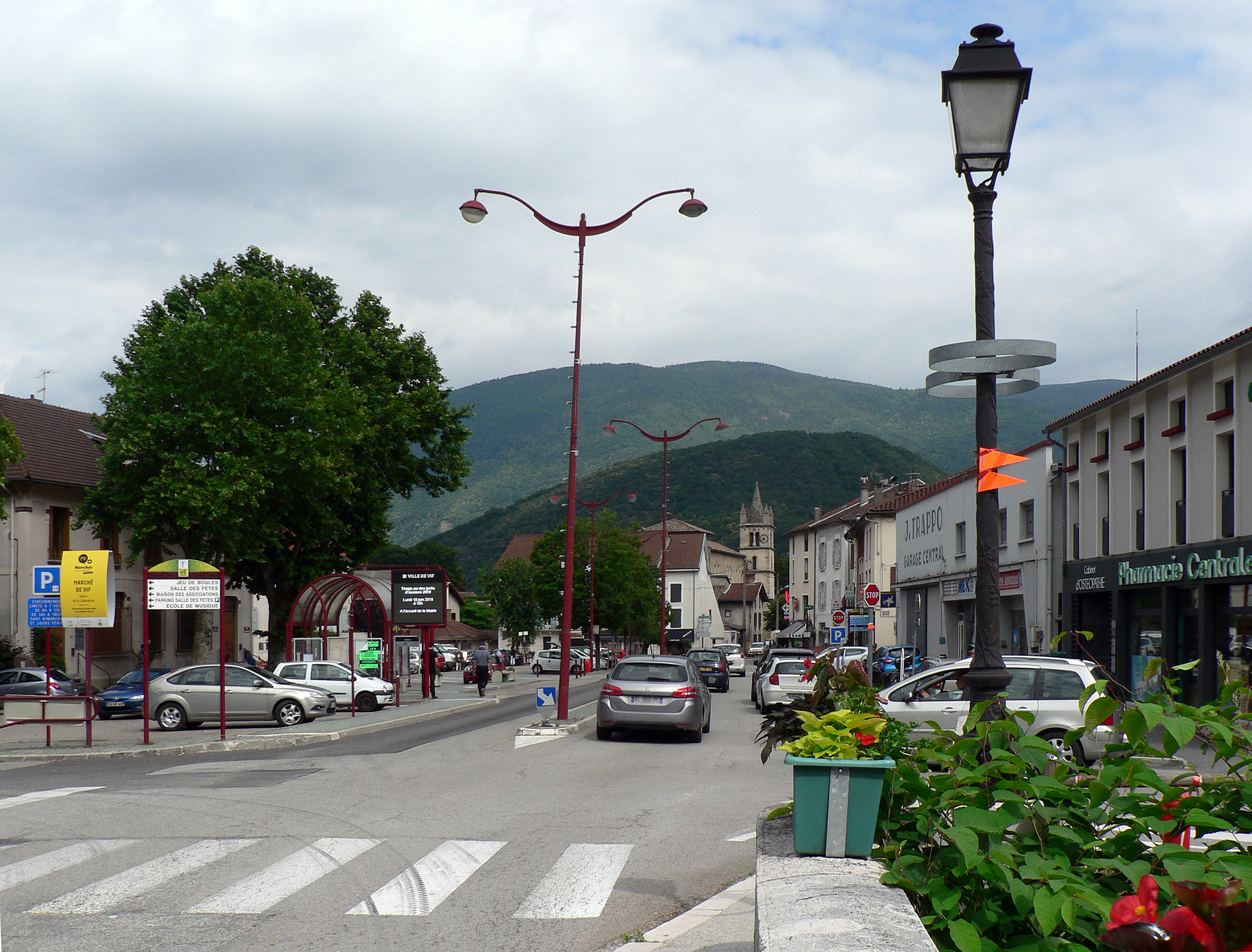
Le centre-bourg depuis le pont de pierre.
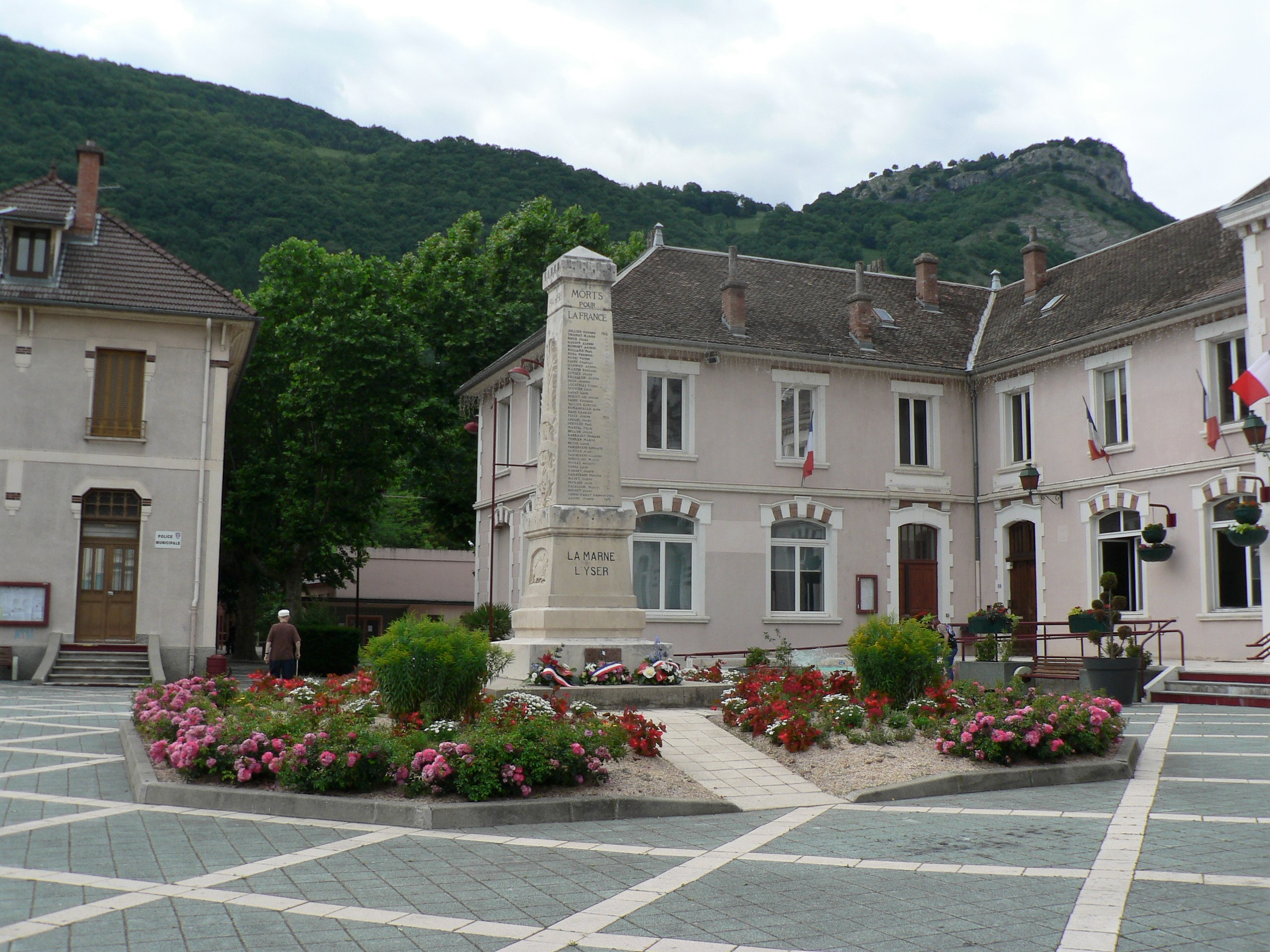
Place de la Libération.
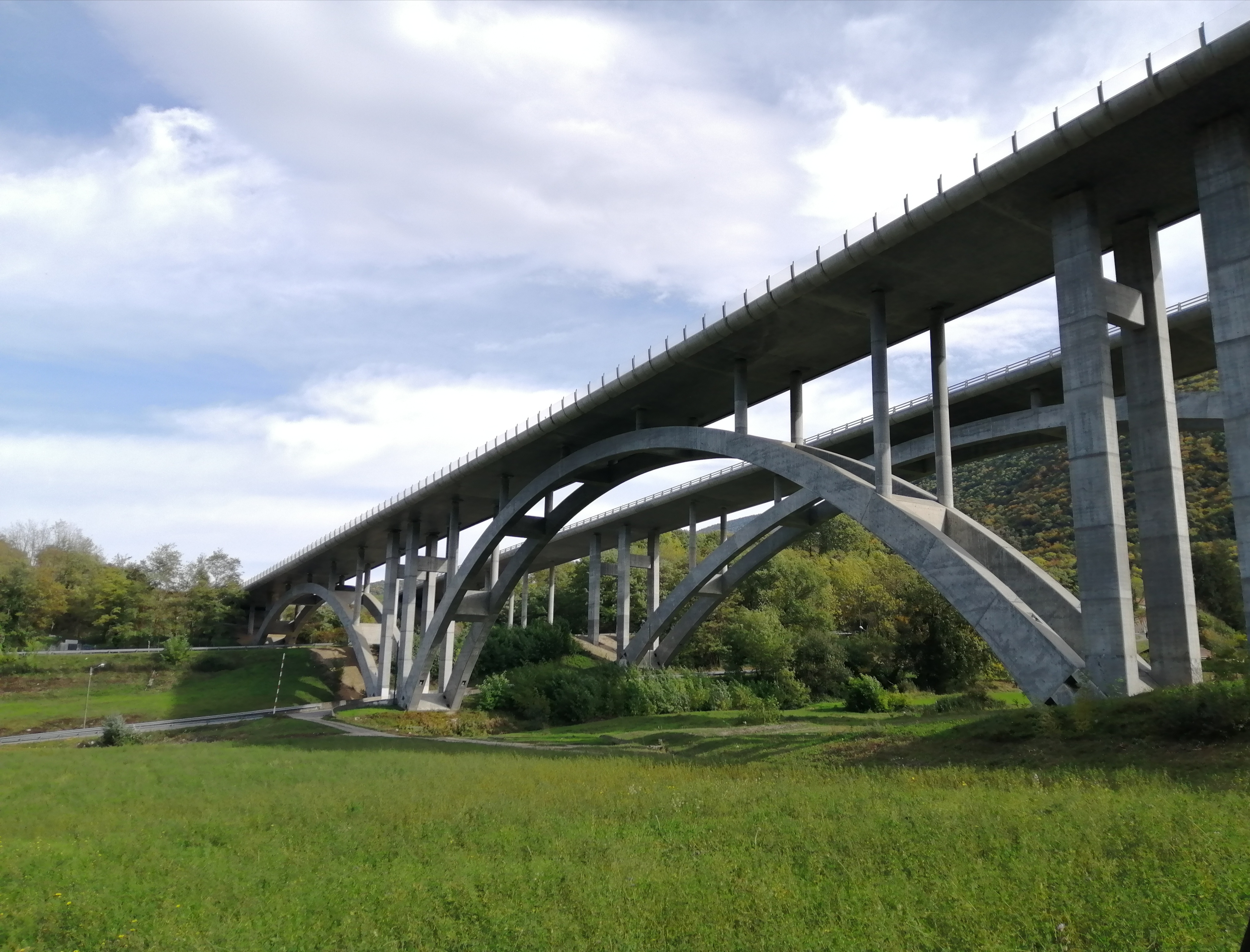
Viaducs autoroutiers du Crozet.
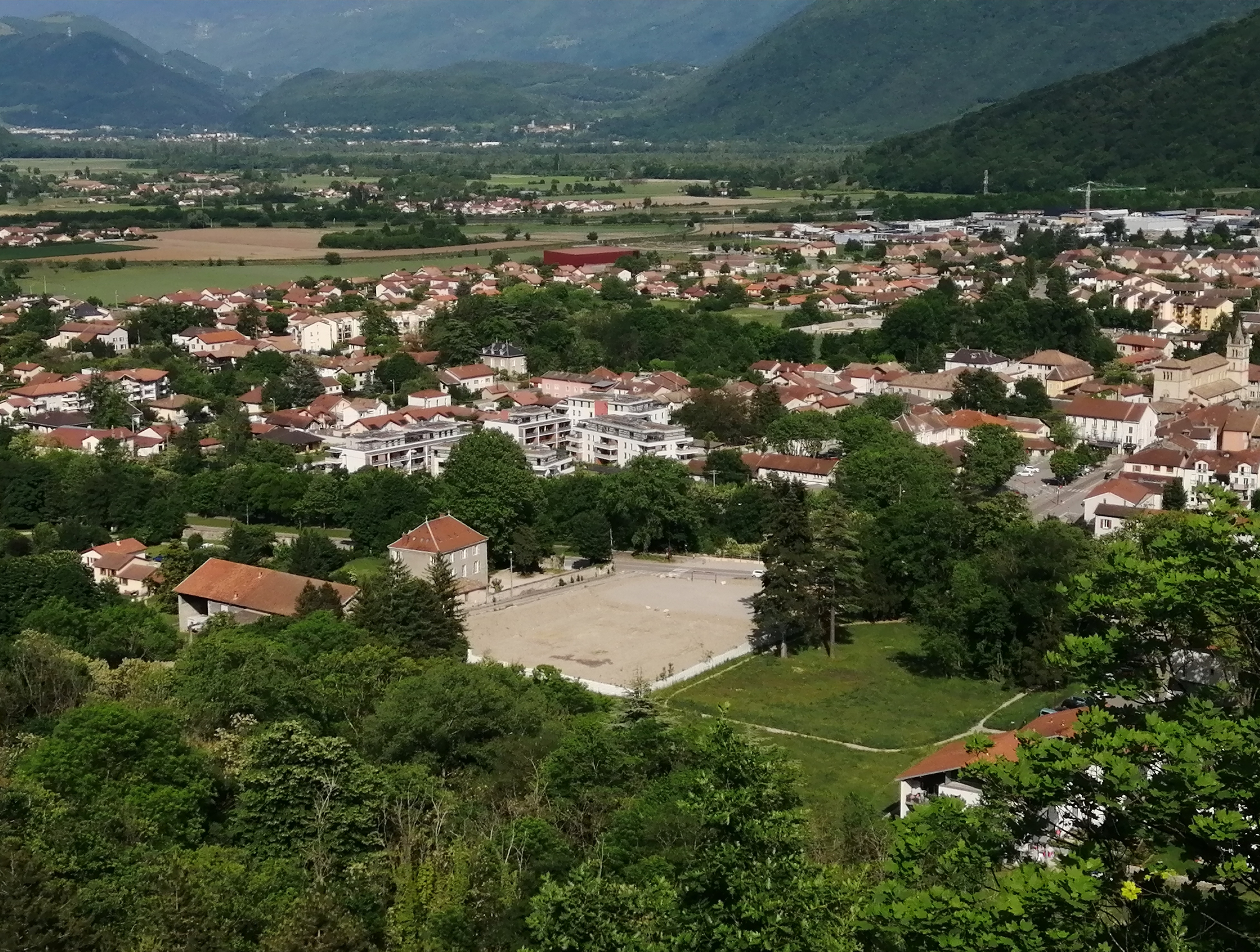
Vue générale du domaine du Breuil.
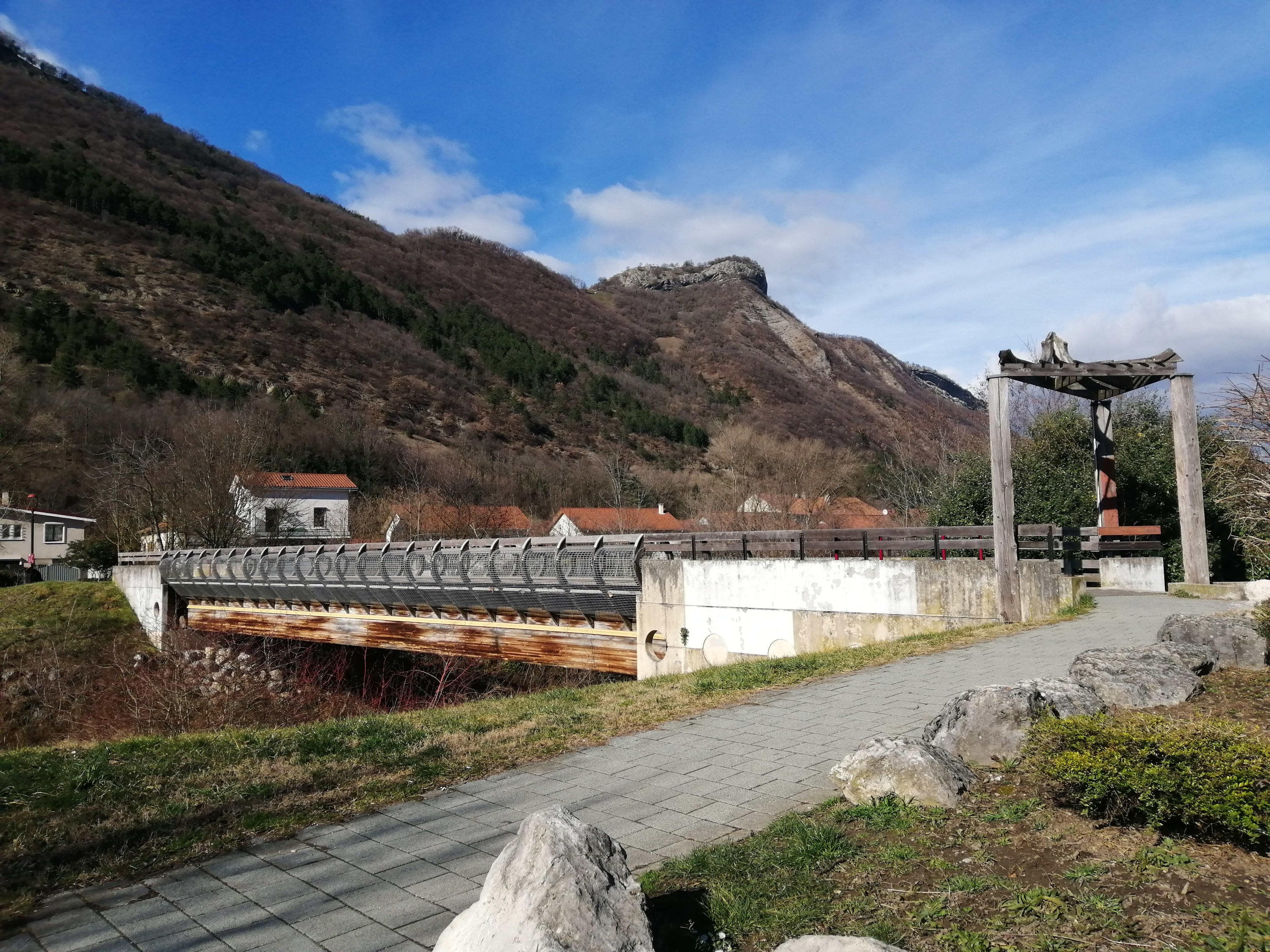
Passerelle en bois sur la Gresse.
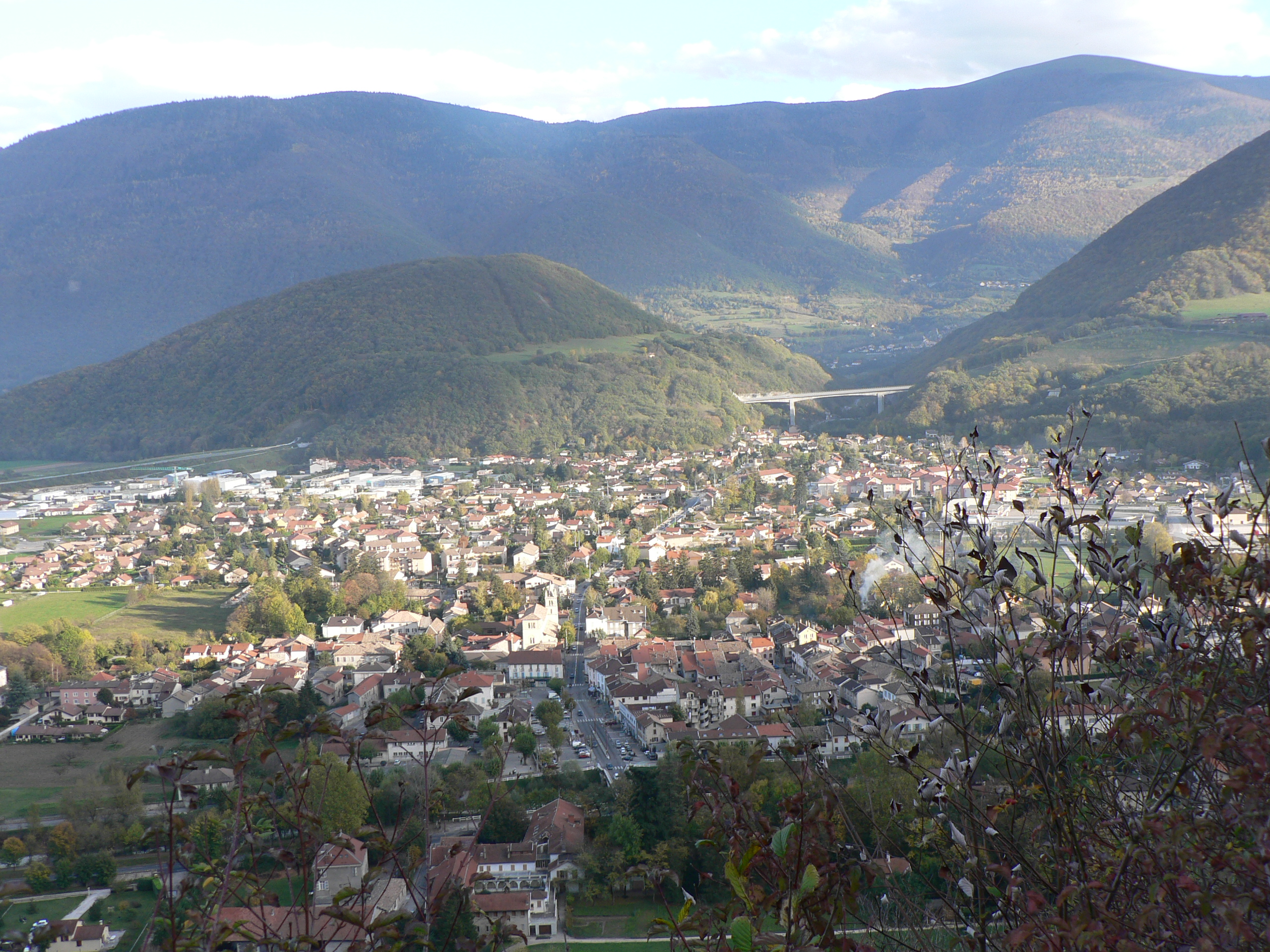
Vue d'ensemble de la ville depuis Uriol.
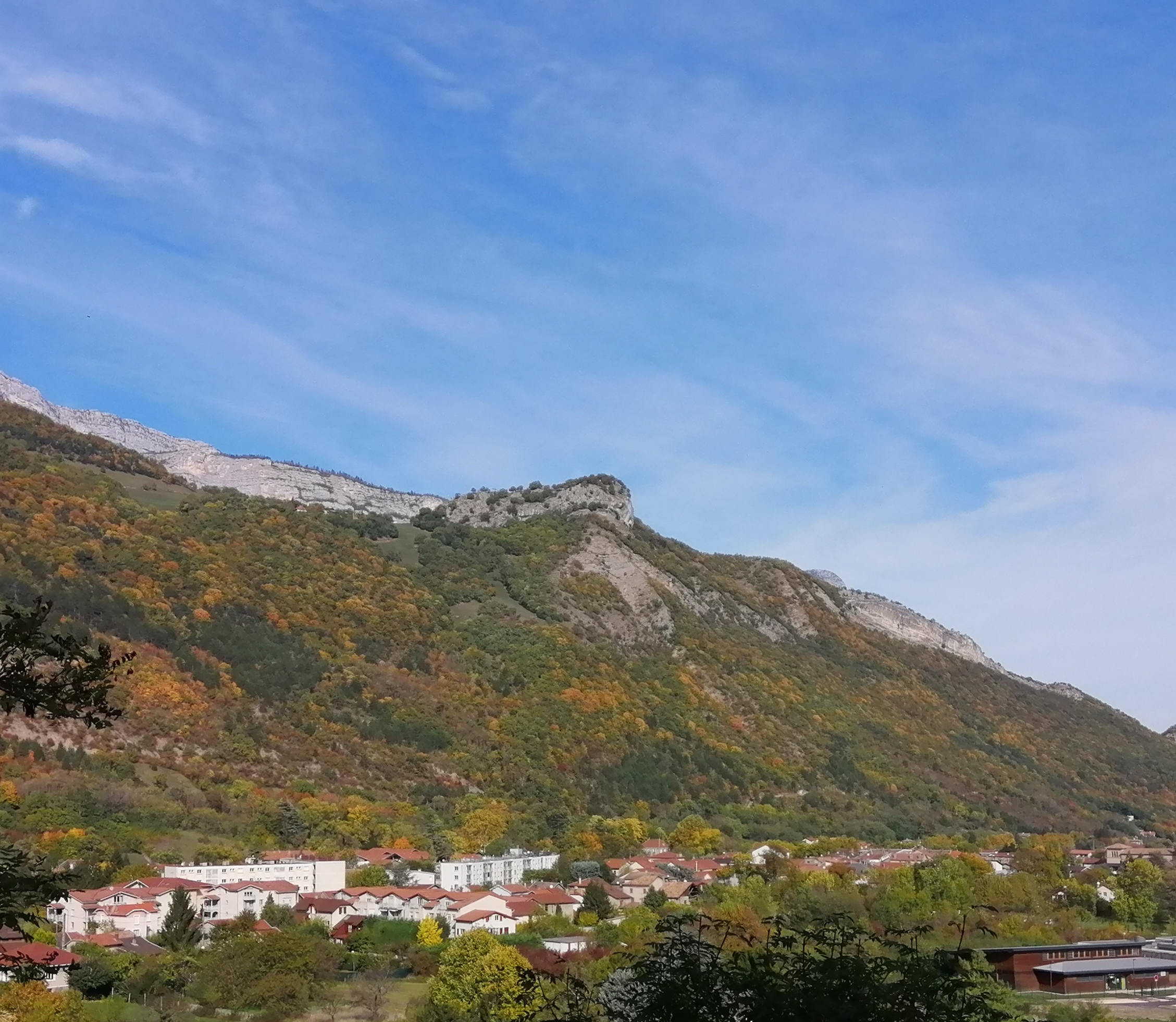
Vue sur Vif avec le rocher de Saint-Loup.
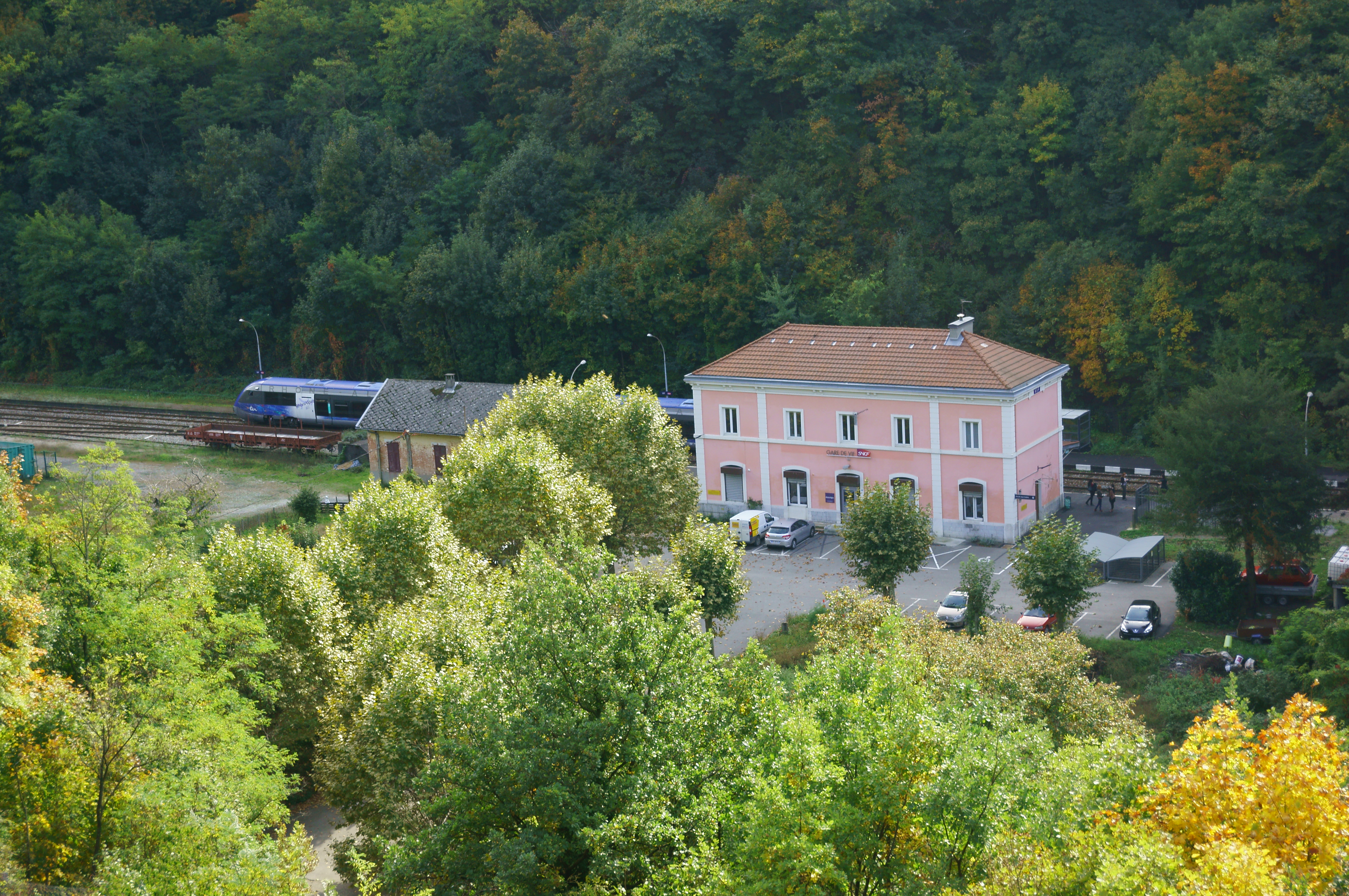
La gare de Vif.
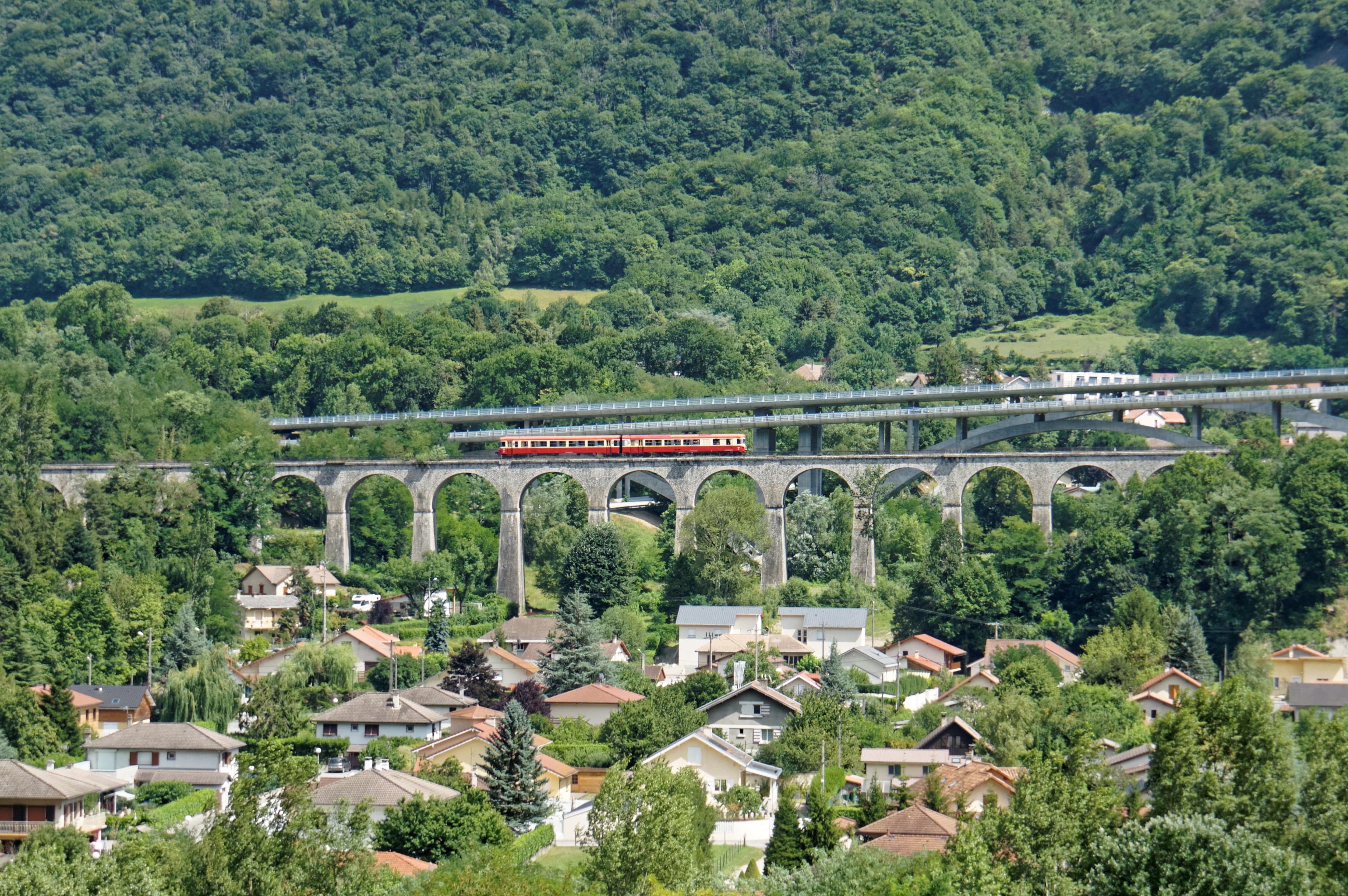
Vue d'ensemble des viaducs du Crozet.
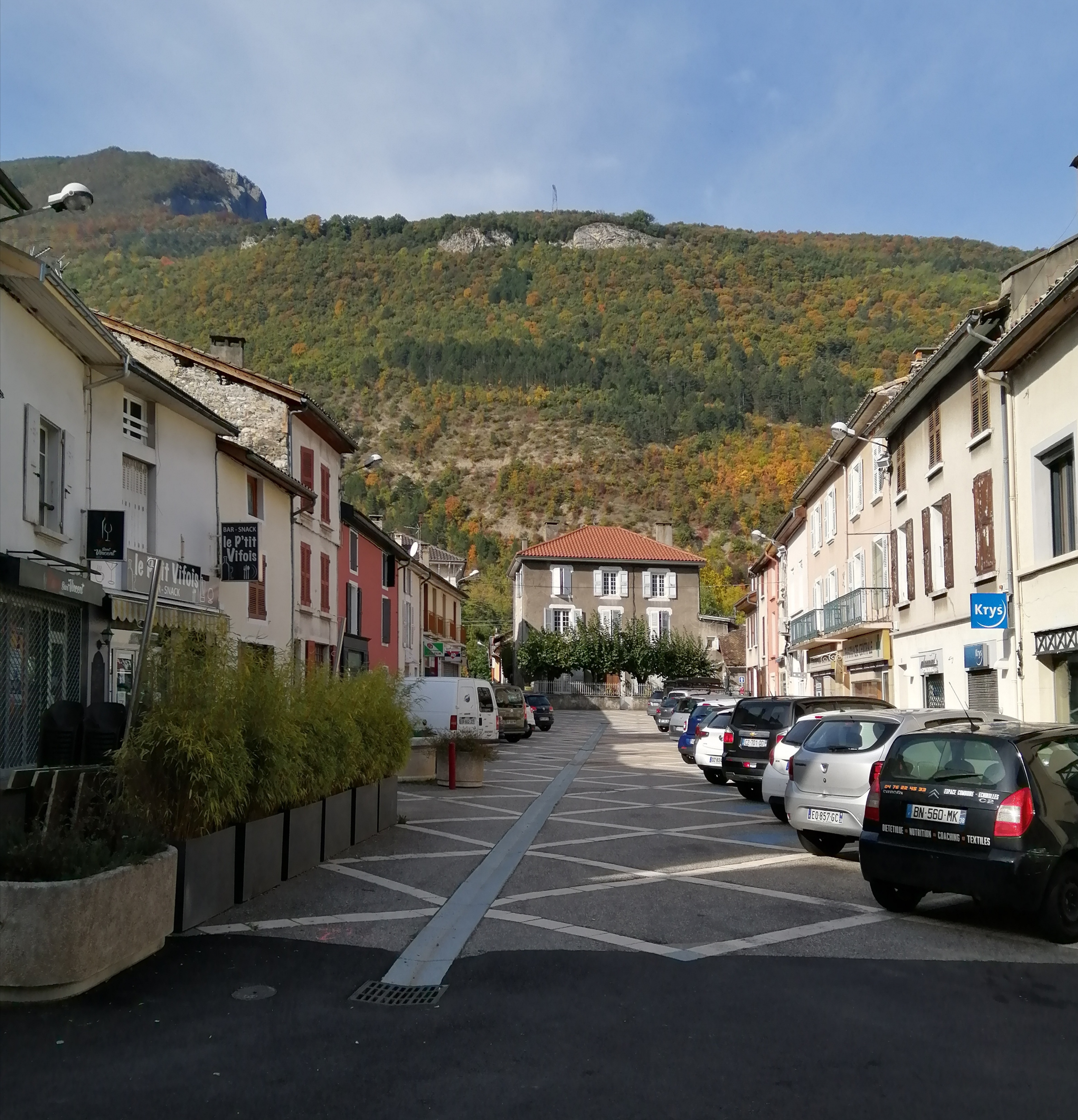
La place des Onze Otages.